# Oro precolombino de Costa Rica

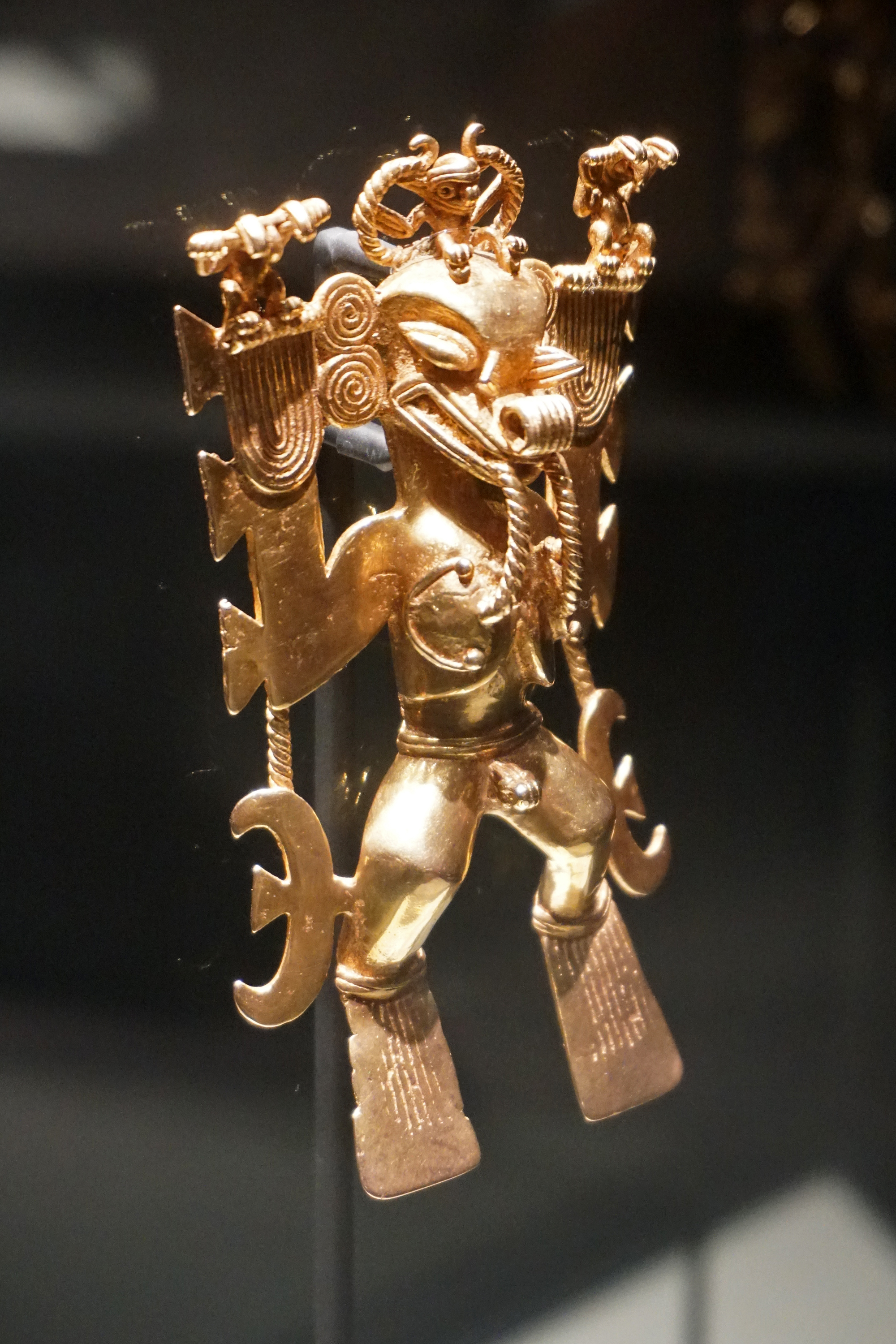
Colgante de oro con forma de chamán enmascarado, proveniente del Pacífico sur de Costa Rica (700-1550 d. C.). 12.3 x 7.5 cm. Esta misma figura puede observarse en el anverso del billete de 5000 colones que circuló entre 1998 y 2010. Es una de las piezas más destacadas que se encuentran en el Museo del Oro Precolombino, San José de Costa Rica. La representación de especialistas o chamanes dotados de cualidades sobrehumanas y de gran contenido simbólico se puede apreciar en este colgante. La metalurgia del oro fue una de las manifestaciones artísticas más sobresalientes de los pueblos precolombinos de Costa Rica.

El oro precolombino de Costa Rica es una de las manifestaciones artísticas más elaboradas y complejas de las sociedades indígenas que ocuparon el actual territorio costarricense antes de la llegada de los españoles. Las investigaciones y estudios arqueológicos y etnohistóricos han determinado que, entre los años 700 y 1550 d. C., en Costa Rica hubo una importante producción suntuaria de objetos de oro, con evidencia de la existencia de especialistas orfebres que habían alcanzado un importante manejo tecnológico, así como niveles de extraordinaria calidad y belleza en la elaboración de las piezas, mezcladas con un alto grado de simbolismo.
Costa Rica forma parte de la tradición metalúrgica del Área Intermedia, que incluye también a Panamá y el noroccidente de Colombia. Es precisamente desde Colombia de donde penetra el conocimiento en las técnicas metalúrgicas en Costa Rica, a través del establecimiento de rutas de intercambio terrestres, fluviales y marítimas. El trabajo en metal, principalmente el oro, pero también de otros materiales como la plata y el cobre, llegó a ser apreciado por los grupos indígenas locales, e incluso substituyó el tallado de piedras semipreciosas, como el jade, de gran auge antes de la introducción de la metalurgia. Entre los años 500 y 900 d. C. se estableció un periodo de transición entre ambos materiales, llegando a convertirse el uso de objetos de oro en símbolo de rango de los dirigentes locales.
La elaboración de objetos de oro por parte de las sociedades indígenas costarricenses, aunque compartiendo una misma tradición tecnológica con los grupos que habitaron Panamá y Colombia, fue desarrollando estilos locales en los distintos centros de producción, desarrollándose, a partir del año 700 d. C., estilos particulares y distintivos, con adquisición de diferenciaciones tecnológicas y morfológicas que van adquiriendo cada una de las zonas productoras del país, según los requerimientos de utilización y de acuerdo a la disponibilidad y el acceso a materias primas.
Entre las sociedades precolombinas, el uso de objetos de oro tuvo un simbolismo mágico, religioso, funerario, de intercambio y de rango. Se ha documentado su empleo por parte de los dirigentes políticos, chamanes y guerreros. Su uso como indicador de rango social y político se mantuvo hasta principios del siglo XX, con la muerte del último rey indígena de Talamanca. En los objetos de oro se hallan representados la fauna del territorio nacional, figuras humanas que representan a especialistas, deidades, seres humanos con atributos animales y otras temáticas.
La mayoría de las piezas de oro precolombino de Costa Rica desaparecieron durante la Conquista, fundidas por los españoles, y luego en épocas posteriores, extraídas por los saqueadores de tumbas. Es a partir de 1950, con la creación del Museo del Oro Precolombino del Banco Central de Costa Rica, que se inicia un esfuerzo por preservar la riqueza arqueológica de Costa Rica evitando la exportación de ejemplares que convendría conservar en el país, dando lugar a una colección de objetos de oro indígena que en la actualidad abarca cerca de 1.600 piezas que datan desde el año 500 hasta 1500 d. C., así también la realización de investigaciones que pretenden buscar una interpretación de la metalurgia precolombina con el fin de obtener una compresión más global del papel que tuvieron los objetos de oro.

## Antecedentes

### La metalurgia en la América prehispánica
Los datos arqueológicos demuestran que en la América prehispánica, el trabajo con metales se desarrolló hace 3.500 años en los Andes Centrales del actual Perú, donde los conocimientos metalúrgicos se desarrollaron de forma paulatina, y desde ahí se propagaron hacia el norte y el sur del continente. Habitantes de diversas regiones y culturas manufacturaron y emplearon objetos de metal a partir de oro, plata y cobre, como parte de un conjunto de bienes suntuarios que incluyó, entre otros, la elaboración de textiles, la cerámica y el tallado en piedra.
Las sociedades precolombinas americanas elaboraron objetos de metal que posteriormente utilizaron como adornos, como símbolos de prestigio y rango de las autoridades políticas y religiosas, y como parte de las creencias sagradas de los pueblos. Tras una etapa de experimentación, los indígenas desarrollaron un método que consistía en trabajar los metales por medio del martillado y las fundiciones, utilizando estas técnicas para elaborar objetos de gran belleza y complejidad tecnológica.
En estas etapas, se elaboraron aleaciones de diferentes metales y el desarrollo de diversos métodos mediante los cuales se modificaba la superficie de los objetos para que parecieran dorados o plateados. Esta característica era importante por el propósito para el cual los objetos eran elaborados. La metalurgia de la época prehispánica, con el nivel tecnológico avanzados y la compleja simbología de sus formas, constituye una de las artesanías más llamativas de las sociedades amerindias.
En el continente americano pueden definirse tres áreas que desarrollaron tradiciones metalúrgicas distintas:

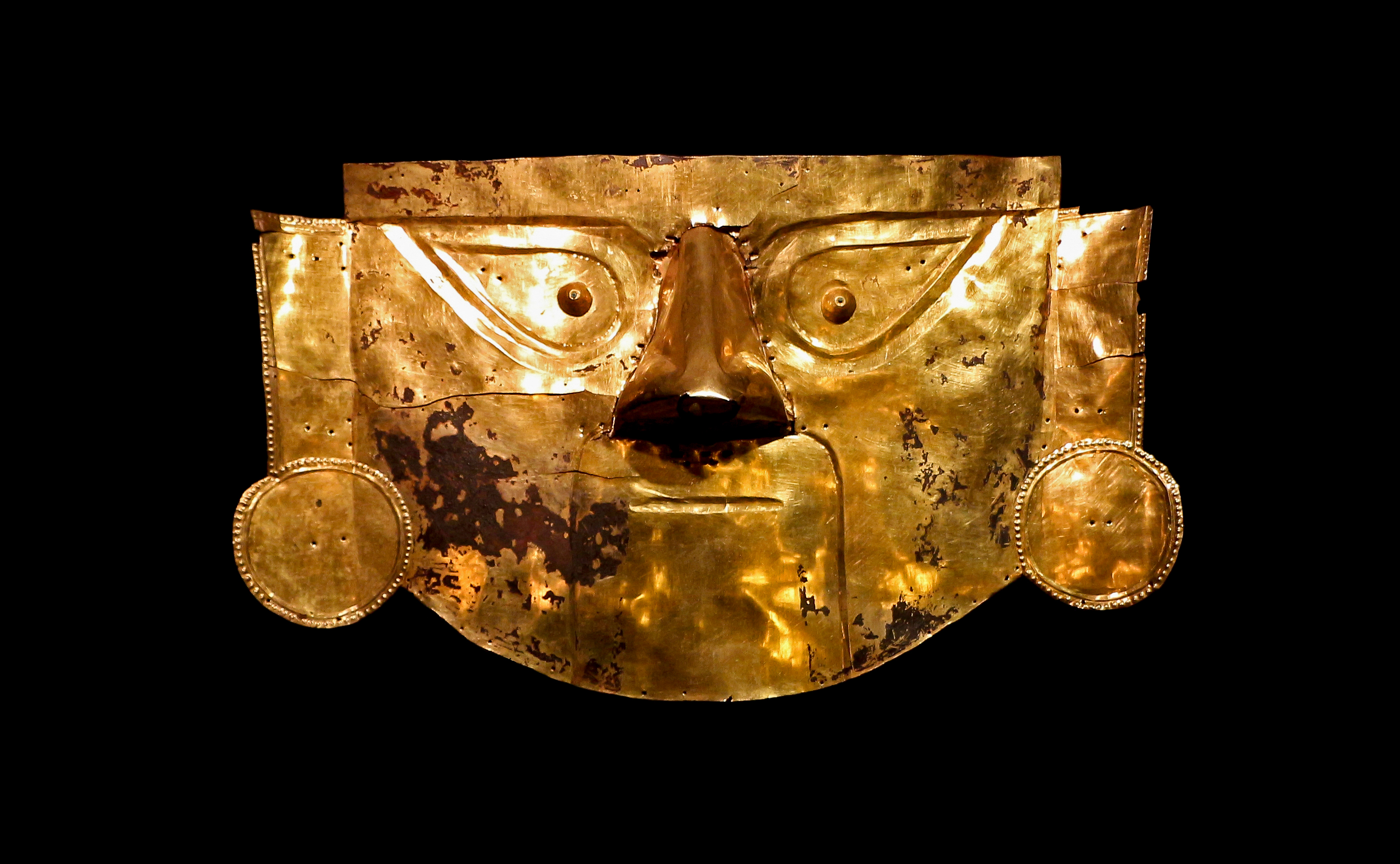
Área Cultural Andina
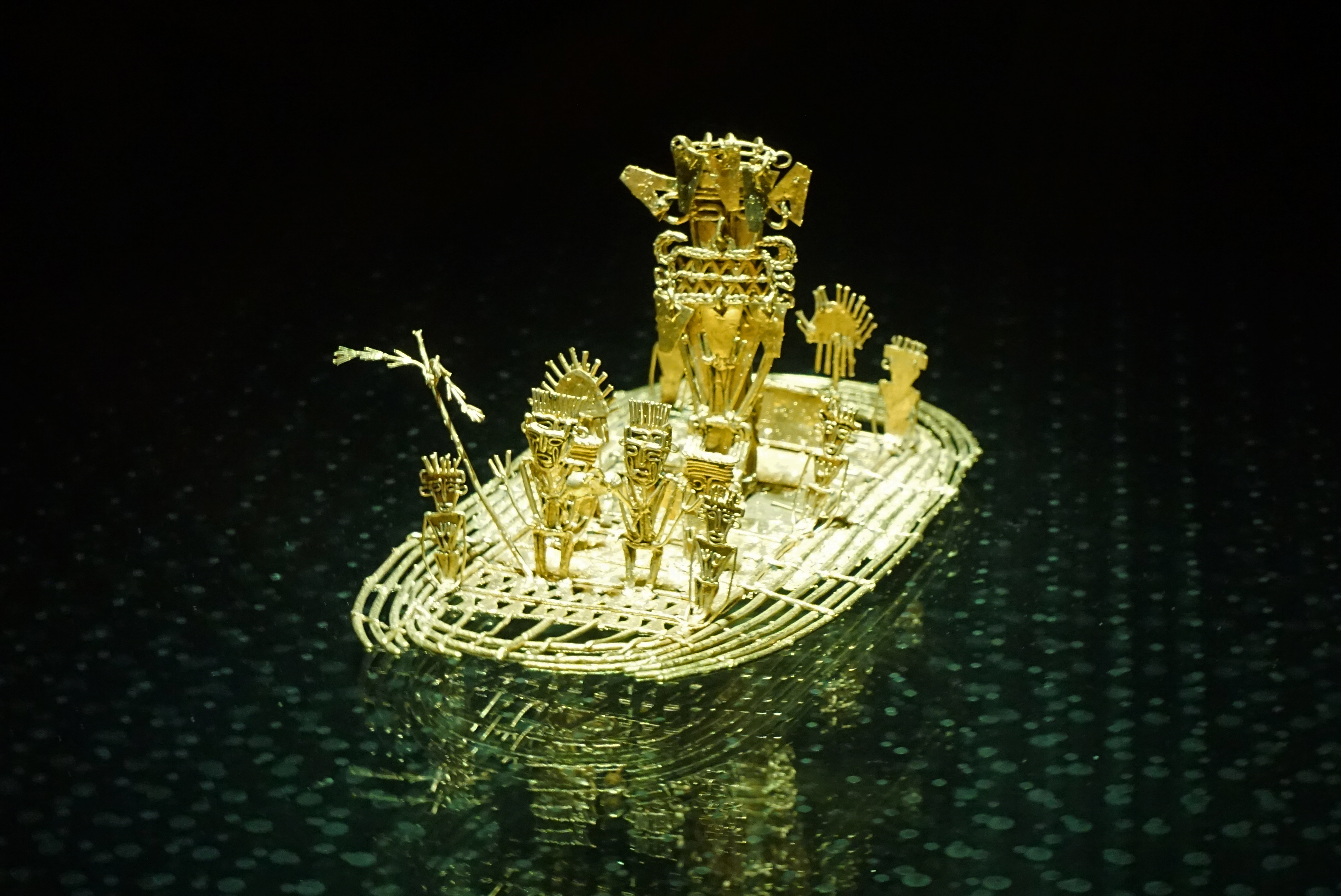
Área Intermedia
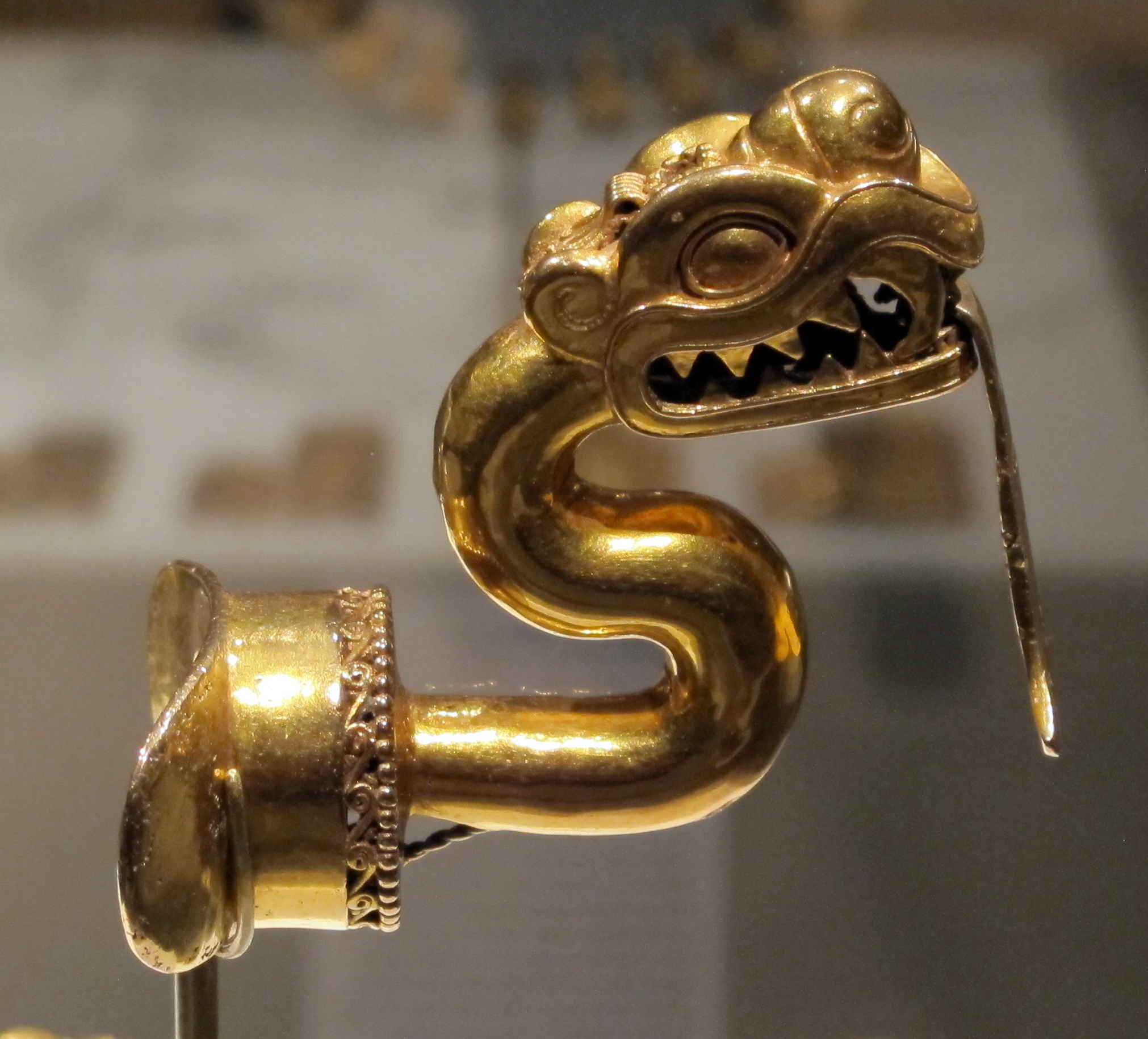
Mesoamérica

La dinámica social, política y económica de cada grupo propició la experimentación tecnológica y la propuesta de diseños con estilos orfebres que llegaron a tener una identidad propia.
Costa Rica forma parte de la tradición metalúrgica del Área Intermedia, que incluye también a Panamá y la región noroeste de Colombia. Dentro del panorama metalúrgico del continente, el Área Intermedia constituyó un núcleo importante de desarrollo tecnológico, en el cual predominaron fundiciones a la cera perdida, en aleaciones de oro y cobre. Con estas aleaciones se elaboraron adornos como narigueras, orejeras, pectorales y diversas formas humanas y animales de gran contenido simbólico, las cuales marcaron una diferencia con respecto a las tradiciones de las otras áreas del continente.

### Orígenes de la metalurgia en Costa Rica

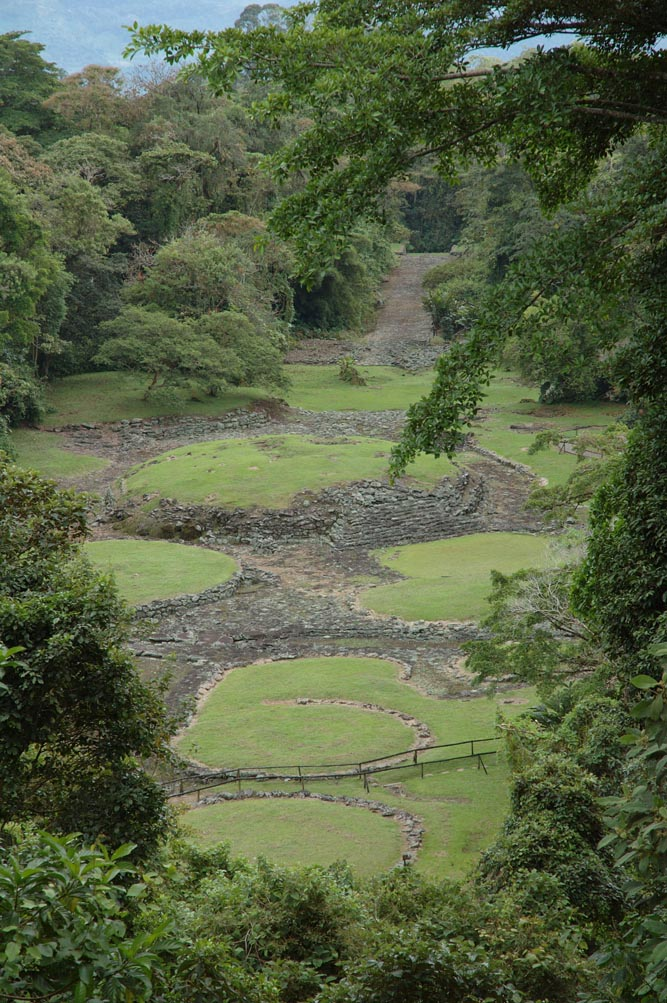
La metalurgia en Costa Rica se introdujo alrededor del año 400 d.C en sitios del Caribe central del país, como Guayabo.

La metalurgia penetró en Panamá y Costa Rica casi de forma simultánea alrededor del año 400 d. C., proveniente de la costa atlántica de Colombia, a través de rutas comerciales que partían del centro de Colombia con diferentes rumbos. Los primeros objetos de oro provenientes de las regiones caribeñas y zonas montañosas del actual noroeste colombiano entraron por el Caribe central y las llanuras del norte del actual territorio costarricense. En estas regiones, habitaban sociedades agrícolas que practicaban agricultura intensiva basada en el cultivo de tubérculos, maíz y cucurbitáceas. Poseían una diferenciación social establecida por jerarquías, con especialización artesanal y presencia de dirigentes políticos y religiosos, representados en la forma del cacique, sus principales y sus chamanes. Para estos dirigentes, los artistas elaboraban objetos de uso ceremonial y ornamentos que los distinguían en dichos cargos. El acceso a nuevos conocimientos en el trabajo de los metales representó una forma de acrecentar su prestigio y poder.
Los artistas utilizaron diversos materiales para elaborar estos objetos de prestigio, como piedra, arcilla y piedras semipreciosas de diversos colores, conocidos como jades. Tuvieron también una extraordinaria producción cerámica, con variedad de diseños, elaborada con gran destreza tecnológica. Entre los años 300 y 500 d. C., en el Caribe central, los objetos de oro comenzaron a utilizarse como parte del ajuar funerario de los dirigentes. Su morfología y tecnología los relaciona con los estilos colombiano y panameño. Este trabajo en metal llegó a ser muy apreciado, de modo que fue substituyendo paulatinamente el uso del jade, que tenía gran auge antes de la introducción de la metalurgia. Entre los años 500 y 900 d. C., se dio una transición del jade al oro, consolidándose el uso de este último como bien suntuario de intercambio y símbolo de rango hasta la llegada de los europeos.
Luego del año 500 d. C., en la región del Caribe central se inició la producción de objetos de oro con materias primas locales. Las sociedades autóctonas de esta época, más avanzadas que las del periodo previo, contaban con una mayor producción agrícola y eran arquitectónicamente más complejas, poseían territorios específicos, con varias aldeas constituidas bajo el mando de un centro ceremonial central. Para consolidar el proceso de jerarquización social, fue fundamental el intercambio de objetos suntuarios a nivel regional, especialmente con grupos del occidente colombiano y la región central de Panamá. Los objetos producidos en este periodo, aunque reciben influencia de los estilos colombiano y panameño y comparten con ellos una misma tradición tecnológica, muestran ya elementos locales principalmente en el uso de la figura humana y los animales (lagarto, ave y mamíferos como la martilla).
La tecnología que utilizaron estos pueblos en este periodo fue principalmente la fundición de aleaciones de oro y cobre, aplicando técnicas de decoración y acabado. Sin embargo, también se fueron desarrollando estilos metalúrgicos locales. Los pueblos de la región Central Caribe iniciaron la producción de objetos de metal en las que representaban las figuras de aves y ranas con el mismo diseño que se aplican en las decoraciones de la cerámica y los colgantes de jade. A partir del año 700 d. C., se desarrollaron estilos particulares en el resto del país.
Para el caso de Costa Rica, el trabajo metalúrgico presentó tres fases históricas:
- 0-500 d. C.: se inicia el uso de los metales a partir de objetos provenientes de Panamá y Colombia, obtenidos mediante intercambio. Los objetos de oro son bienes exóticos y se usan como ofrendas funerarias para personajes de alto rango, sobre todo en la región Caribe central y llanuras del norte.

- 500-700 d. C.: se da la asimilación tecnológica y la elaboración local, con formas similares a las de los objetos importados.

- 700 d. C. hasta 1502: sobresale la manufactura y el uso de objetos de oro en todas las regiones del país, con estilos locales particulares. Se dan diferencias tecnológicas y morfológicas entre las distintas regiones del país, basadas también en el acceso a las materias primas.

## Producción de piezas de oro locales

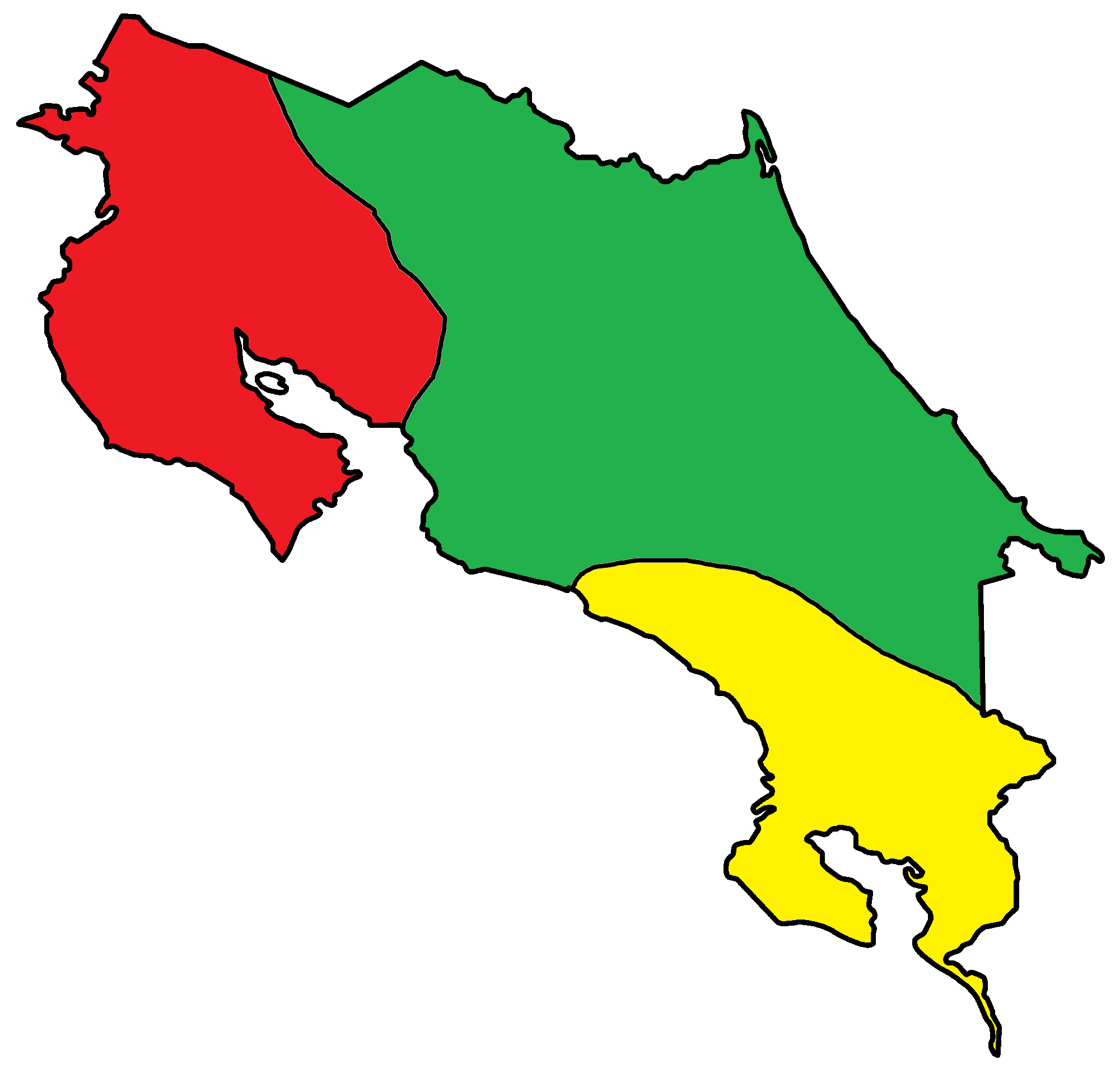
Mapa de las áreas arqueológicas de Costa Rica: Subregión Guanacaste de la Gran Nicoya (rojo), Región Arqueológica Central (verde) y subregión Díquis (amarillo).

A partir del año 700 d. C., surgieron diversos centros de manufactura de objetos de metal en cada una de las regiones geográficas y culturales del actual territorio costarricense. Las diferencias en la producción con respecto a los distintos porcentajes de las aleaciones y el tamaño y la cantidad de los objetos elaborados fueron definidas por la existencia de fuentes de materia prima, tanto de oro como de cobre, o bien, por la obtención de estos metales por medio del intercambio comercial.
Se han identificado estilos particulares entre distintos grupos de objetos según las diferentes regiones geográficas y culturales. Cada una de las regiones desarrolló estilos de representación en los que se incorporaron diseños utilizados en otros materiales como la cerámica, la piedra y el jade. También se utilizaron las técnicas y forma de trabajar los metales aprendidas en periodos anteriores. De esta manera se desarrolló una producción de objetos que respondieron a las necesidades particulares de presentación y utilización de cada grupo. En el actual territorio de Costa Rica se han establecido tres regiones arqueológicas, basándose en criterios geográficos y culturales. 

### Gran Nicoya
La Gran Nicoya es una región arqueológica que comprende la costa del océano Pacífico de Nicaragua y la región noroeste de Costa Rica. La sección costarricense de la Gran Nicoya se conoce como subregión Guanacaste y en la actualidad corresponde a la provincia de Guanacaste y parte de la provincia de Puntarenas, incluidas las islas del golfo de Nicoya. Esta región se caracterizó por la cultura de Nicoya, de fuerte influencia mesoamericana, en donde floreció un centro cultural que dominó la región por 2.000 años y logró alcanzar una compleja organización social y un elevado grado de desarrollo cultural. En lo que se refiere a su arte precolombino, se destacó por la elaboración de cerámica policromada (cuya tradición ha sido heredada por artesanos guanacastecos actuales), la elaboración de joyería de jade y la manufactura de metates de piedra, con diversos estilos regionales.

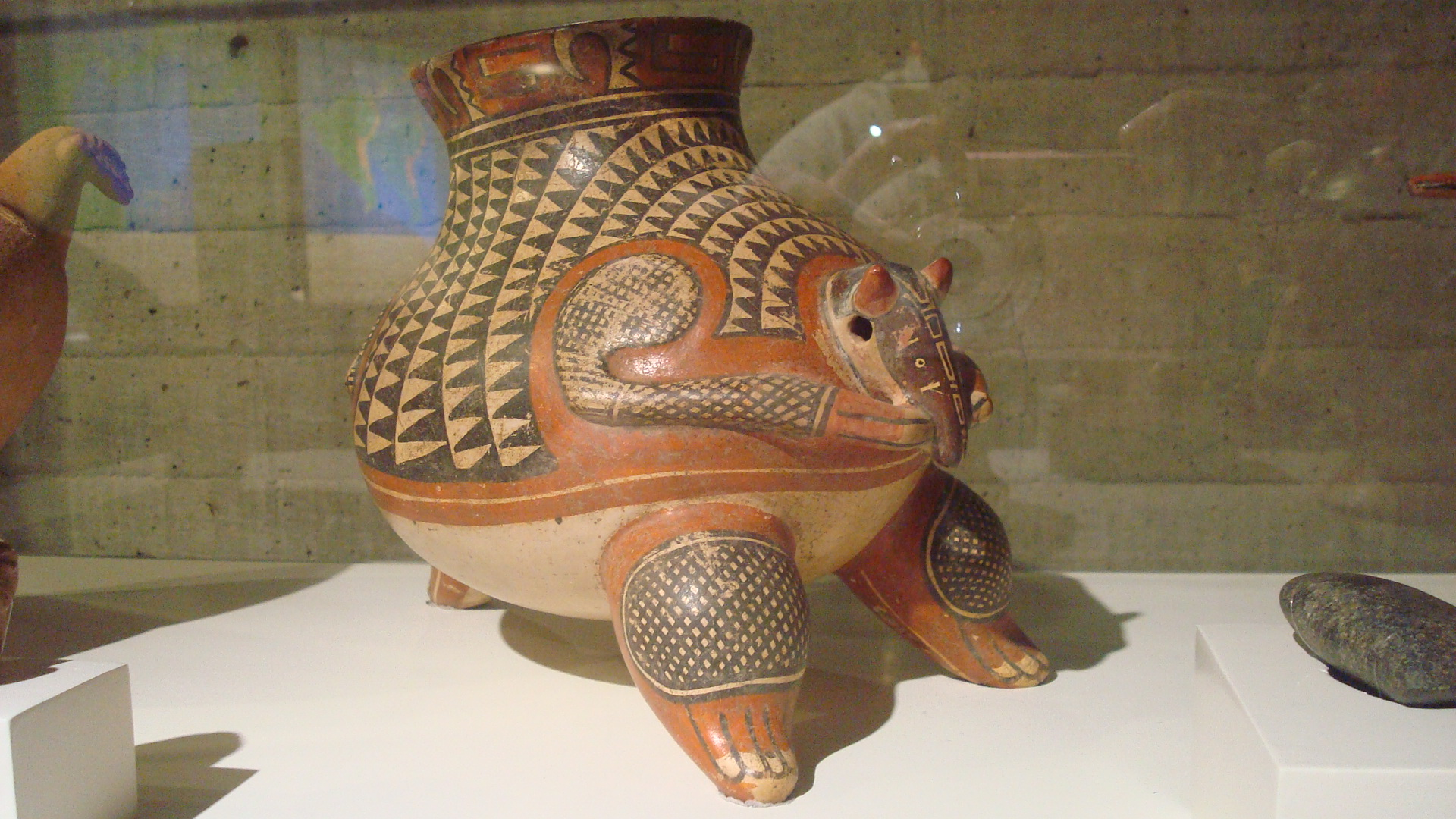
Olla en forma de armadillo. El uso del color en la elaboración de diseños es un rasgo sobresaliente de la producción cerámica nicoyana. Pacífico Norte, 1000-1300 d. C. 21.3 x 26.8 cm. Museo del Oro Precolombino.

Durante la época previa al contacto, Nicoya fue un centro importante de paso del oro desde las tierras del golfo de Urabá en Colombia hasta la costa oeste del lago de Nicaragua, y desde el pacífico panameño hasta el pacífico nicaragüense. No obstante, existen muy pocos objetos de metal provenientes de esta región. A pesar de ello, en excavaciones realizadas en zonas arqueológicas de Guanacaste se han encontrado enterramientos con pequeños colgantes en forma de cascabeles, aves y ranas, que fueron utilizadas como ofrendas funerarias junto con otros objetos de metal y piezas de cerámica policromada y jade.
La región noroeste de Costa Rica cuenta tanto con recursos mineros como con evidencia arqueológica de manufacturación de objetos de oro. Se han encontrado moldes de arcilla mediante los cuales los orfebres fundían las figuras en forma de rana, aunque se desconoce la existencia de una gama más amplia de diseños.
Una característica distintiva de esta área es que también se encontraron piezas de cerámica decoradas con rostros, colas triangulares de aves y patas rectangulares de ranas, rasgos que han sido considerados estilizaciones tomadas de los objetos de oro. En la cerámica nicoyana son frecuentes los motivos de águilas y ranas de oro decoradas con pintura anaranjada, símbolos correspondientes a las culturas indígenas que habitaron la Vertiente del Caribe. Tómese en cuenta que los motivos más frecuentes de decoración en la cerámica nicoyana recuerdan el arte mesoamericano, así que la presencia de estas estilizaciones denotan una diferenciación a nivel local. Este tipo de figuras son ejemplo de la fusión de tradiciones de rasgos culturales entre Mesoamérica y el área histórica chibchoide.
Los objetos de oro producidos en la Gran Nicoya son semejantes a los elaborados en las regiones central y sureste del país, aunque en tamaños más pequeños. Es probable que el noroeste fuera más un centro receptor que productor a gran escala de objetos de metal.
Los pueblos nicoyanos, igual que el resto de las culturas mesoamericanas, dieron al oro una función política y comercial más que religiosa o social, al utilizarlo para establecer relaciones de intercambio de bienes con las sociedades vecinas de cultura chibchoide, como los huetares, quepoas y cotos. A pesar de ello, el uso del oro venía traslapándose con el uso del jade como símbolo de rango y poder desde la época del arribo chorotega.

### Región Central-Caribe y llanuras del norte
La mayoría de los objetos de oro recuperados arqueológicamente de Costa Rica procede de la región Central-Caribe y llanuras del norte. Estos objetos han sido encontrados en enterramientos y áreas habitacionales. Dentro de esta región se han excavado dos de los más importantes centro ceremoniales precolombinos del país: el Monumento Nacional Guayabo, ubicado en Turrialba, y el Sitio Las Mercedes, en Guácimo de Limón.
Las figuras de oro de esta región por lo general son pequeñas y realistas, y mantienen una relación formal con los objetos foráneos. Se encuentran hechas principalmente de una aleación de cobre y oro, llamada tumbaga. El cobre presenta una alta proporción en las piezas, motivado sobre todo por la influencia de los objetos foráneos, sobre todo provenientes del Caribe colombiano, y al hecho de que en la región existen los principales yacimientos de cobre nativos. Al menos un 60% de la aleación corresponde al cobre. La fuente del oro del Caribe costarricense parecen haber sido los yacimientos auríferos localizados en el valle del río La Estrella.
En los yacimientos arqueológicos de la costa atlántica de Costa Rica se han encontrado piezas de oro de estilo Darién y Quimbaya, propias del Caribe colombiano. Se ha propuesto la existencia de rutas de cabotaje que comunicaron la región de Antioquia en Colombia con las lagunas de Tortuguero en Costa Rica, a través de cuyos ríos las piezas de oro se dispersaron por el Caribe costarricense. En la región de Línea Vieja, en el Caribe Central de Costa Rica, se han encontrado artefactos y piezas que recuerdan a culturas suramericanas, mexicanas, guatemaltecas, colombianas y andinas. La aparición de la metalurgia local se combinó con la importación de piezas de oro foráneas de los estilos Quimbaya, Tairona, Darién y Coclé.
El principal motivo es la figura humana, la cual generalmente se adorna con elementos propios de la cerámica y la piedra. Algunos elementos de diseño de las figuras muestras la influencia de las culturas foráneas, como la forma en que se elongan los dedos de las manos y los pies, la presencia de orejeras en doble espiral, y los adornos de la cabeza.
También se observa la presencia de elementos locales, como la adición de máscaras que representan espíritus animales, sobre todo el lagarto, elemento de gran tradición que se halla presente en la cerámica, la piedra y el jade de la región.
Otros motivos frecuentes son los cascabeles de cobre, las aves y las ranas de tamaño pequeño. Las figuras de aves con las alas extendidas y la cola triangular son muy similares a las foráneas observadas en el periodo anterior. Las ranas presentan una decoración que sale de la boca en forma de espiral simple y tiene patas rectangulares o redondeadas. Un rasgo particular de las ranas caribeñas es la presencia del conducto por el que fluyó el oro fundido, localizado en medio de las espirales. En esta región también sobresale la manufactura de objetos sólidos, modelados directamente en cera.

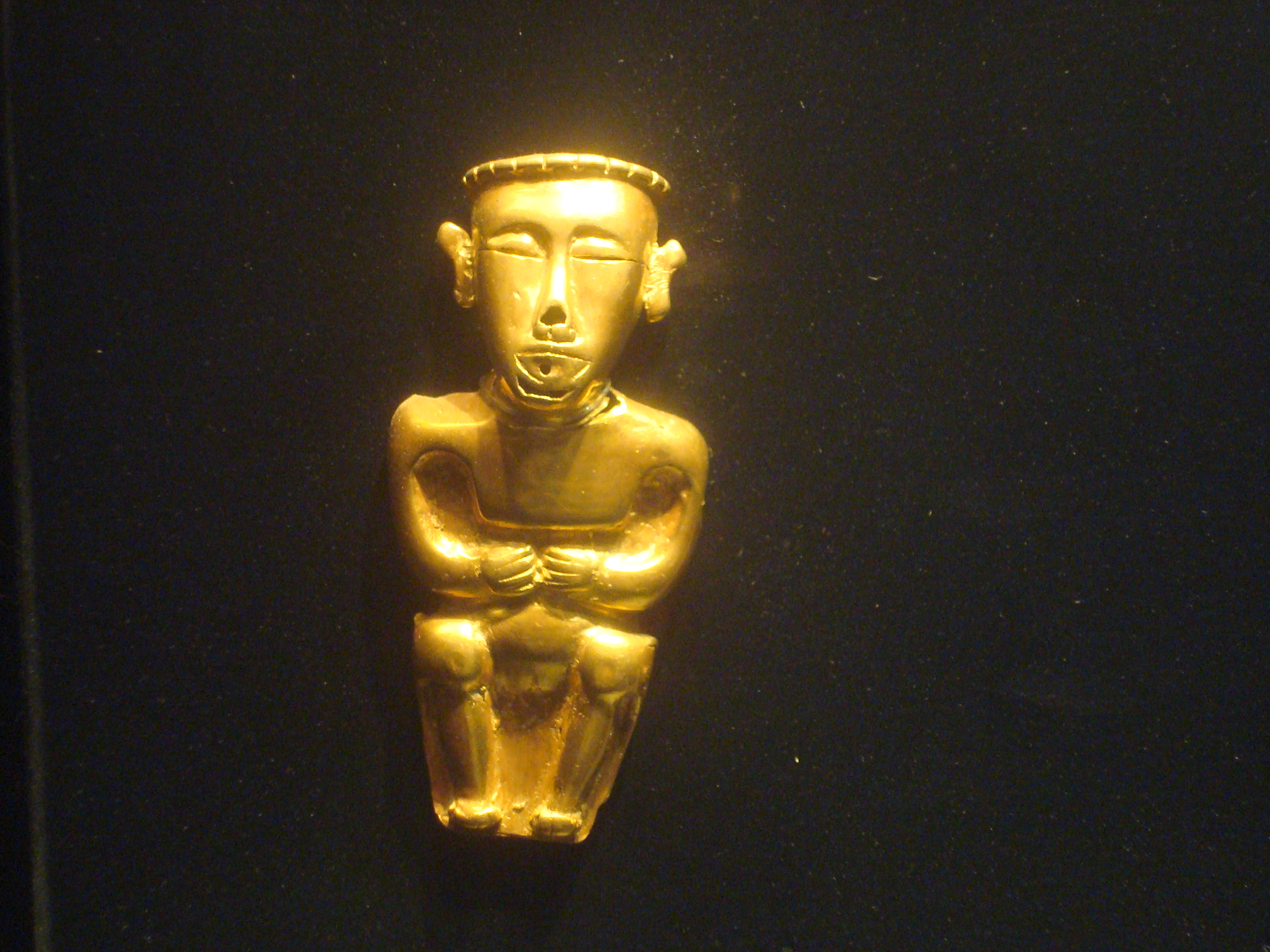
Los personajes suelen aparecer sentados, como símbolo de rango.
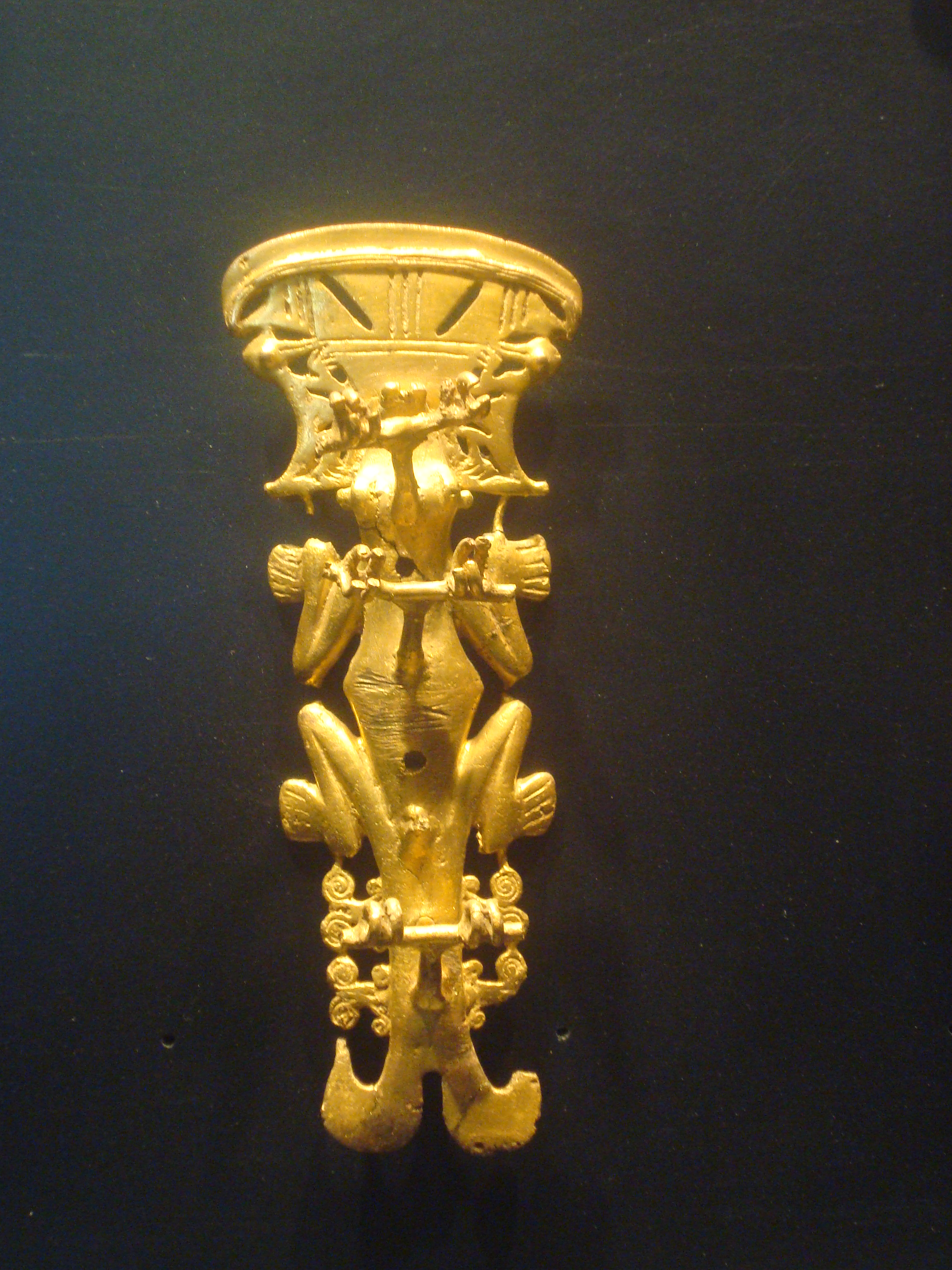
Se da la estilización con animales, principalmente el lagarto.
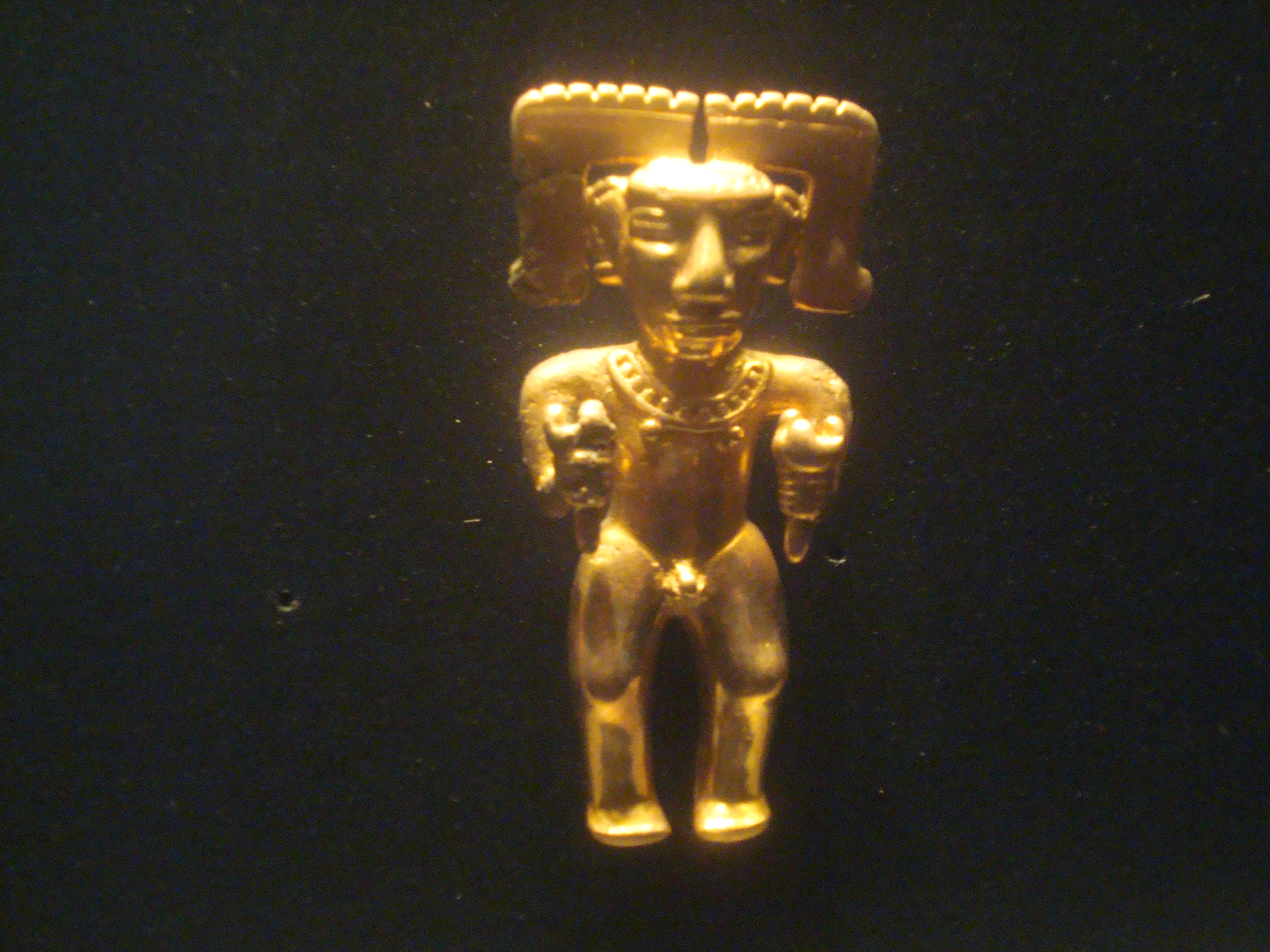
La figura humana es el tema predominante en las piezas de oro del Caribe costarricense.
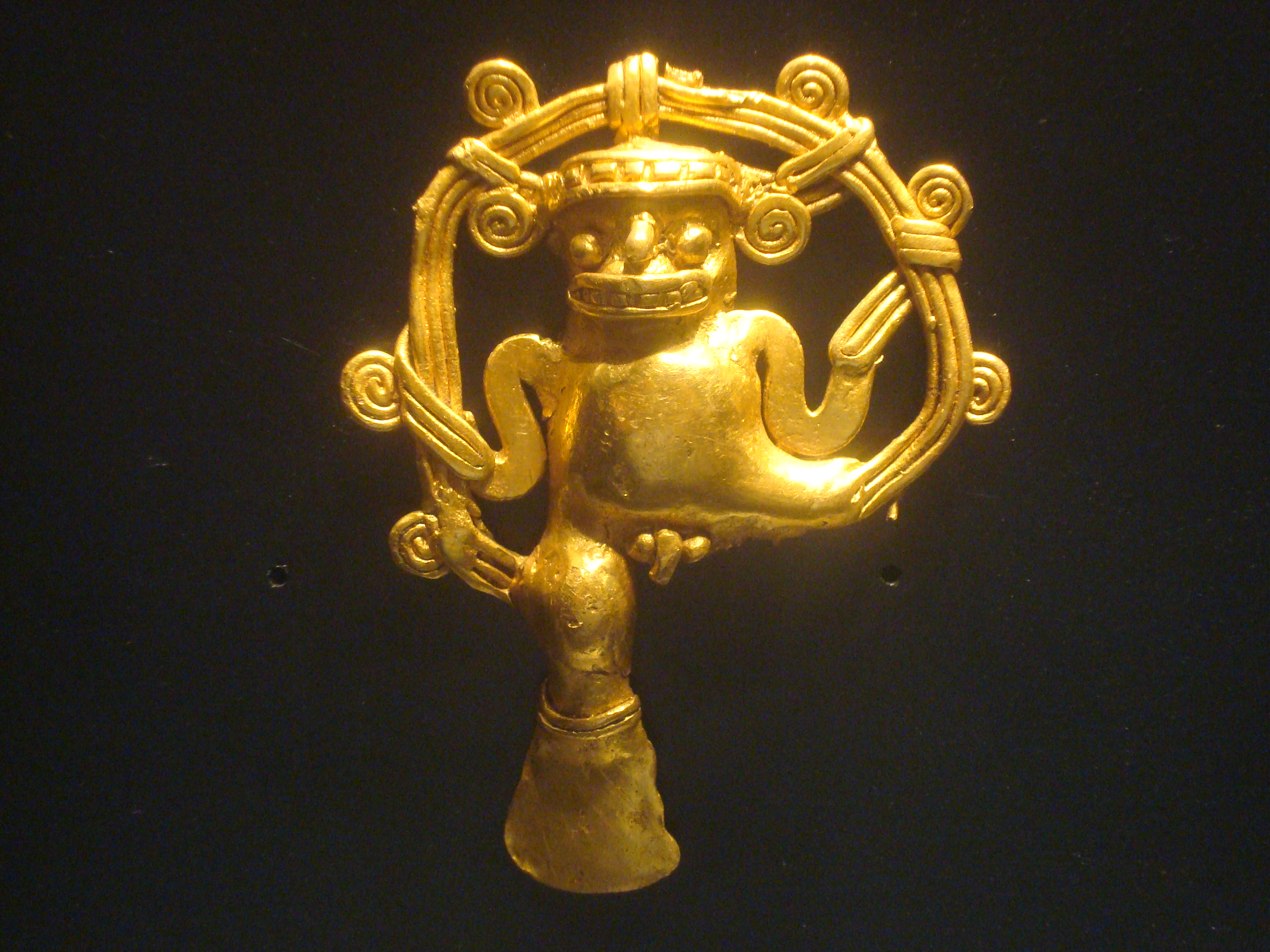
Las figuras se decoran con espirales simples, orejeras y adornos en la cabeza.
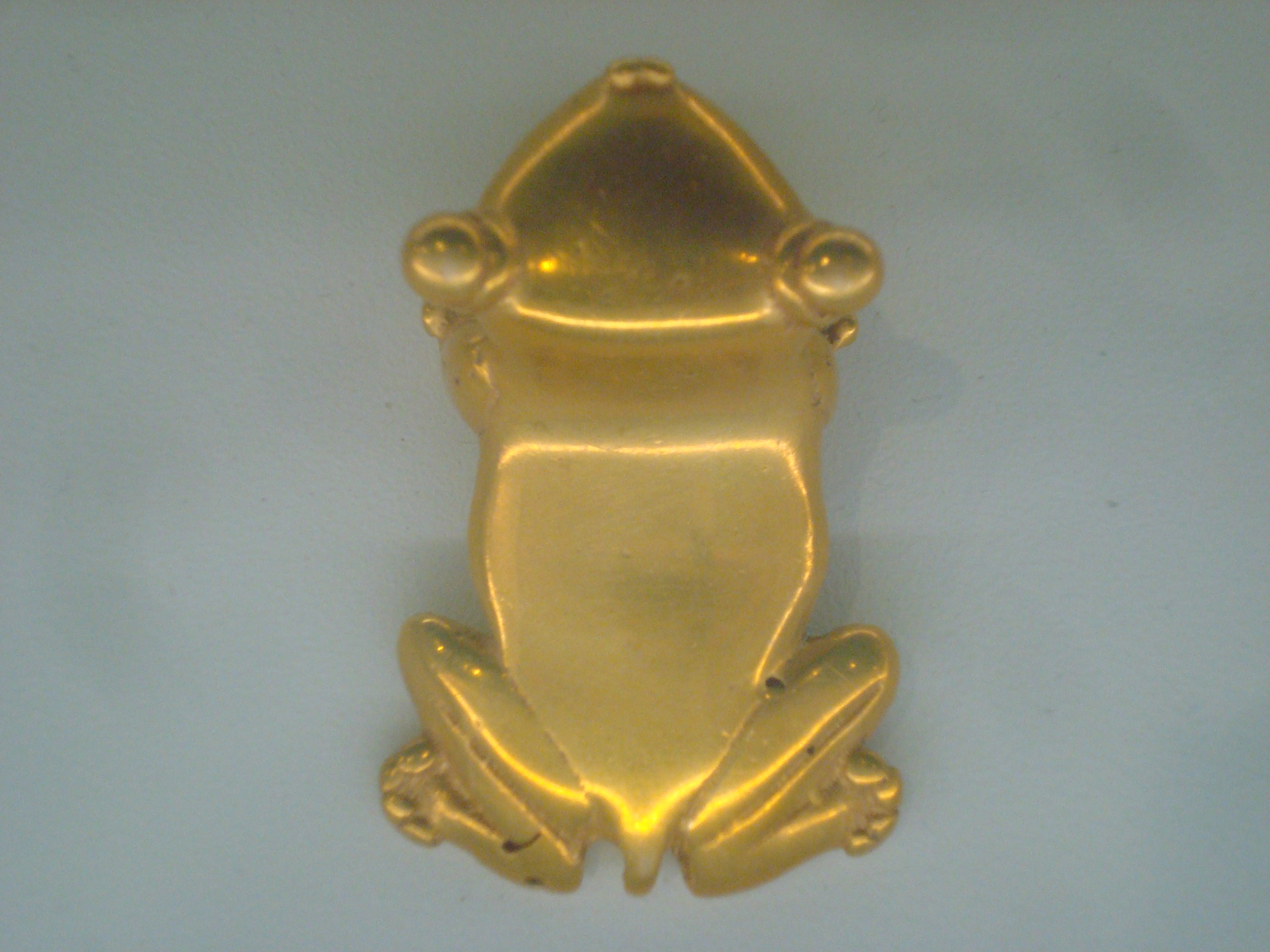
La rana es un motivo frecuente, representada de forma realista.

### Diquís

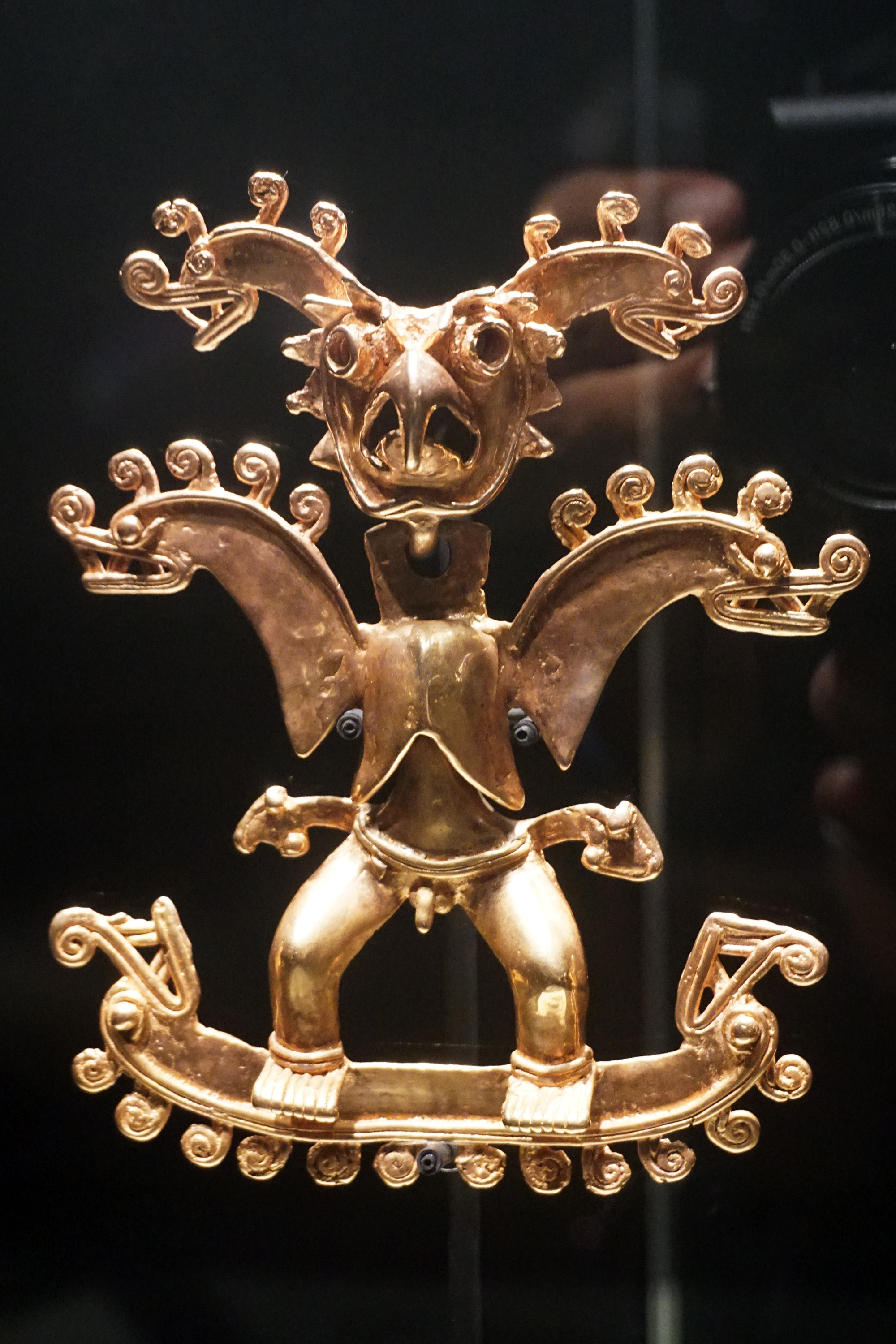
Colgante en forma humana con máscara de ave, ornamentos en espiral y cabezas de lagarto, articulada en tres secciones. Las piezas de metal articuladas son exclusivas de Costa Rica y únicas en la metalurgia del continente. Pacífico Sur, 700-1550 d.C. 14.7 x 12 cm. Museo del Oro Precolombino, San José de Costa Rica.

La región sureste de Costa Rica fue asiento de la cultura del Diquís, nombre que se le ha dado porque su territorio se ubicó en el actual valle del río Grande de Térraba, el más largo de Costa Rica, cuyo nombre indígena en lengua boruca es Diquís (Dí´Crí, agua grande). Al momento de la llegada de los españoles en 1502, en la región del Pacífico Sur se asentaban diversos reinos de tradición suramericana chibchoide: los quepoas, ubicados entre las montañas de Dota al norte, la costa del Pacífico al sur, el río Savegre al este y las planicies del río Naranjo al oeste; los turucaca, que ocupaban las montañas costeras del Diquís y las planicies de San Andrés; el reino de Coctú, que se ubicaba en el valle de Coto-Brus y se extendía hacia la península de Osa; y los burica, que vivían en la punta Burica en la frontera con Panamá.

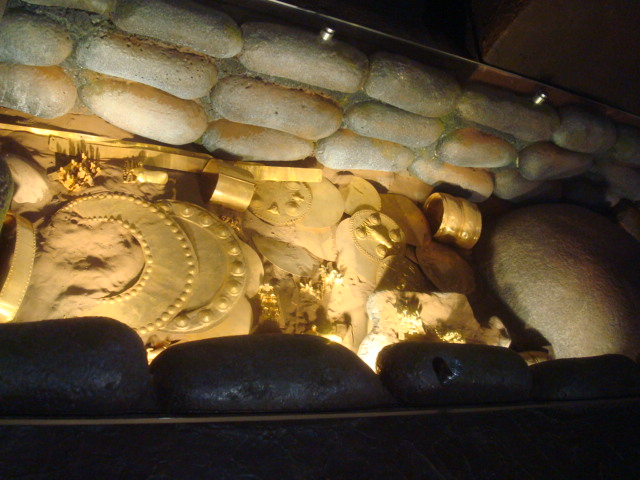
Reproducción de la tumba encontrada por el arqueólogo estadounidense Samuel Lothrop en el valle del río Grande de Térraba, Pacífico Sur de Costa Rica, en 1963, donde se hallaron 88 piezas de oro precolombino como las de la imagen. Nótese la esfera de piedra semienterrada. Museo del Oro Precolombino, San José de Costa Rica.

La región sureste es fuente de gran cantidad de objetos de oro, muchos de los cuales muestran finos acabados. La presencia de arenas auríferas en los ríos y quebradas de la península de Osa favoreció su obtención y la consecuente manufactura de piezas de gran belleza y simbolismo. En el Diquís, la técnica de elaboración del oro apareció más tardíamente que en las otras zonas, ya que no se conocen contextos anteriores al 700 d. C. Es, sin embargo, la zona de Costa Rica en donde se han reportado los más grandes hallazgos de objetos de metal, la mayor parte de estos proviene de enterramientos de personajes de alto rango. Uno de los yacimientos arqueológicos más importantes es del de una tumba encontrada en el sitio denominado Finca 4, en Palmar Sur de Osa, donde el arqueólogo estadounidense Samuel Lohtrop halló en 1963 un enterramiento con ochenta y ocho objetos de oro, todos los cuales pertenecen actualmente a la colección del Banco Central de Costa Rica y se exponen en el Museo del Oro Precolombino de San José. En dicho museo, puede observarse una reconstrucción de la tumba. En el valle del Térraba se encuentran, además, cuatro asentamientos cacicales precolombinos con esferas de piedra, declarados Patrimonio de la Humanidad por la UNESCO en 2014.
Los estilos desarrollados en la región del Diquís poseen una relación muy fuerte con los hallados en la región Central-Caribe, con un predominio de la figura humana, sin embargo, se caracterizan por la presencia de figuras en las que se combina el cuerpo humano con elemento de distintos animales, iconografía coherente con otros objetos hallados en la región hechos de otras materias primas, como hueso, concha y piedra. Estos objetos poseen altas aleaciones de oro, de entre 65-80%, llegando algunos a ser únicamente de oro, sin encontrarse adición intencional de cobre.
Las piezas de oro del sureste de Costa Rica también se caracterizan por tener un tamaño más grande, algunas de ellas incluso son articuladas en dos y tres secciones, característica exclusiva de las piezas de metal de Costa Rica y únicas en la metalurgia americana. Los objetos posee una abundancia de elementos decorativos que acompañan a la figura principal, así como la producción de gran cantidad de ornamentos martillados como discos, pectorales y diademas.
La metalurgia de la región del Diquís presenta una homogeneidad tecnológica en cuanto al uso de materias primas locales y el acabado de los objetos. En la región sureste se combinaron una serie de factores que lograron consolidar la metalurgia distintiva de esta región, como lo son la experiencia adquirida proveniente de la región Central-Caribe, la abundancia de yacimientos de oro, y la presencia de sociedades complejas con requerimientos político-simbólicos para justificar su poder.

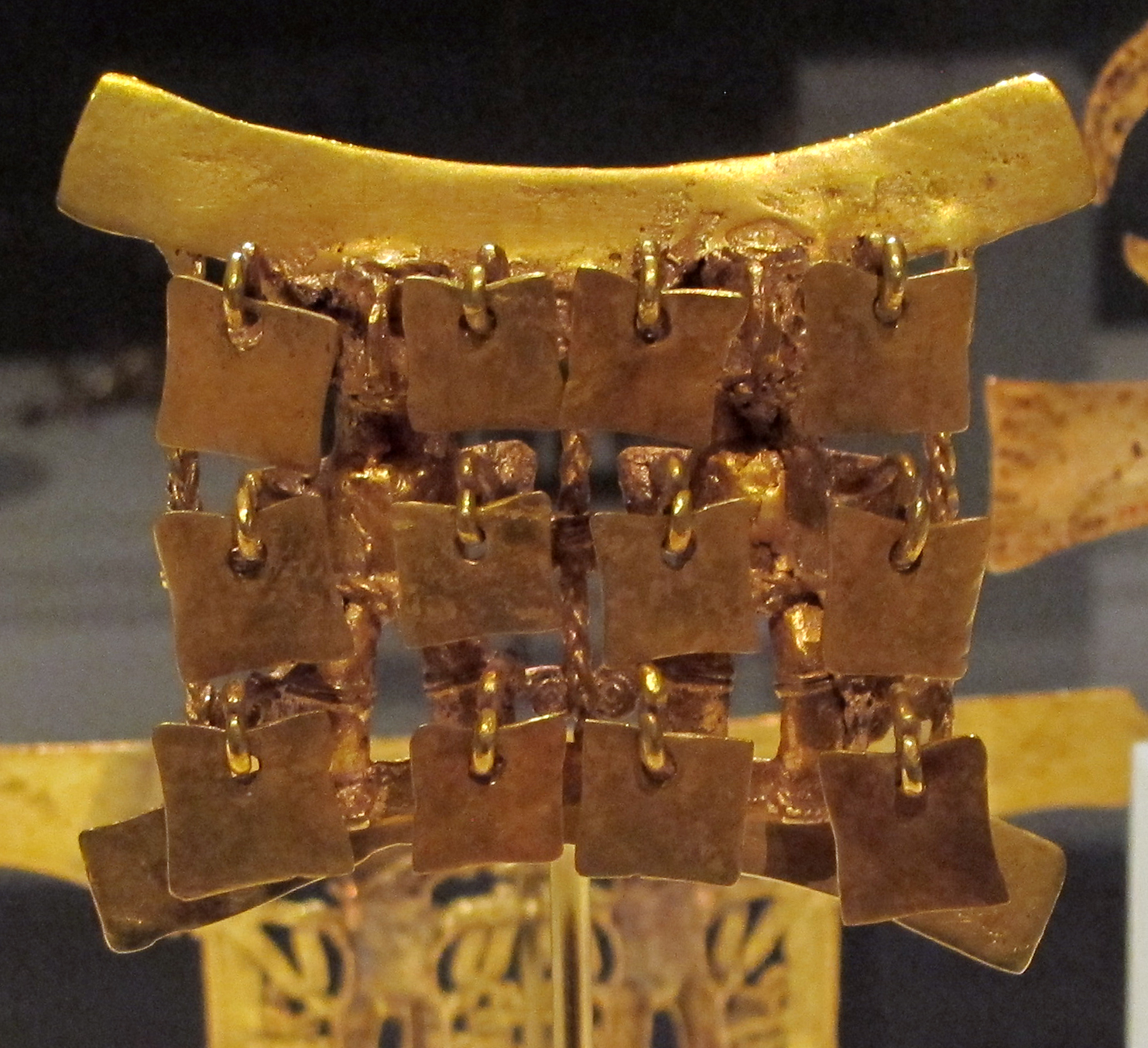
La presencia de colgantes ricamente ornamentados y articulados es representativa de la cultura del Diquís.
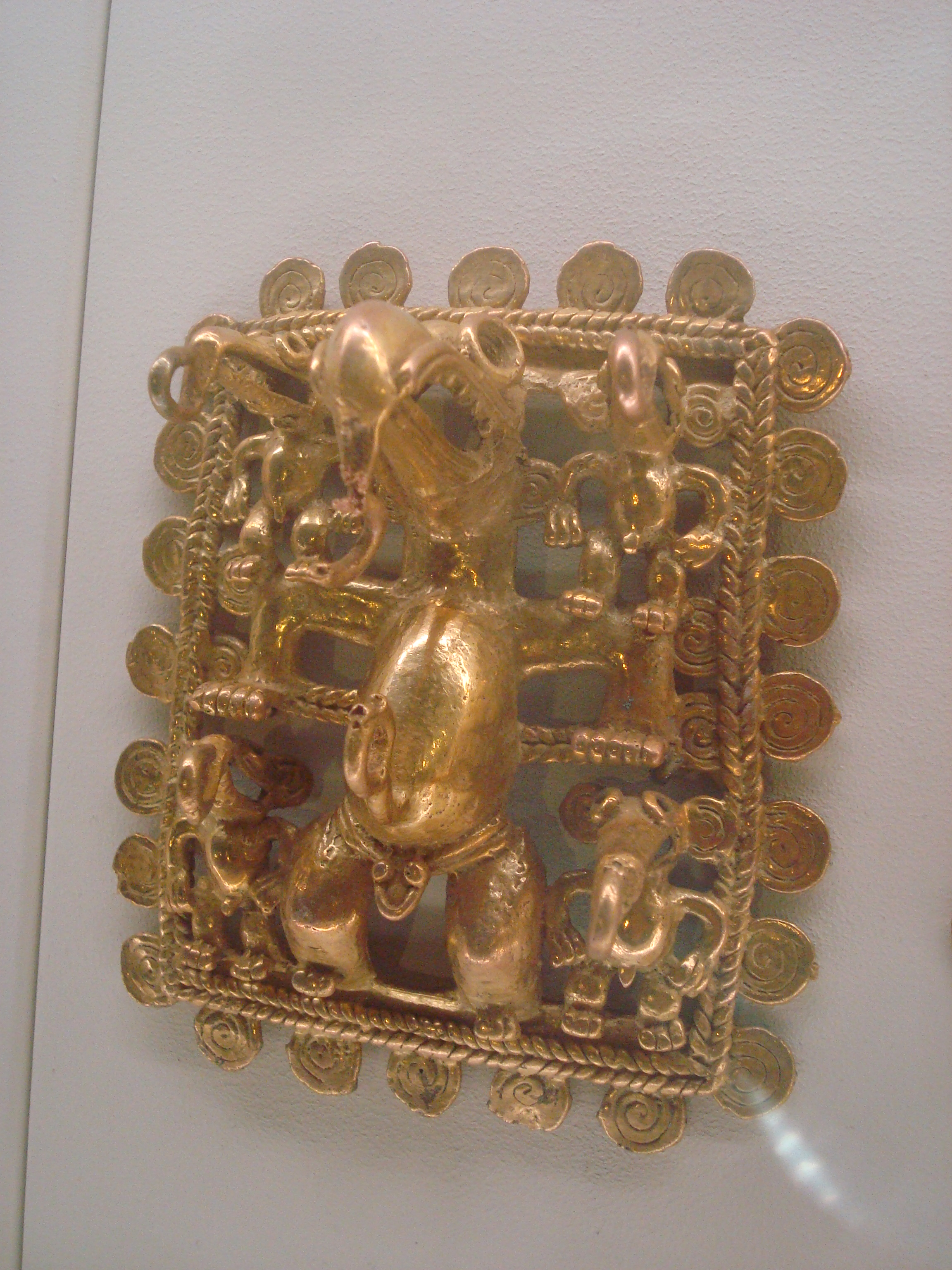
La temática se caracteriza por personajes humanoides con motivos animales, decorados con formas espirales.
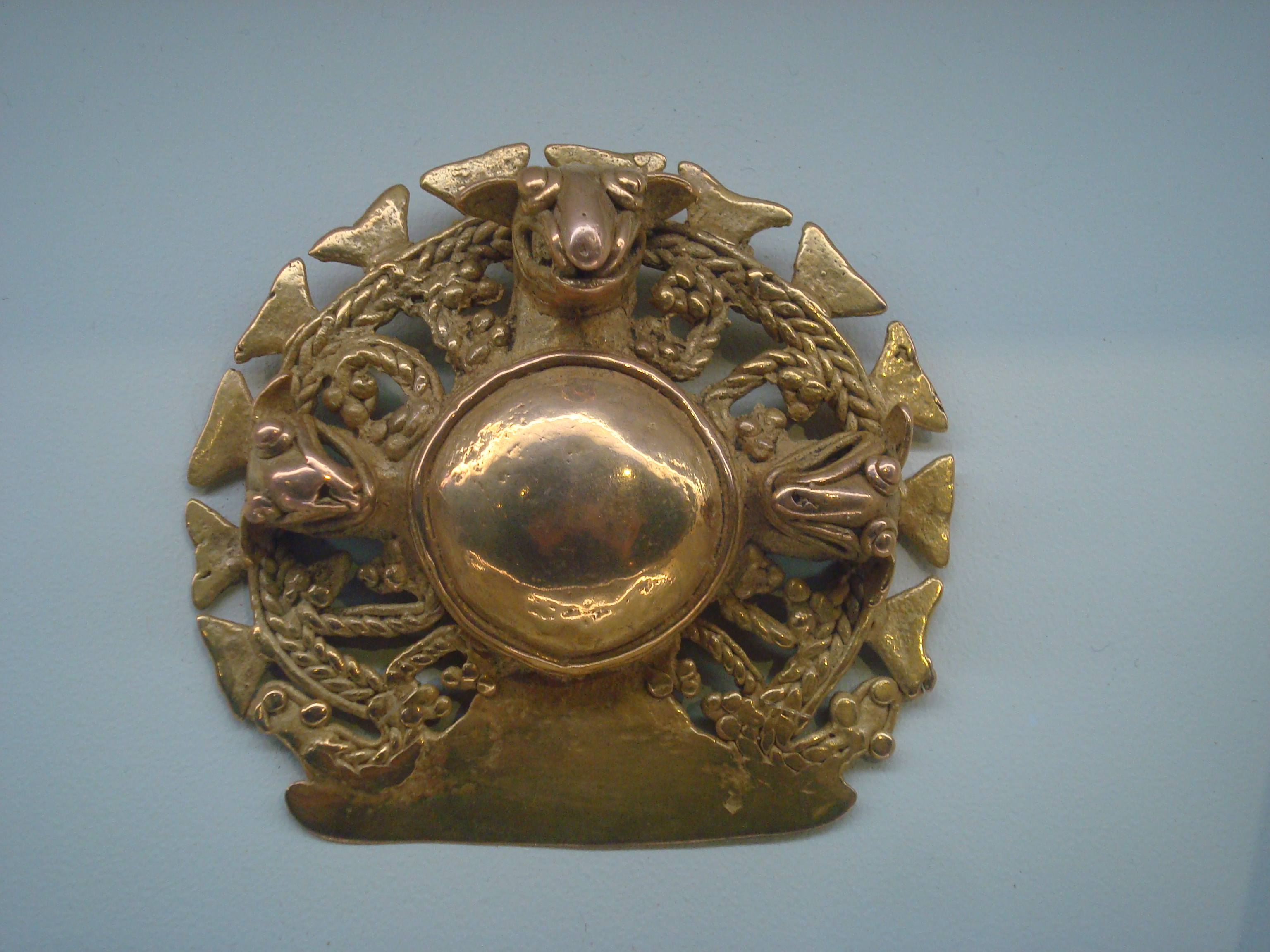
Las piezas encontradas en esta parte del país guardan un profundo significado simbólico, donde la esfera juega un papel central.
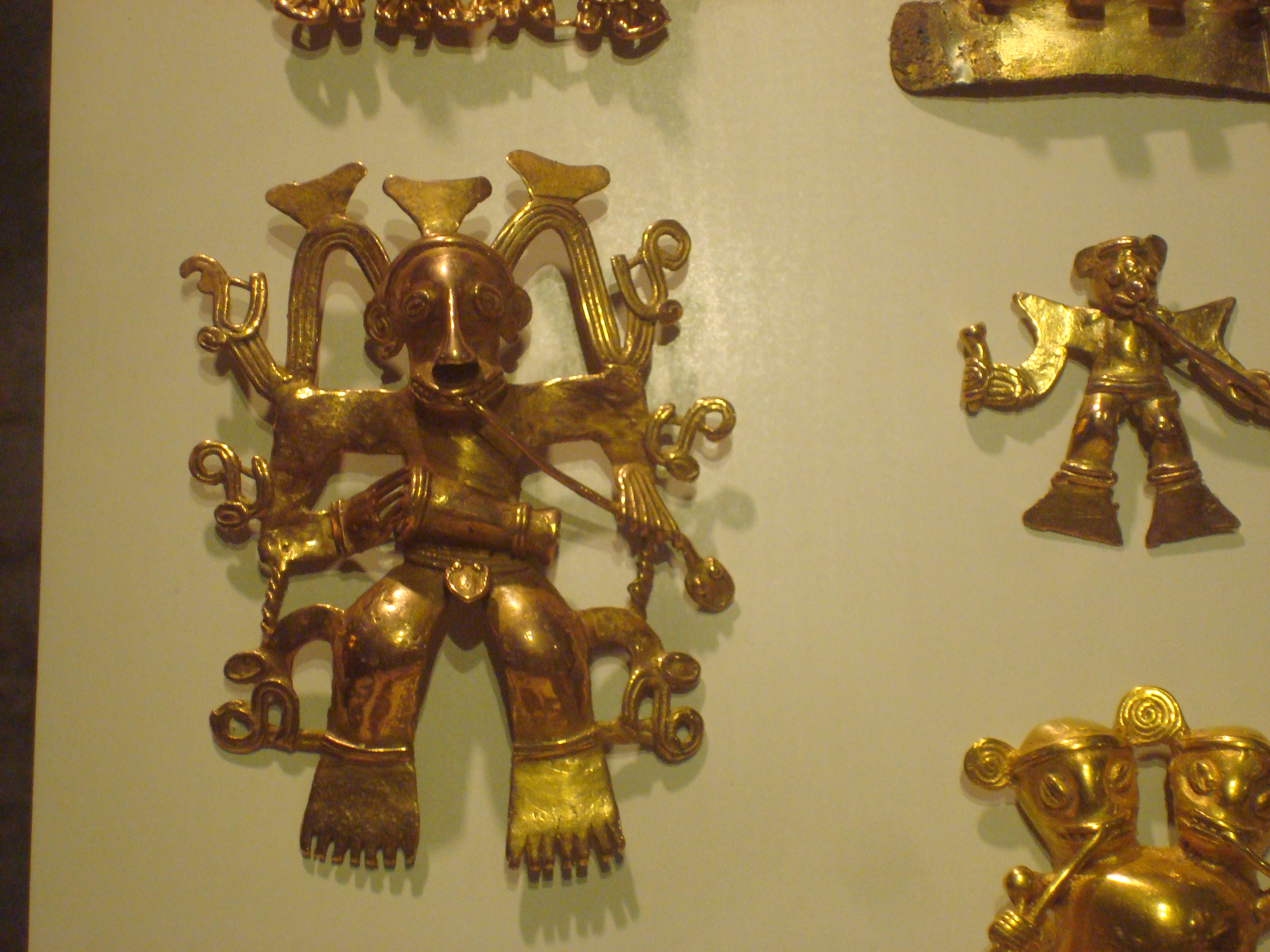
Otro motivo frecuente es la representación de especialistas, como chamanes y músicos, ricamente ornamentados y a veces con máscaras.
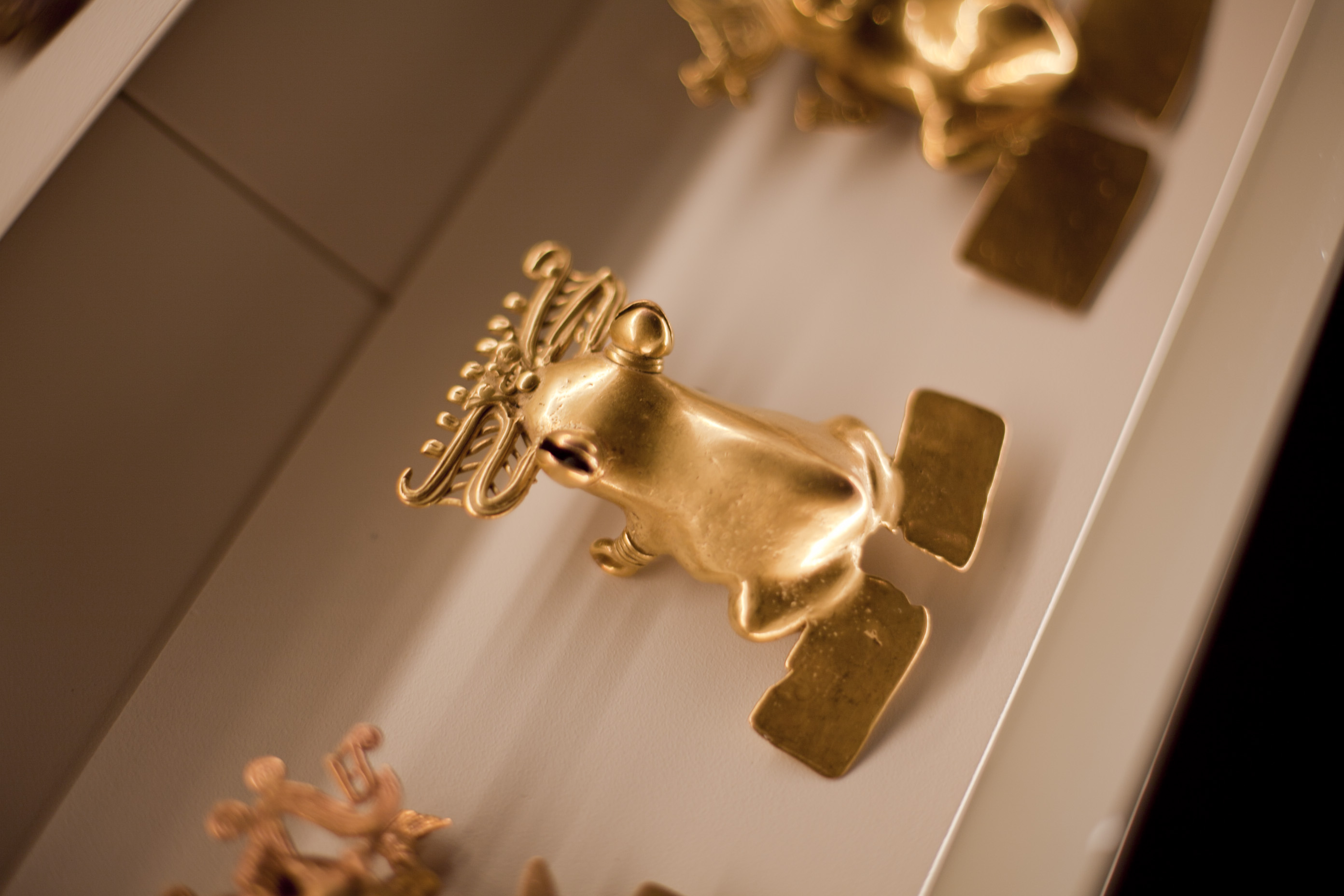
La rana, muy estilizada, es un motivo frecuente en el arte de la región sureste. Los animales representan tótems de clanes.

## Tecnología

### Materias primas

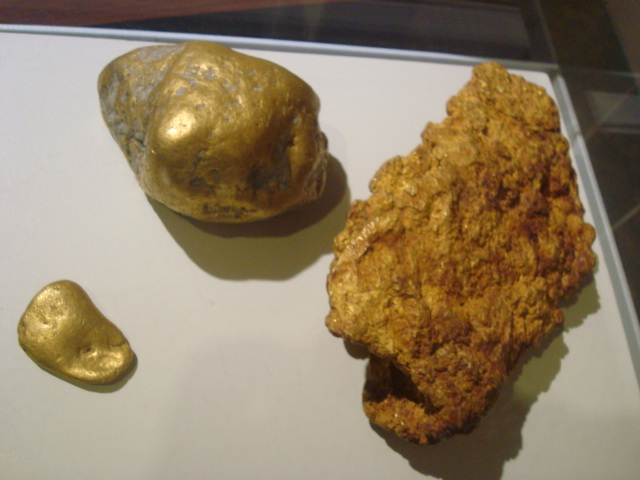
Pepitas de oro halladas en Costa Rica. Museo del Oro Precolombino de San José.

Los materiales más usados por los orfebres precolombinos fueron el oro y el cobre. El oro era hallado en yacimientos secundarios, principalmente placeres de río y playas. Los principales depósitos se encuentran ubicados en el sureste de Costa Rica, desde la península de Osa hasta el territorio panameño. El oro puede hallarse depositado en quebradas, ríos, llanuras aluviales, terrazas y deltas, concentrado en el agua, en arenas y gravas, en formas que van desde pequeñas escamas hasta pepitas de varias gramos. Puede aparecer en forma de aleación con objetos de plata y cobre, con equivalencias de hasta 22.5 quilates, con un color que varía desde amarillo claro hasta amarillo oscuro, sin mucho brillo y con incrustaciones de cuarzo. En Costa Rica, el oro también puede aparecer de forma epitermal o en minas, que pueden ser extraídos mediante métodos subterráneos o a cielo abierto, pero los pueblos precolombinos no realizaron la explotación de este tipo de oro.
El oro aluvial era obtenido por medio del lavado de arenas. Se realizaba una terraza sobre la que caía la arena removida de la orilla o fondo del río. La corriente de agua se encargaba de separar los materiales más livianos de los más pesados, como el oro, que se depositaba en el fondo de la terraza. El material era lavado en un recipiente realizando movimientos giratorios y sacudidas, hasta que aparecieran las pepitas o el polvo de oro. Esta técnica fue utilizada también por los conquistadores españoles y sigue siendo usada en la actualidad para la extracción de oro en forma artesanal.
Sobre la abundancia del oro en época precolombinas, se ha comentado que los conquistadores españoles, en sus crónicas, exageraron sobre la cantidad de oro encontrado. Sin embargo, la cantidad de piezas de oro encontradas en épocas actuales hacen suponer que la manufactura de objetos de oro en los periodos precolombinos tuvo que ser abundante y una práctica común. Todavía en el siglo XIX y mediados del XX, la cantidad de objetos de oro encontrados tanto en Panamá como en Costa Rica permiten sostener que hubo un gran volumen de producción de estos objetos, muchos de los cuales fueron saqueados de los yacimientos arqueológicos cuando se dieron remociones de tierras para cultivar café, banano y construir ferrocarriles y carreteras.
No existen minas de cobre en Costa Rica, no obstante, existen afloraciones de cobre nativo en sitios como Guayabo de Mora y Tarbaca de Aserrí, en los ríos Viejo, Tigre y quebrada Tarbaca. En la cordillera de Talamanca, pueden hallarse vetas de sulfuros y cobre porfídico, con mineralizaciones de pirita, calcopirita y piorrita. Es posible que los pueblos precolombinos obtuvieran el cobre por intercambio comercial, por rutas precolombinas que comunicaban los pueblos de Aserrí y Pacaca.

### Técnicas de manufactura
Los artesanos orfebres precolombinos de Costa Rica se constituyeron en especialistas, elaborando objetos de extrema belleza y profundo significado simbólico. La complejidad tecnológica que implica la elaboración de estas piezas supone el trabajo de especialistas no solo en la elaboración propia del objeto, sino en la participación de personas encargadas de proveer los materiales (metales, ceras, resinas, arcillas, maderas). La participación de ceramistas en la elaboración de los núcleos, moldes, hornos y crisoles fue de suma importancia para el desarrollo del trabajo metalúrgico.
Se usaron distintas herramientas para cortar, cincelar, repujar, grabar y marcar el metal. Para la elaboración de las piezas, los orfebres utilizaron dos técnicas: el martillado y la fundición.

#### Martillado

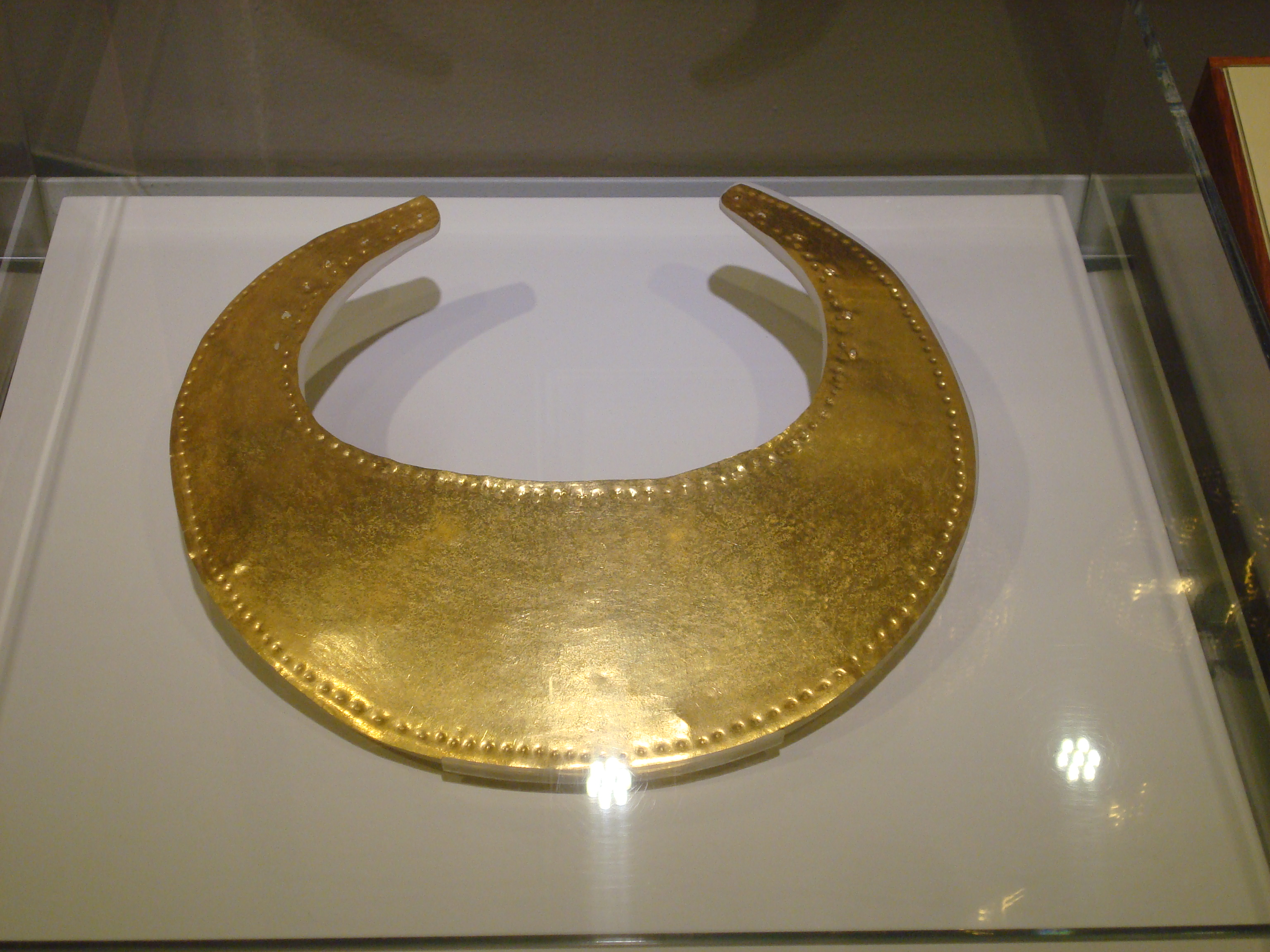
Pectoral de oro manufacturado mediante martillado. 700-1550 d. C.

La técnica del martillado consiste en el trabajo directo sobre el metal. Los orfebres tomaban la pepita de oro y la extendían golpeándola en los bordes, aplastándola desde el exterior hacia el interior para ir alargando el metal. A veces se unían varias pepitas por la acción del martillado.
Conforme se martillaba, el metal se iba poniendo rígido y empezaba a fracturarse en los bordes. Para evitar esta complicación, el artista calentaba la lámina y la seguía martillando, repitiendo la operación cada vez que el metal se endurecía de nuevo, hasta obtener una lámina del tamaño y grosor deseados.
Luego, la lámina se cortaba con cinceles de metal o de piedra, según la forma del objeto, y se decoraba con la técnica del repujado, que consistían en hacer diseños por el reverso de la lámina, de manera que se formara un dibujo en relieve por el otro lado. Ocasionalmente se hacían rebordes o levantamientos cónicos utilizando moldes o matrices, martillándose la lámina sobre la matriz para imprimir el dibujo en el frente del objeto, que quedaba en relieve.
La mayoría de objetos elaborados por martillado son discos, pectorales, cuentas de collar, diademas y brazaletes, decorados con diseños geométricos y figuras de animales.

#### Fundición
La técnica de la fundición se aplicó al procedimiento de la cera perdida para manufacturas piezas de diversos tamaños y diseños, utilizando tanto cobre como aleaciones de oro y cobre. La mayoría de los objetos sólidos de oro fueron hechos con una aleación de oro y cobre denominada tumbaga, la cual facilitaba el proceso tecnológico al reducir la temperatura requerida para fundir, obteniéndose una mezcla más fluida que con el oro puro. La adición de cobre osciló entre 30 y 90%, lo que permitió la presencia de varias tonalidades en los objetos.

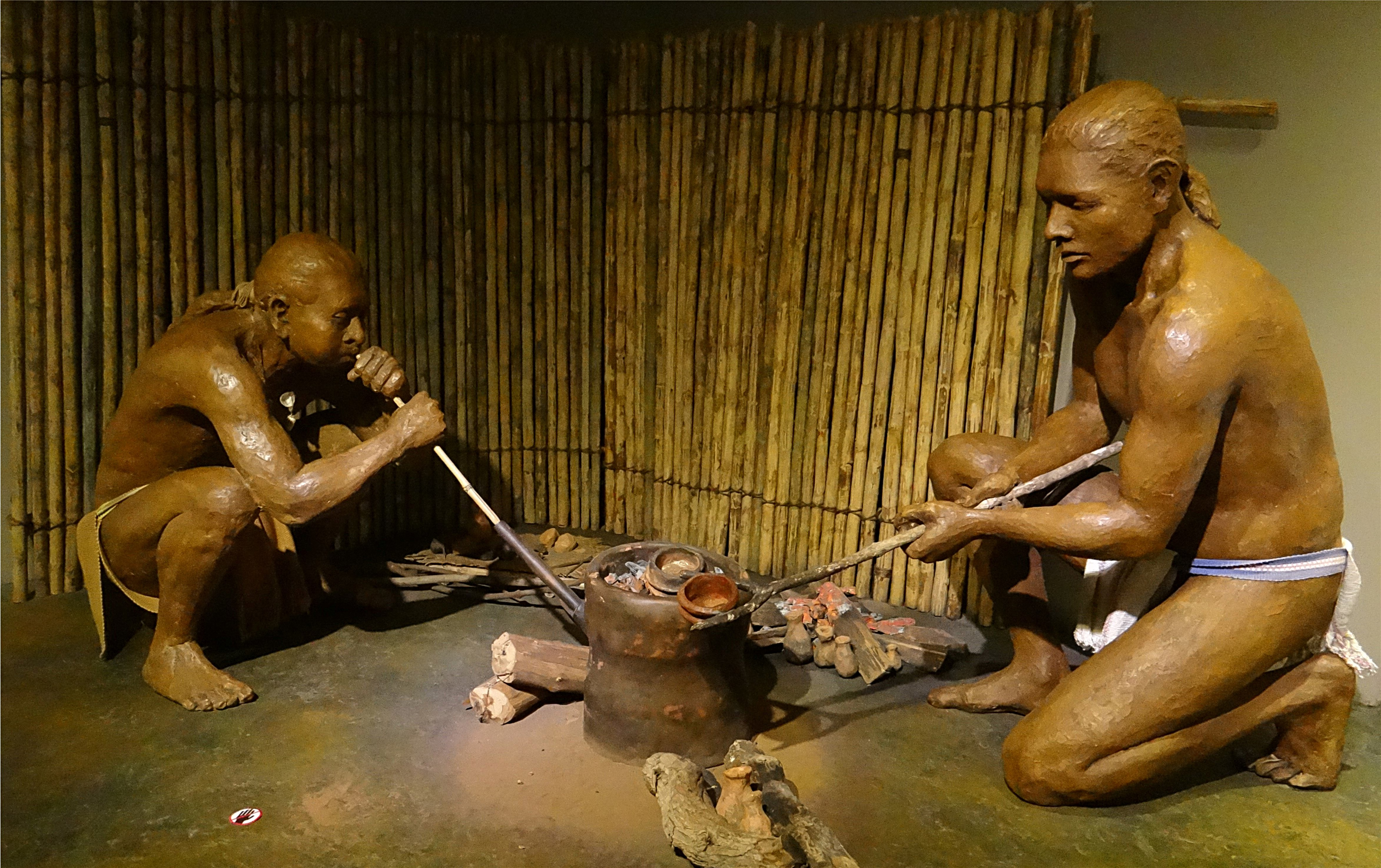
Diorama en el Museo del Oro Precolombino que representa la técnica de fundición.

Primeramente, la figura de la pieza se obtenía mediante la elaboración de una pasta de cera de abejas silvestres y resinas naturales, la cual se utilizaba para modelar el diseño y los detalles decorativos del objeto. A la pieza se le agregaba un conducto por el cual se vertía el metal y los conductos de salida o respiraderos.
Luego, se cubría el diseño de cera y el conducto de fundición y respiraderos utilizando una arcilla resistente a altas temperaturas, teniendo el cuidado de que no quedaran huecos ni burbujas de aire. Una vez recubierto, el molde se ponía a secar durante varios días para eliminar la humedad de la arcilla. Una vez seco, el molde de arcilla se calentaba en una hoguera para que la arcilla adquiriera dureza, proceso en el cual se perdía la cera, que se evaporaba o derretía por el conducto de fundición. De esta forma, quedaba dentro del molde de arcilla un espacio con el diseño original hecho con la cera.
Mientras tanto, los metales se ponían a fundir dentro de unos recipientes de arcilla llamados crisoles, calentándose dentro de un horno de hasta 1000 grados centígrados, utilizando carbón vegetal como combustible. El metal podía ser oro puro u oro aleado con fragmentos de cobre, además de pedazos de carbón y conchas, que evitaban la pérdida de temperatura por la boca del crisol y refinaban de impurezas el metal. Mediante la fluidez y brillo del metal, se determinaba la temperatura de fundición. Al mismo tiempo, los moldes eran calentados y mantenidos al rojo vivo, puestos en posición vertical para vaciarles el material fundido, acción que se realizaba rápidamente para evitar el enfriamiento del metal.
Ya frío y endurecido el metal, se rompían los moldes usando martillos de piedra, luego se limpiaba la pieza de los residuos de arcilla y se removían el conducto de fundición y los respiraderos. Una vez realizado este proceso, la pieza estaba lista para los procesos de acabado.

### Técnicas de decoración y acabado

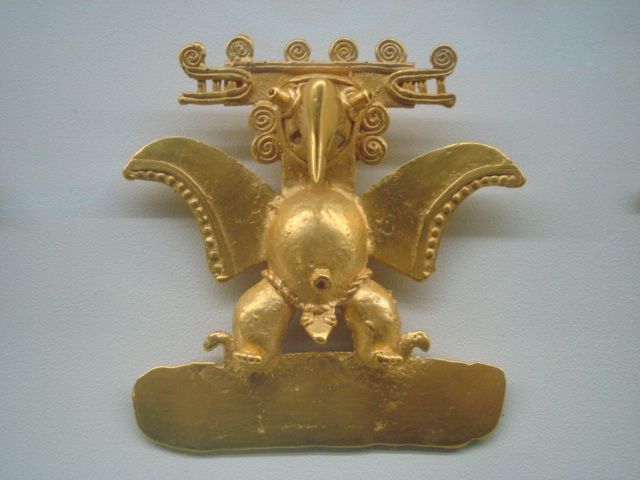
Objeto decorado mediante repujado y filigrana fundida.

Para la decoración, se utilizaron las técnicas de repujado, gradado y perforaciones, las cuales se hacían primeramente en el diseño en cera. Una de las técnicas más usadas era emplear hilos delgados de cera puestos en forma paralela, arrollados en la forma de espirales, trenzados o solos. Esta técnica es conocida como filigrana fundida.
Al sacar los objetos de su molde, estos tenían una apariencia rugosa, debido a la textura proporcionada por la arcilla. Los tratamientos de superficie y procedimientos de pulido se realizaban con arenas, piedras y cueros, que les daban el acabado final. Mediante el martillado, se lograba emparejar las partes planas.
En el caso de los objetos elaborados en tumbaga, se les aplicaba una técnica de decoración llamada dorado por oxidación, que consistía en calentar el objeto, de manera que el cobre reaccionaba con el oxígeno y formaba una capa de óxido, dejando el oro inalterado. Estas capas de óxido eran limpiadas con soluciones ácidas de origen vegetal, de modo que los calentamientos sucesivos, enfriamientos y limpieza de óxidos de cobre hacían que se formara una capa superficial de oro.

## Funciones de los objetos de oro

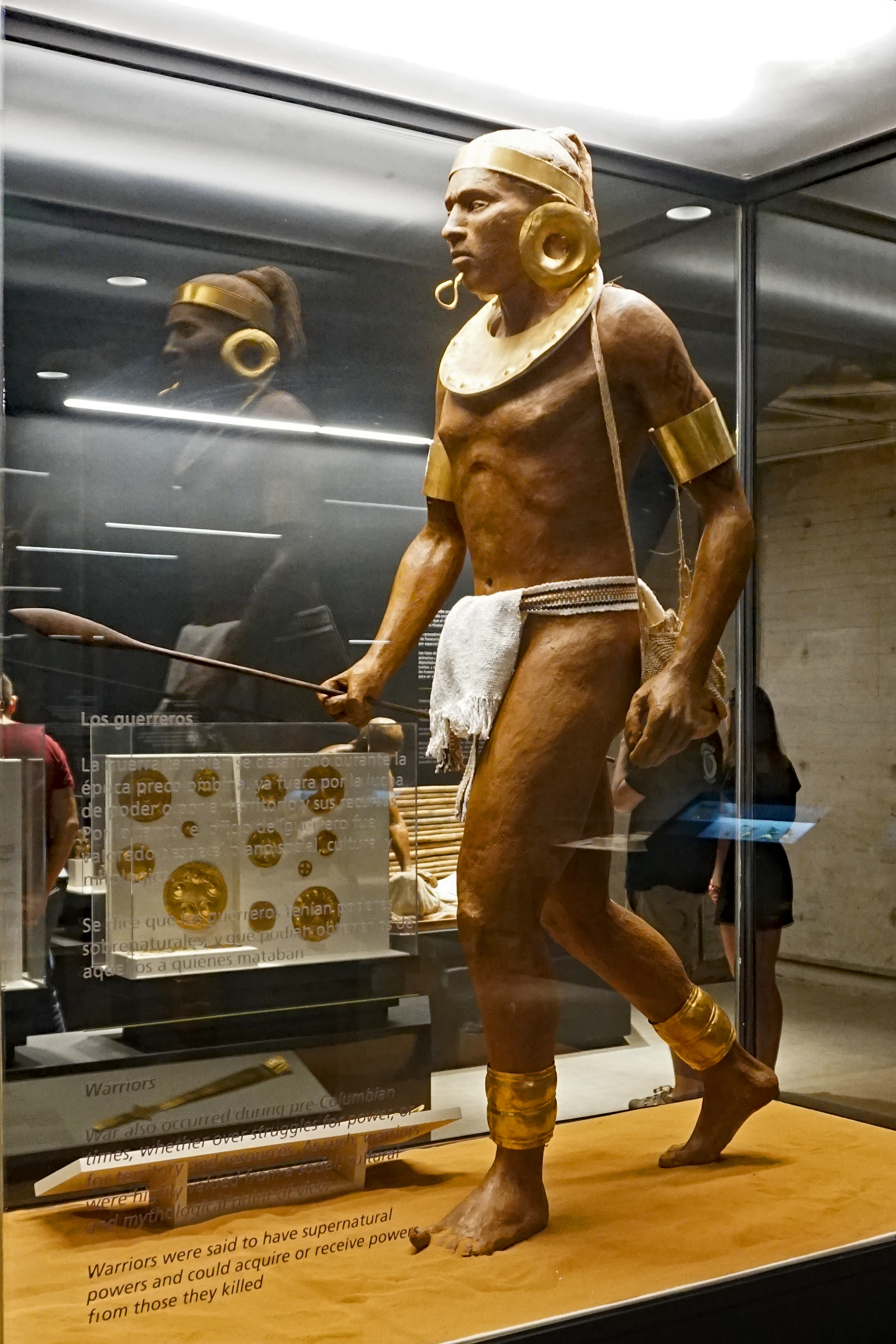
Guerrero adornado con objetos de oro. Museo del Oro, San José de Costa Rica.

En las sociedades indígenas, la importancia del oro no radicó en el propio material, sino en su significado. Su valor simbólico ocupa un lugar importante en la cosmogonía de los pueblos indígenas, en representación de espíritus diversos involucrados en los mitos y creencias de estos pueblos, y manifestados en el mundo físico mediante la acción de los chamanes, representados en las piezas de oro como figuras humanas con atributos animales.
Las piezas de oro funcionaron como adornos e insignias para personas que ostentaban cargos de importancia religiosa y política dentro de las sociedades indígenas. También se documenta su uso por parte de guerreros. Este uso como indicador de rango social y políticos se mantuvo hasta principios del siglo XX, hasta la muerte del último rey de Talamanca, Antonio Saldaña, cuyas insignias en formas de águilas harpía de oro se perdieron.
Los objetos de oro fueron utilizados como ofrendas funerarias. El cuerpo del fallecido era colocado con los brazos extendidos y la cabeza hacia arriba. Alrededor de su cuello, se colocaban objetos de oro, junto con ofrendas hechas en cerámica, piedra y hueso.
Los datos arqueológicos y los relatos de los cronistas españoles durante la Conquista de Costa Rica confirman también que otra de las funciones de los objetos de oro fue su utilización como bienes de intercambio. Fue mediante el comercio que los grupos autóctonos  de Costa Rica conocieron el trabajo en metales. A la llegada de Cristóbal Colón a Cariay (actual Limón), los indígenas comerciaron con ellos, entre otras cosas, objetos de oro, momento a partir del cual comenzó a propagarse la creencia de que aquellas costas eran ricas en oro, de donde surge la teoría más aceptada sobre el origen del nombre del país.

## Temática

### Animalística
Costa Rica posee el 6% de la biodiversidad mundial en la actualidad. En el territorio del país habitan más de 200 especies de mamíferos y más de 877 especies de aves, además de 20.000 especies de plantas del bosque tropical. La riqueza del entorno en que se desarrollaron los pueblos precolombinos no hace de extrañar que la temática de los animales, incorporados a los mitos, rituales y creencias de estos pueblos, se refleje en las diferentes producciones de piezas de oro. Los animales, como poseedores de características físicas ajenas a los humanos (volar, tener garras, sobrevivir bajo el agua) hace que estén cargados de multitud de significados en la cosmogonía indígena. La profusa representación de distintas especies y de seres humanos con atributos animales en los objetos de oro, demuestra una unión entre el mundo real y el mundo mítico indígena. Los animales, como espíritus auxiliares del chamán, lo vuelven intermediario entre las fuerzas naturales y el grupo humano que era afectado por ella (pestes, adversidades climatológicas, guerras). Algunas figuras animales fueron tótemes de clanes. Entre los bribri, por ejemplo, el clan usegLa estaba protegido por el jaguar y el cangrejo. El último rey de Talamanca, el bLu Antonio Saldaña, utilizaba como parte de su indumentaria siete colgantes de oro con forma de ave, utilizándolas como indicador de rango social y político. En los pueblos indígenas de Costa Rica de la actualidad, como los bribris y cabécares, existe la creencia de que ciertas especies de aves, como la guacamaya, solo pueden ser manipuladas por especialistas funerarios, mientras que en los rituales de curación, los curanderos suelen utilizar partes de distintos animales.

#### El águila harpía
Uno de los motivos más ampliamente representados en la orfebrería precolombina es la variedad de aves planeadoras de vuelo prolongado, como el águila harpía. Esta ave solía poblar en grandes cantidades el bosque húmedo tropical de Costa Rica. Las figuras de águilas se utilizaron por los personajes que ocupaban el más alto rango incluso hasta inicios del siglo XX. Las culturas precolombinas costarricenses consideraban al águila harpía y al zopilote como una manifestación del dios Sibö, el más importante de la mitología talamanqueña.

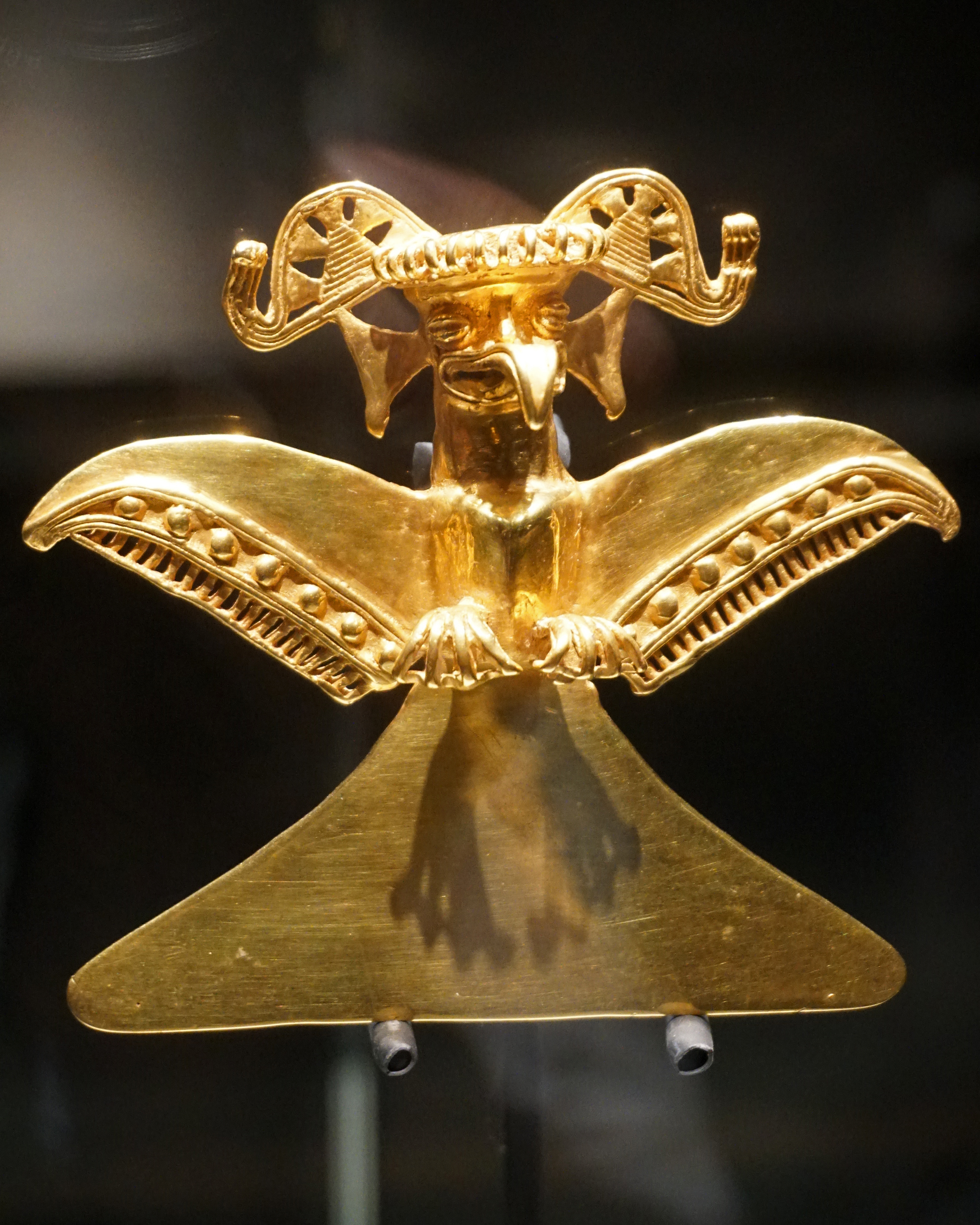
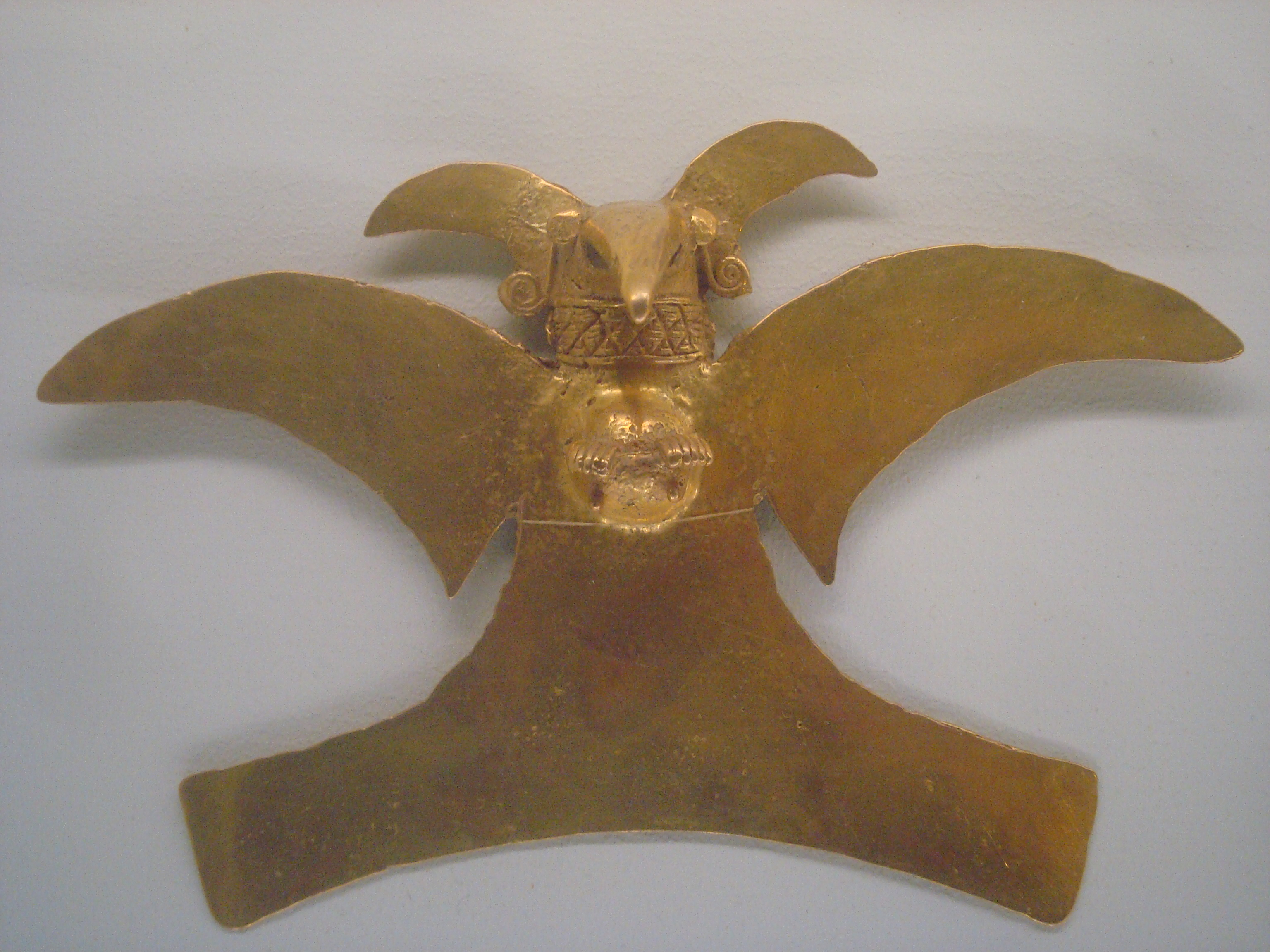
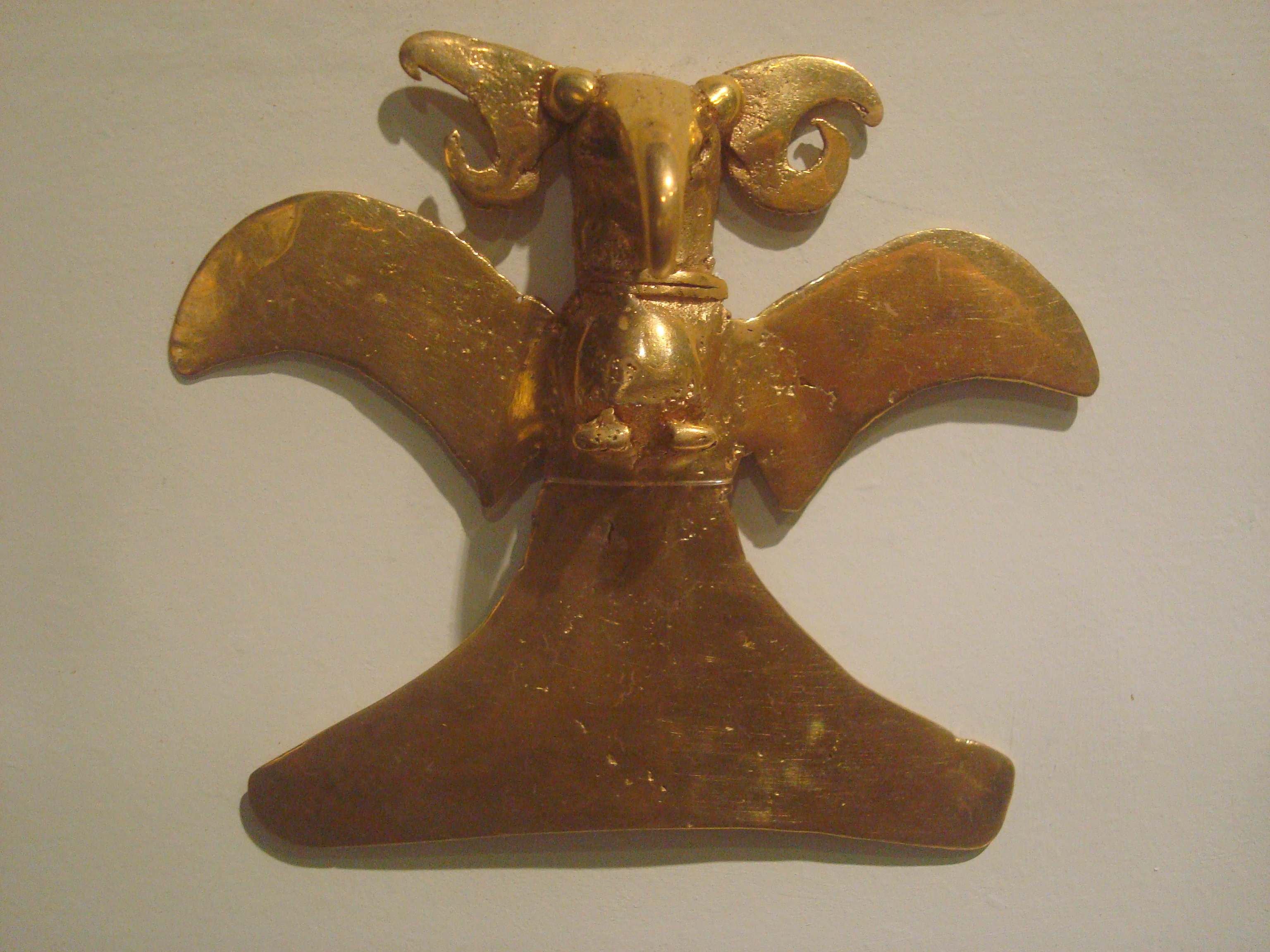
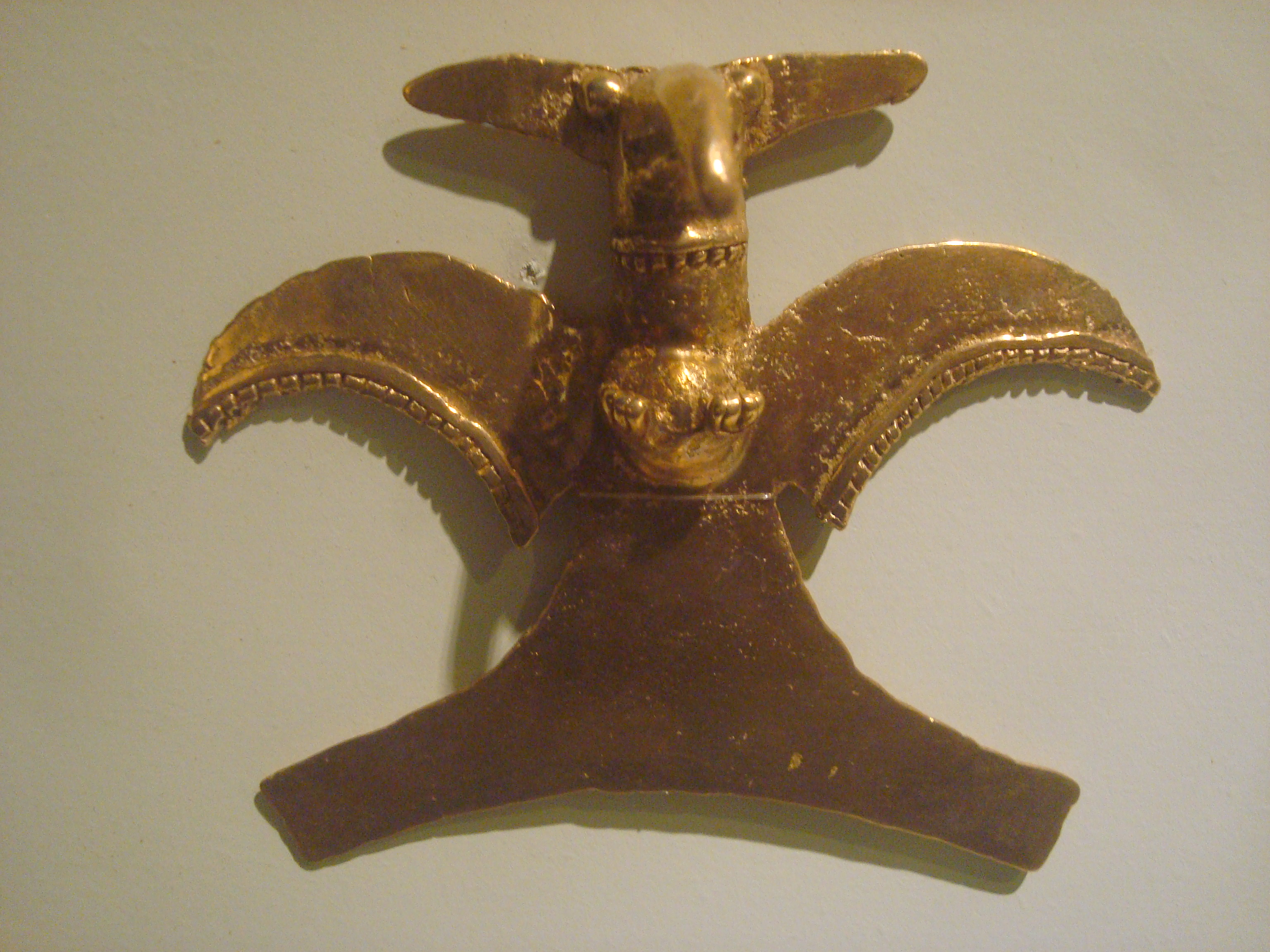

Otras aves representadas en la metalurgia incluyen al búho y las lechuzas, de gran importancia en la mítica chamánica, debido a las costumbres nocturnas de estas aves, a tono con las prácticas mágicas del chamán. También las lapas, pericos, tucanes y urracas ocupan un lugar preponderante en el simbolismo chamánico, sobre todo en rituales de la muerte.

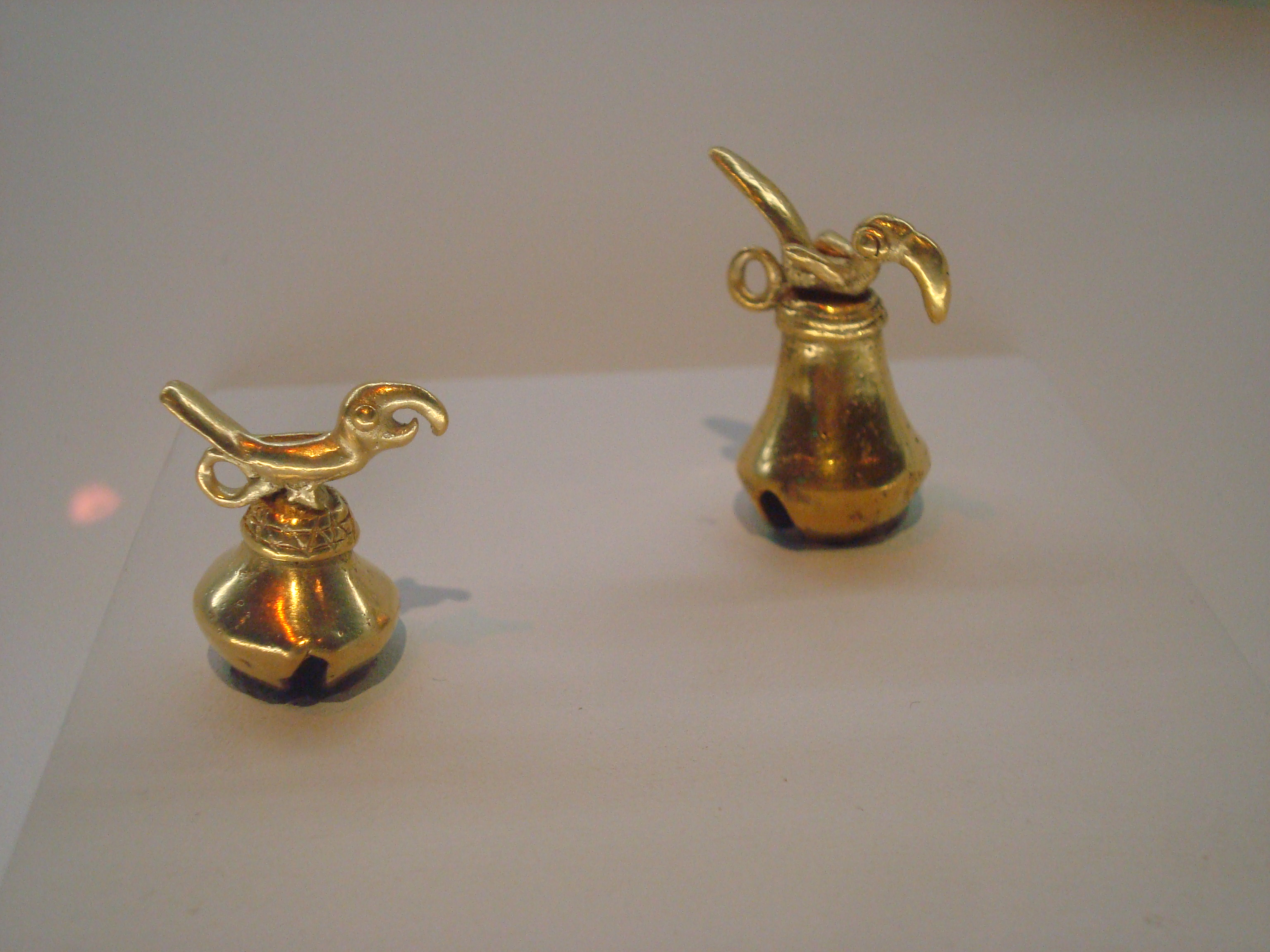
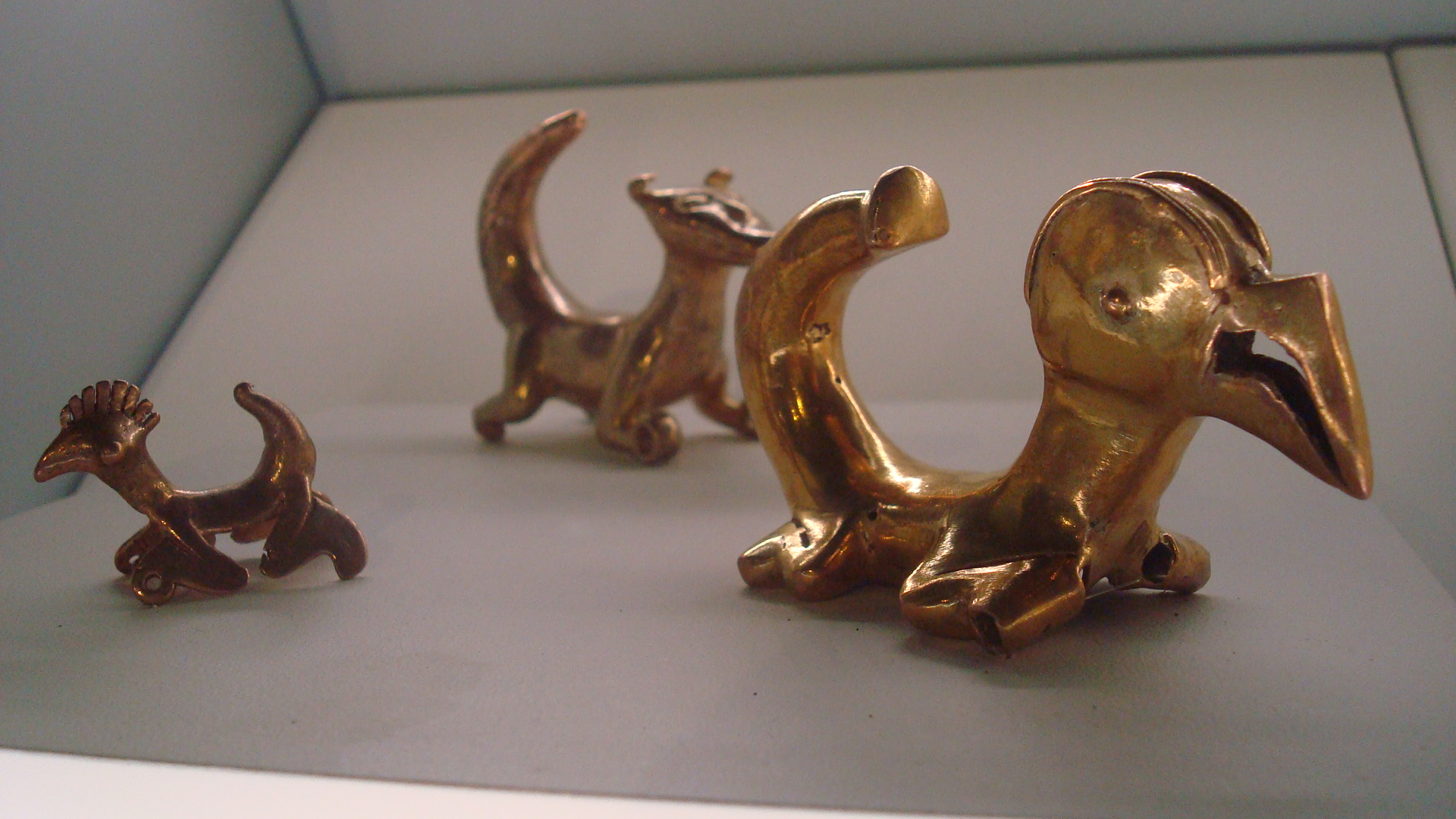

#### La rana
En el arte precolombino de Costa Rica, es frecuente el motivo de la rana. Mitológicamente, a la rana se le atribuyen varios papeles: está presente en la creación del mar, participa en los rituales funerarios como ayudante del enterrador, y posee un simbolismo dual relacionado con la fertilidad y la muerte. En las piezas es frecuente observar estilizaciones con forma de cabezas zoomorfas, adornos en espirales o combinaciones con otros animales como el jaguar y el lagarto, como una forma de enriquecer el simbolismo del mundo mítico aborigen. La presencia de grandes patas traseras probablemente representa a una especie de rana de árbol de Costa Rica.
Las ranas de la Región Central-Caribe se distinguen por ser más pequeñas y realistas, decoradas únicamente por una espiral simple que emerge de la boca y que oculta el conducto por donde se introdujo el oro fundido. Las ranas de la Región del Diquís suelen ser más grandes y estilizadas, más ricamente adornadas y combinadas con otras formas animales.

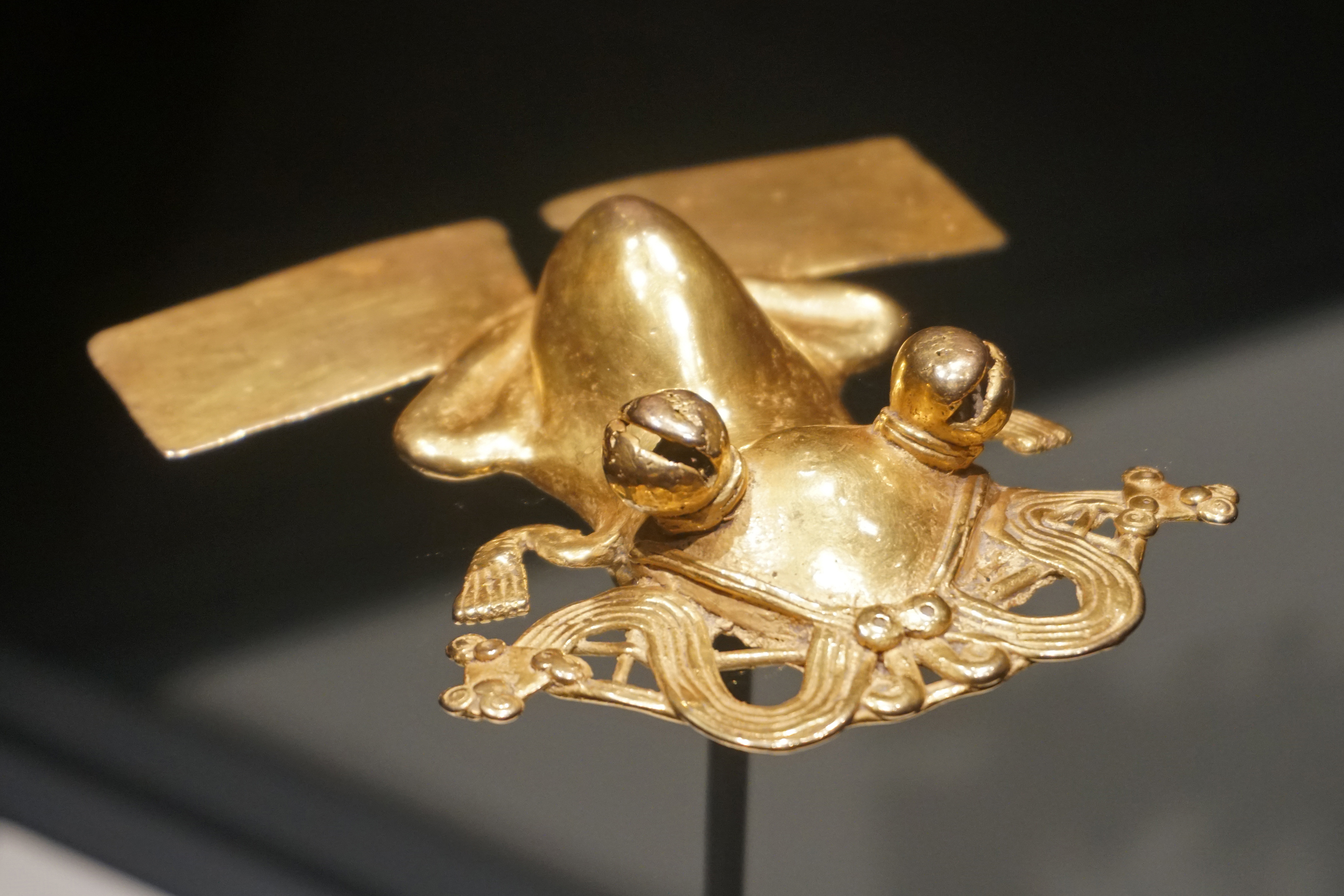
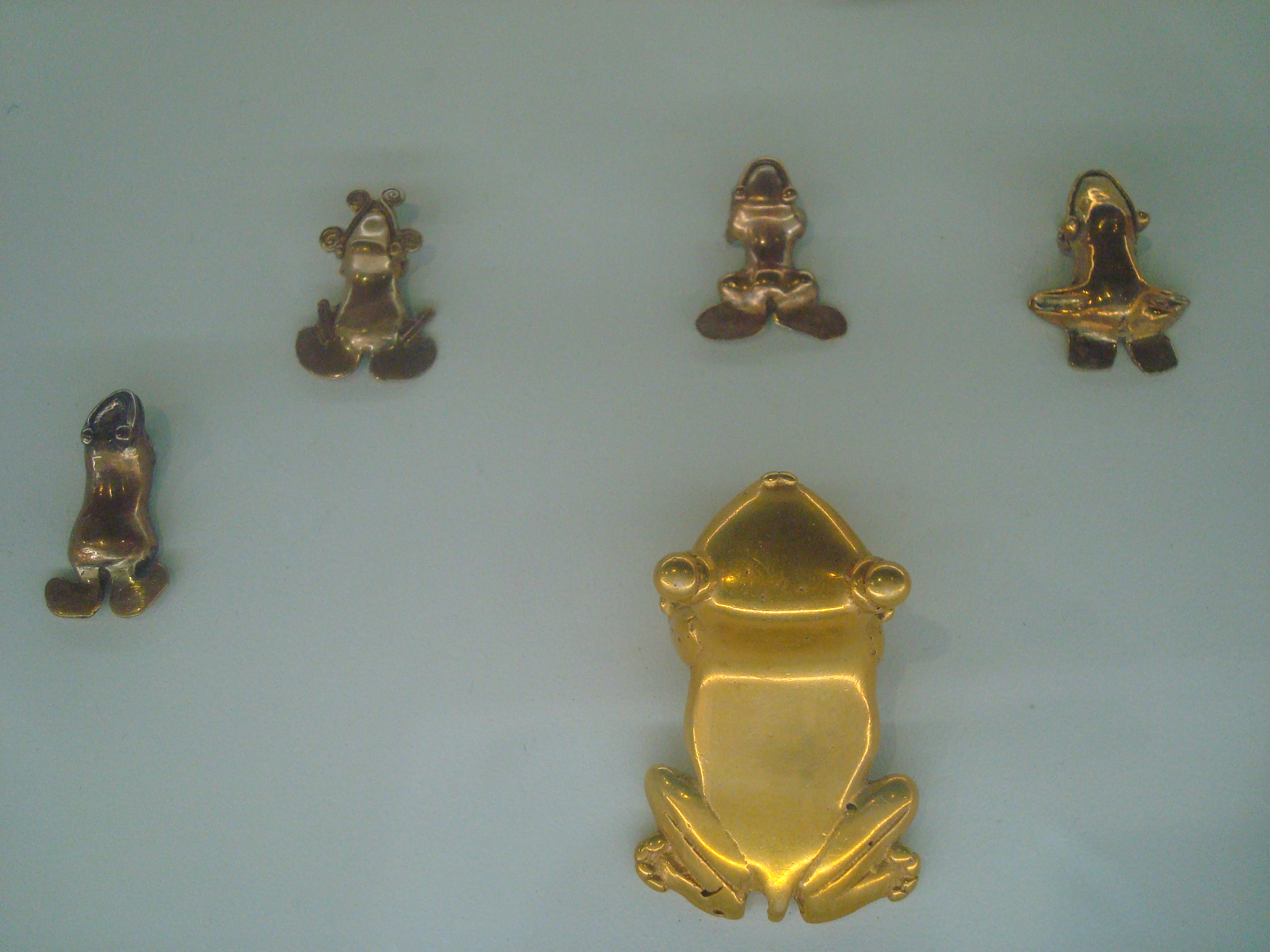
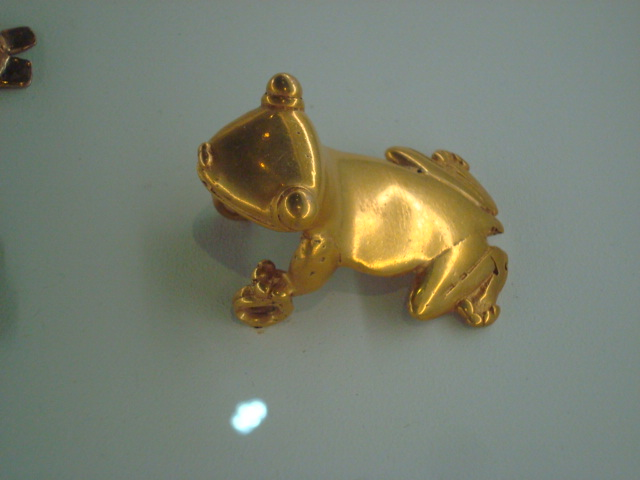
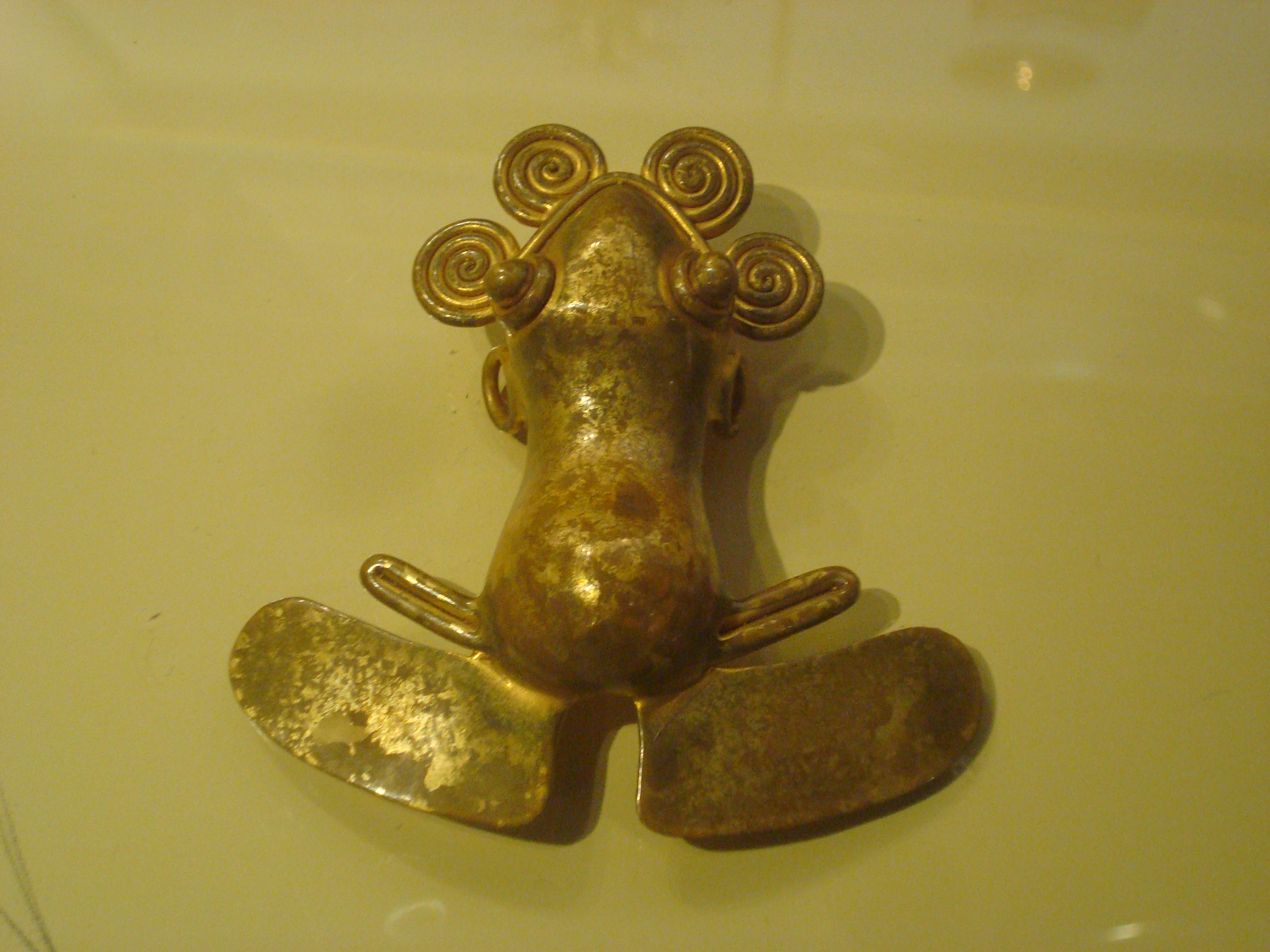
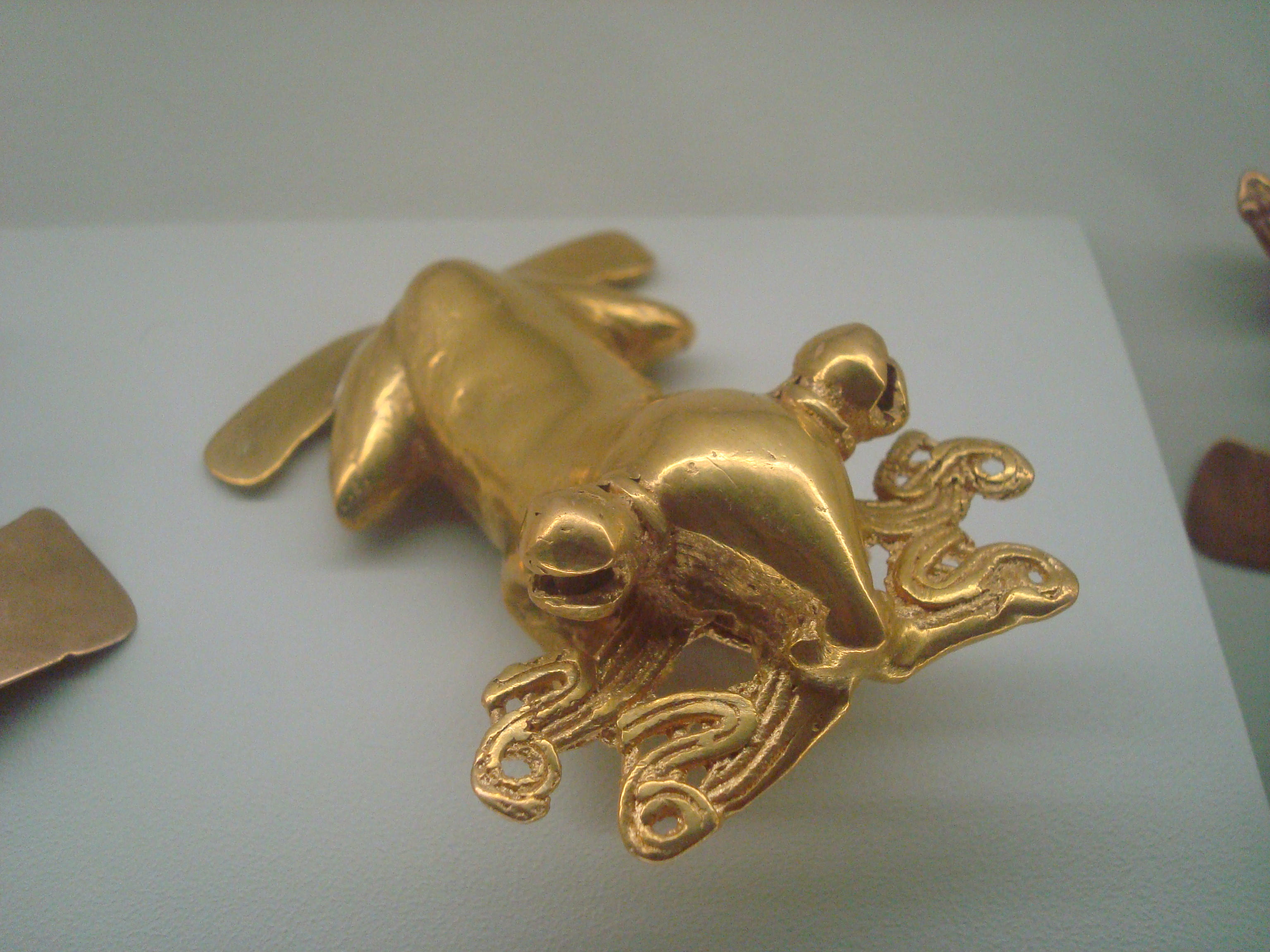
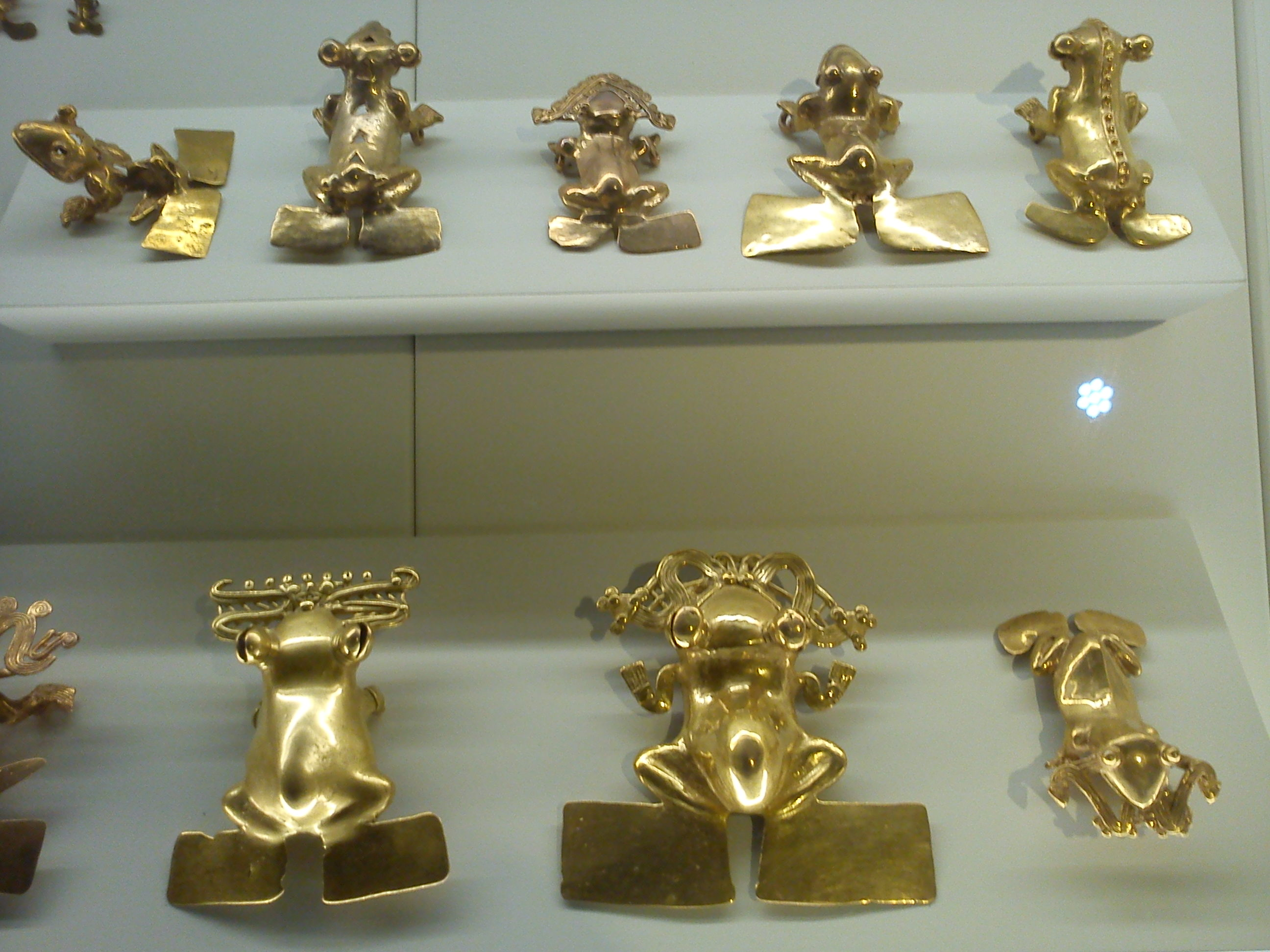

#### Los felinos
Arqueológicamente se ha documentado la representación de los felinos desde el año 500 a. C. y de manera continua hasta el contacto con los españoles en el siglo XVI. Este motivo figurativo se halla en todas las regiones del actual territorio de Costa Rica, expresado en diversos materiales como la cerámica, la piedra y el oro. Los felinos, denominados en su conjunto namú en la lengua bribri, han sido parte de la simbología expresada en las producciones materiales de las poblaciones antiguas del actual territorio de Costa Rica, pues forman parte importante de los relatos y mitos de origen de diversos pueblos indígenas de Costa Rica, incluso en la actualidad. Las representaciones incluyen la presencia de características físicas específicas como los caninos, los ojos almendrados y las manchas en el cuerpo, e incluso, la forma de la cabeza, el tipo de hocico y del cuerpo, han permitido identificar especies particulares. Se pueden representar ya sea de forma esquematizada o naturalista. También se les representa portando extremidades humanas en el hocico, para señalar su carácter de depredador, o bien, en combinación con otras formas animales o incluso la figura humana.
Las representaciones de felinos más antiguas proceden de la cerámica de la Gran Nicoya (500 a. C. a 300 d. C.), debido al peso de la tradición mesoamericana, en la que el jaguar es una deidad muy importante. En la región Central y Caribe, los objetos que representan felinos datan del 300 a. C. y corresponden a jarrones trípodes con figuras modeladas en los soportes, así como en metates de panel colgante, donde se le estiliza con el cocodrilo. Las formas más tardías (700 d. C.) se dan en el Pacífico Sur de Costa Rica, de donde provienen las principales piezas de oro con forma de felinos, aunque también en cerámica y piedra. Las piezas de oro pueden representar la figura realista del felino, o bien, encontrarse combinado con otras deidades animales como la rana o el lagarto, o en figuras humanas en la forma de máscaras, representando dioses y chamanes, de los cuales el jaguar es tótem. El jaguar, que algún día habitó todo el territorio nacional de Costa Rica, actualmente se encuentra en peligro de extinción, quedando alrededor de 300 individuos en las zonas protegidas del país.

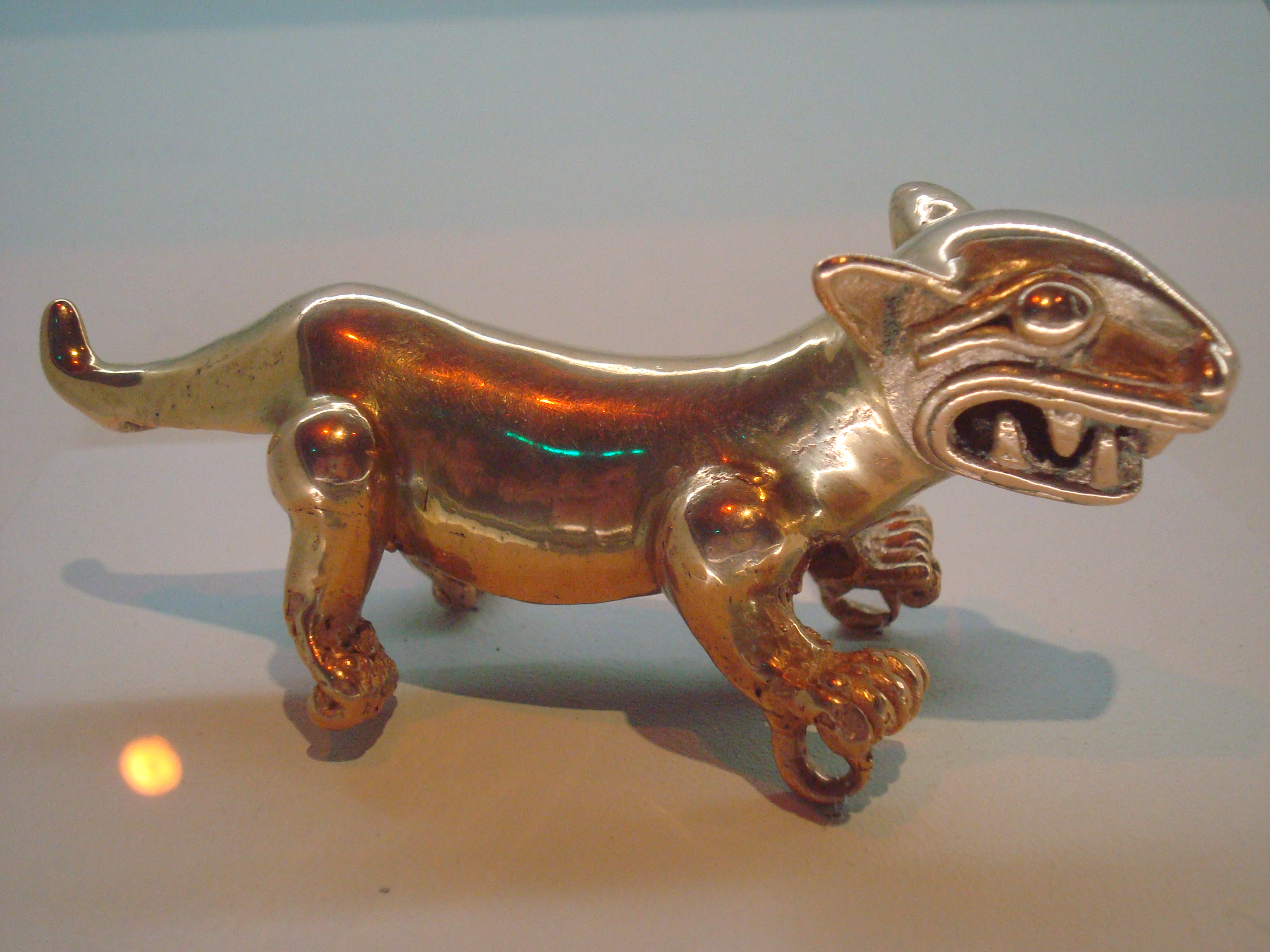
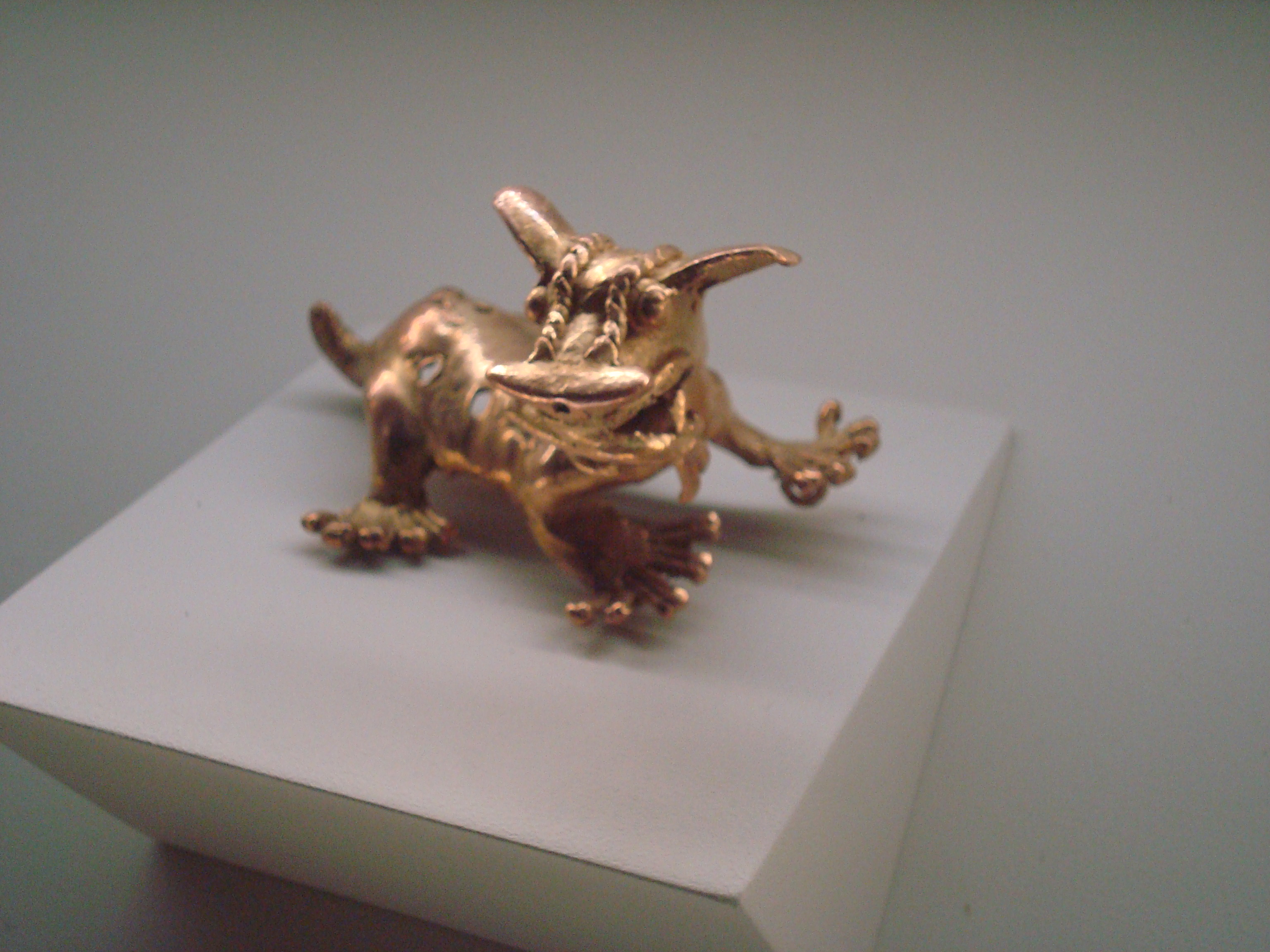
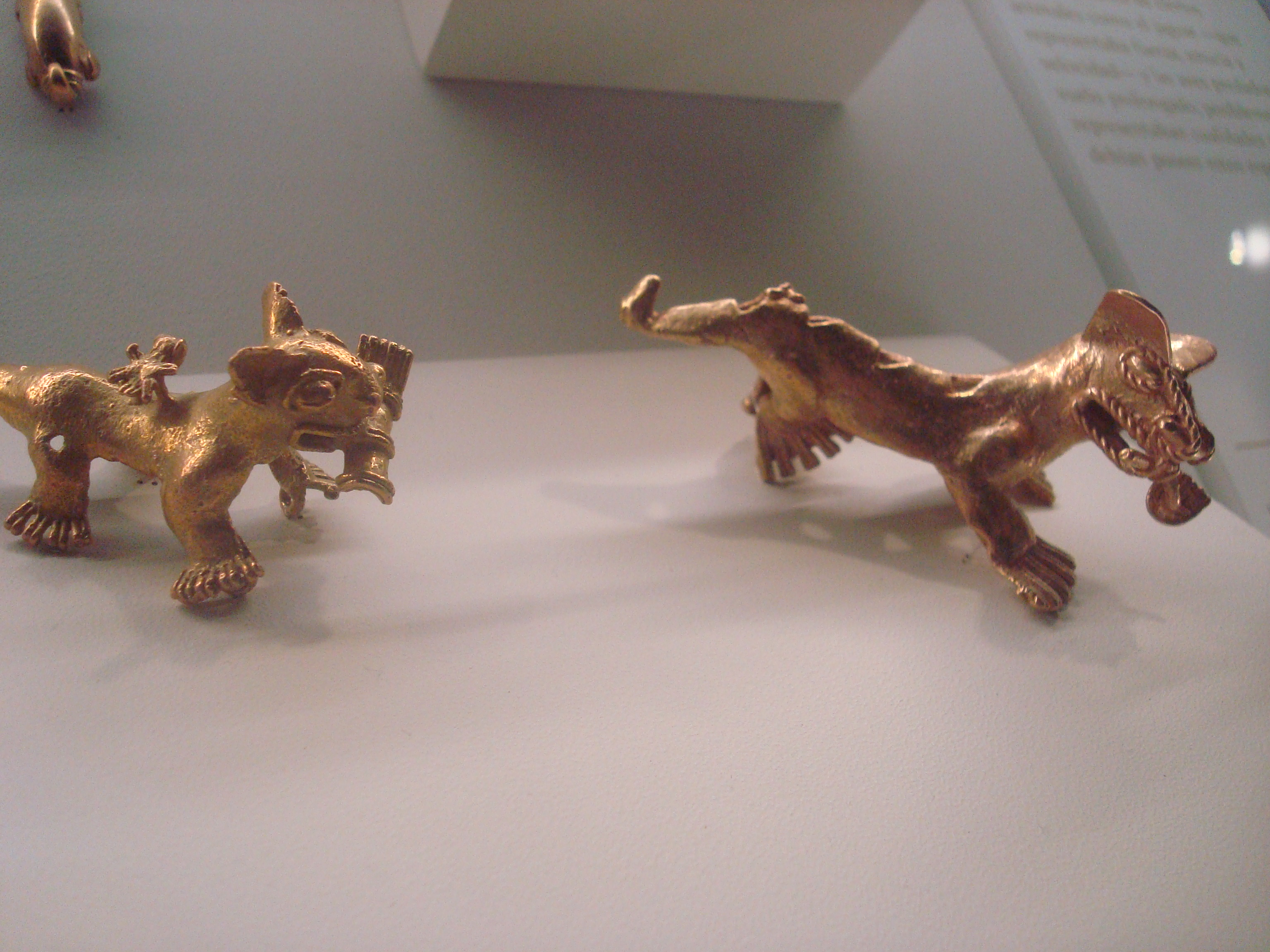
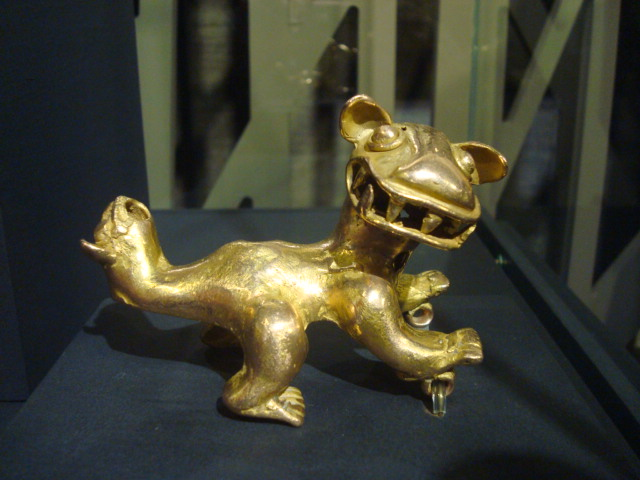

#### El lagarto
Para las culturas indígenas del Caribe y el sur de Costa Rica, el lagarto era un símbolo que representaba la fertilidad, debido a su asociación con el agua. La representación del cocodrilo fue muy frecuente en el jade precolombino de Costa Rica, y posteriormente, en las piezas de oro, así como en la cerámica, sobre todo la proveniente del Caribe. En muchas figuras se puede reconocer estilizaciones que recuerdan cabezas, escamas y formas de saurios. En la región de la Gran Nicoya, el cocodrilo se presenta amalgamado con el jaguar y la serpiente, animales de gran importancia en la mitología mesoamericana, mientras que las culturas del sur de Costa Rica lo combinaron con la figura humana, la rana, la tortuga, los seres marinos y el águila harpía. Las figuras que representan al lagarto son un buen ejemplo de la fusión de tradiciones mítico-religiosas tanto en el norte como el sur.

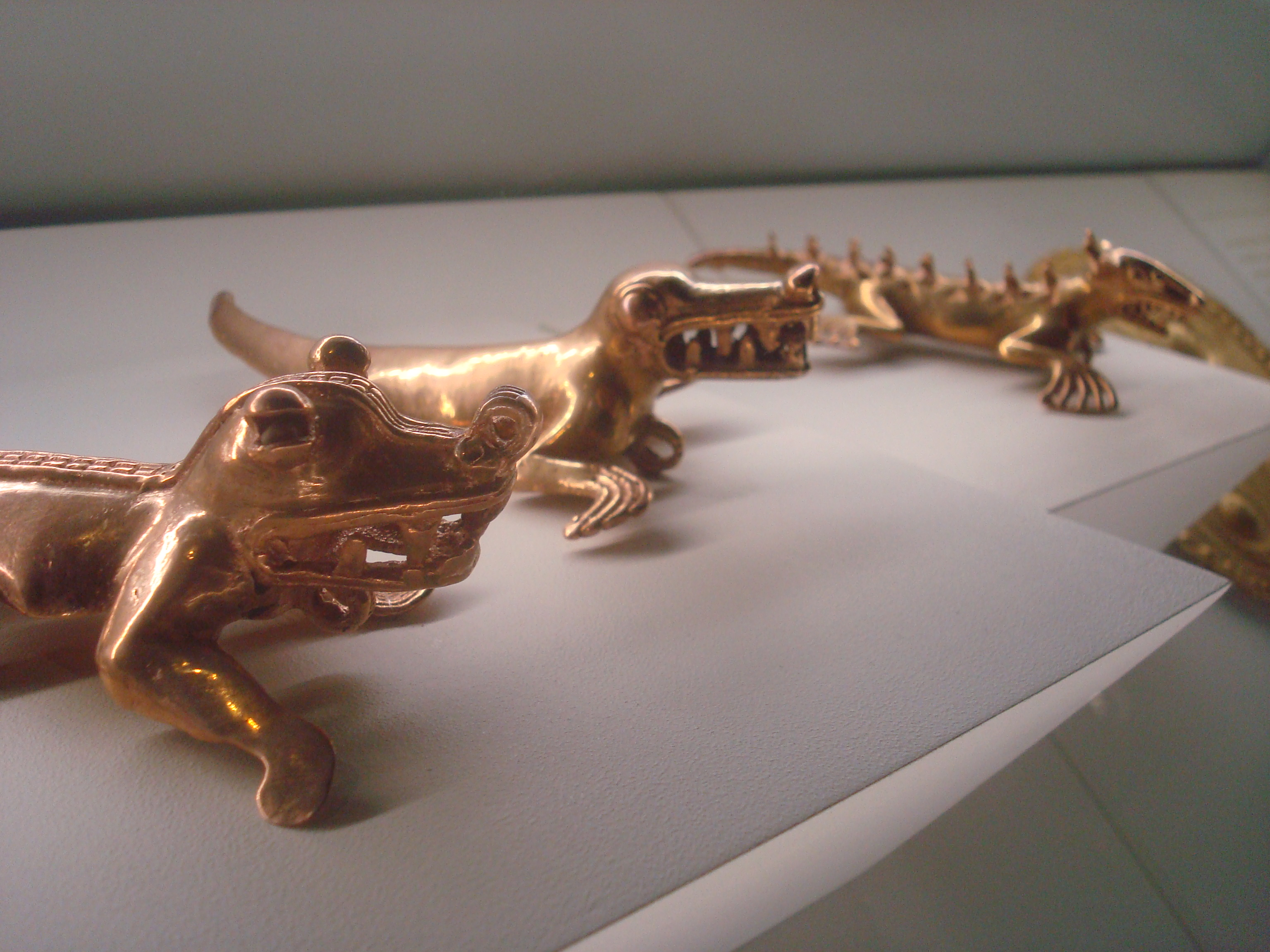
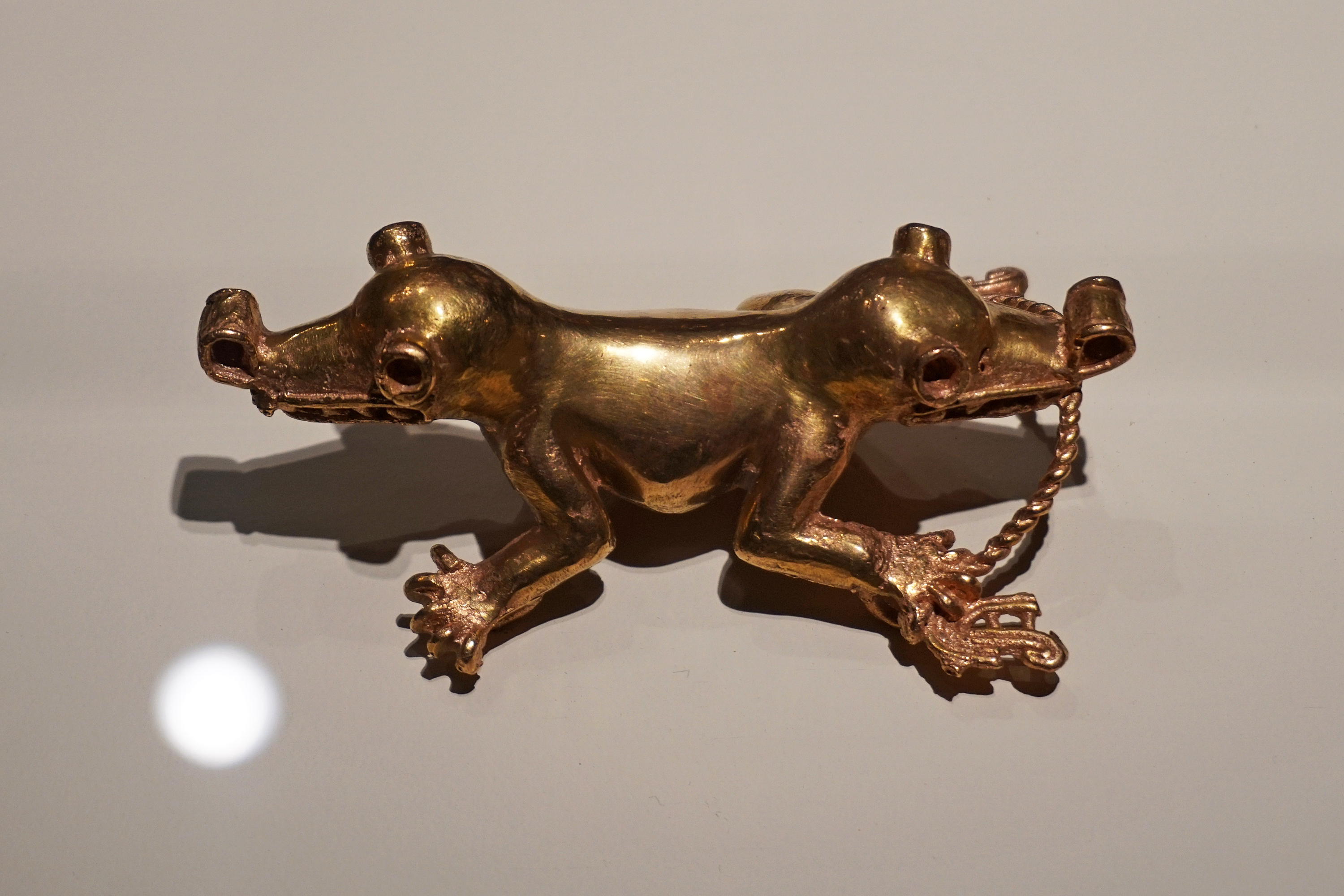
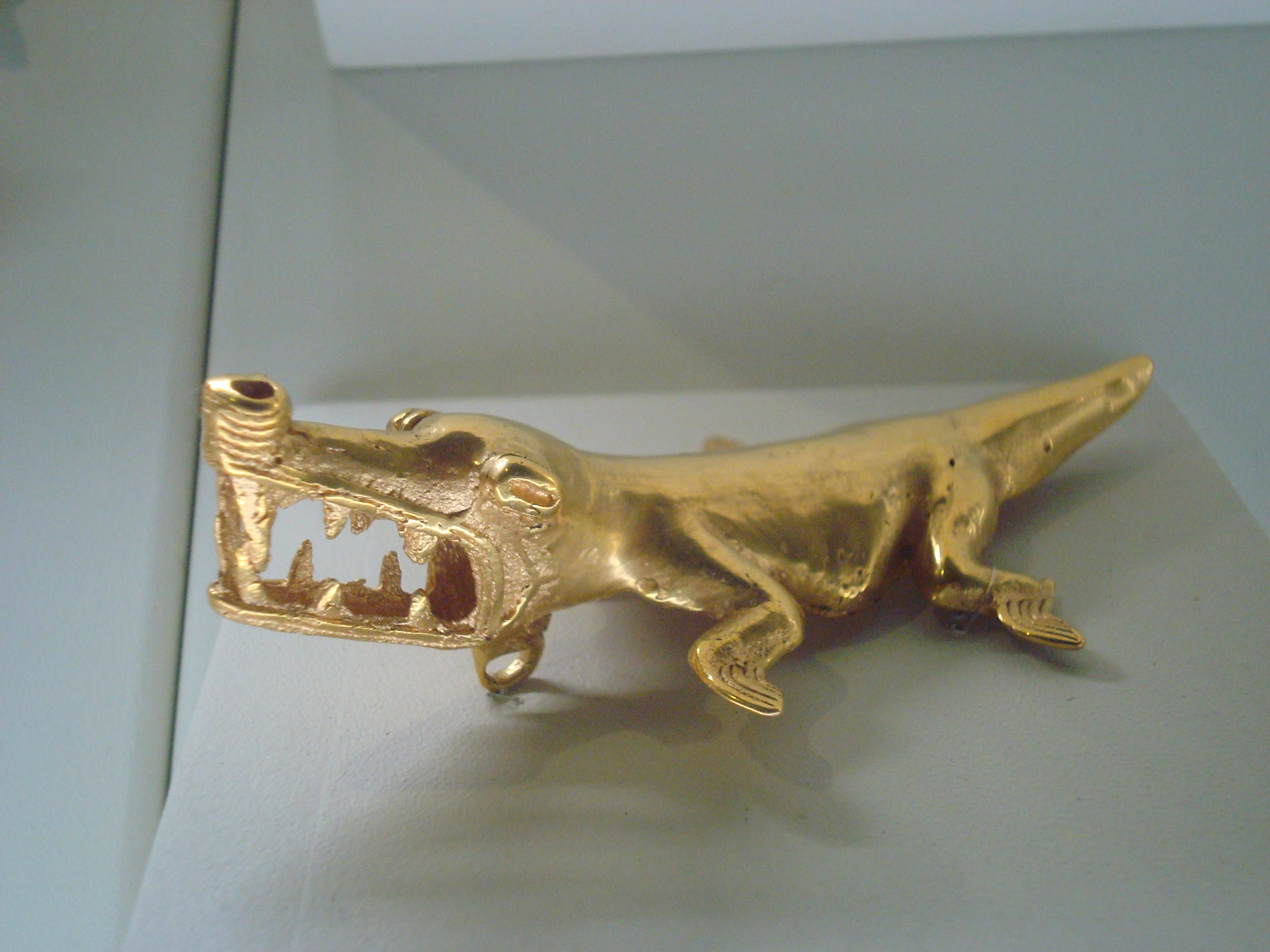
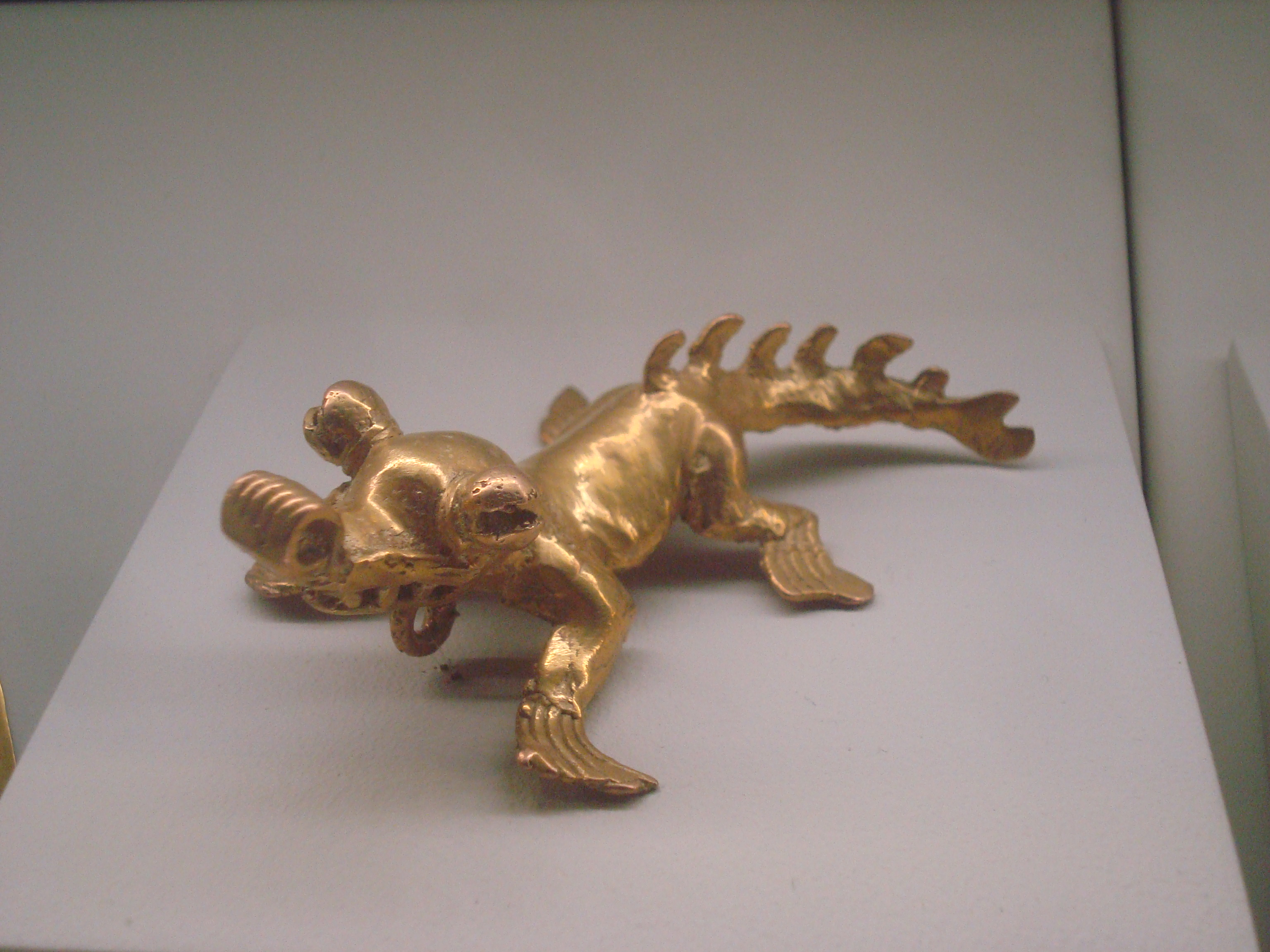

#### La araña y la mariposa
Mitológicamente, entre los indígenas bribri la araña figura en la construcción de la gran casa cósmica. La mariposa aparece en múltiples historias míticas representando diversos papeles, como intermediarias y principalmente como mujeres.

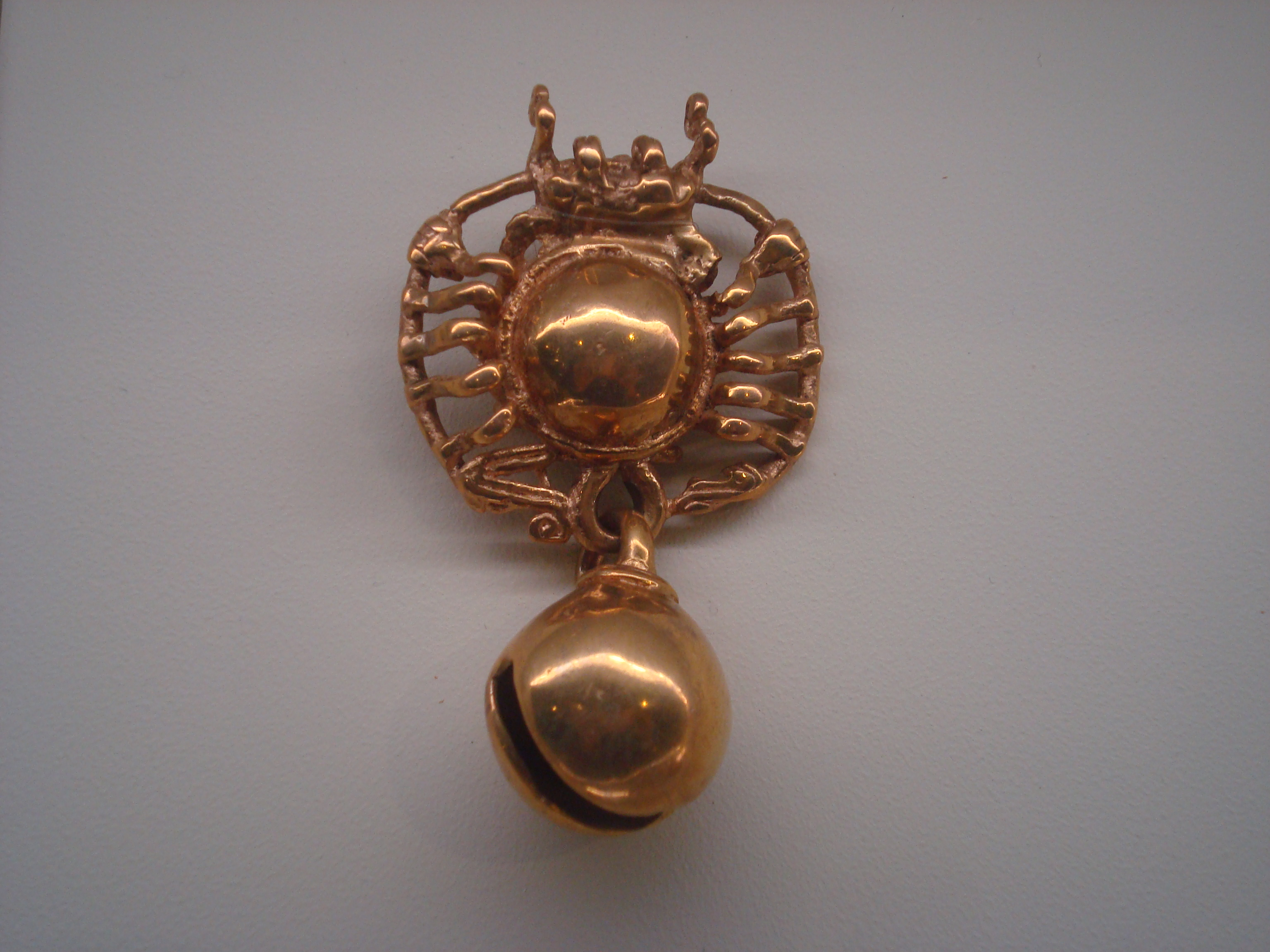
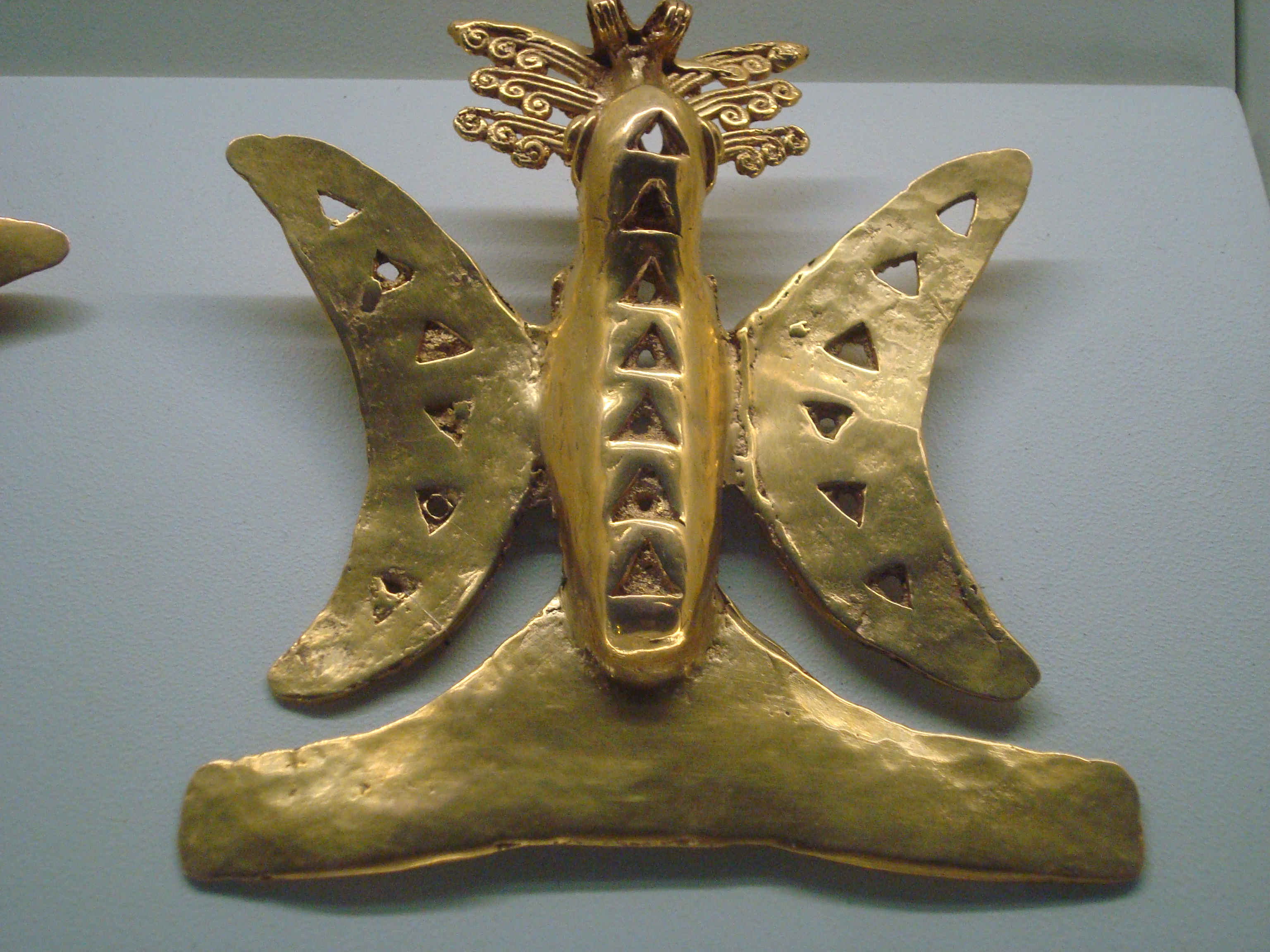

#### El murciélago
La representación del murciélago está relacionada con la fertilidad y la vida entre la mitología aborigen de Costa Rica. La constante presencia de este mamífero en los materiales arqueológicos, señala su importancia ritual y simbólica para los grupos precolombinos. En la mitología chamánica, el murciélago es el amo y señor de la selva tropical oscura, con el nombre de Dukúr Bulu. De sus deyecciones, según la mitología talamanqueña, nacieron las primeras plantas, y participa de un mito de la creación cuando baja al centro de la tierra a chupar la sangre de la niña Iriria.

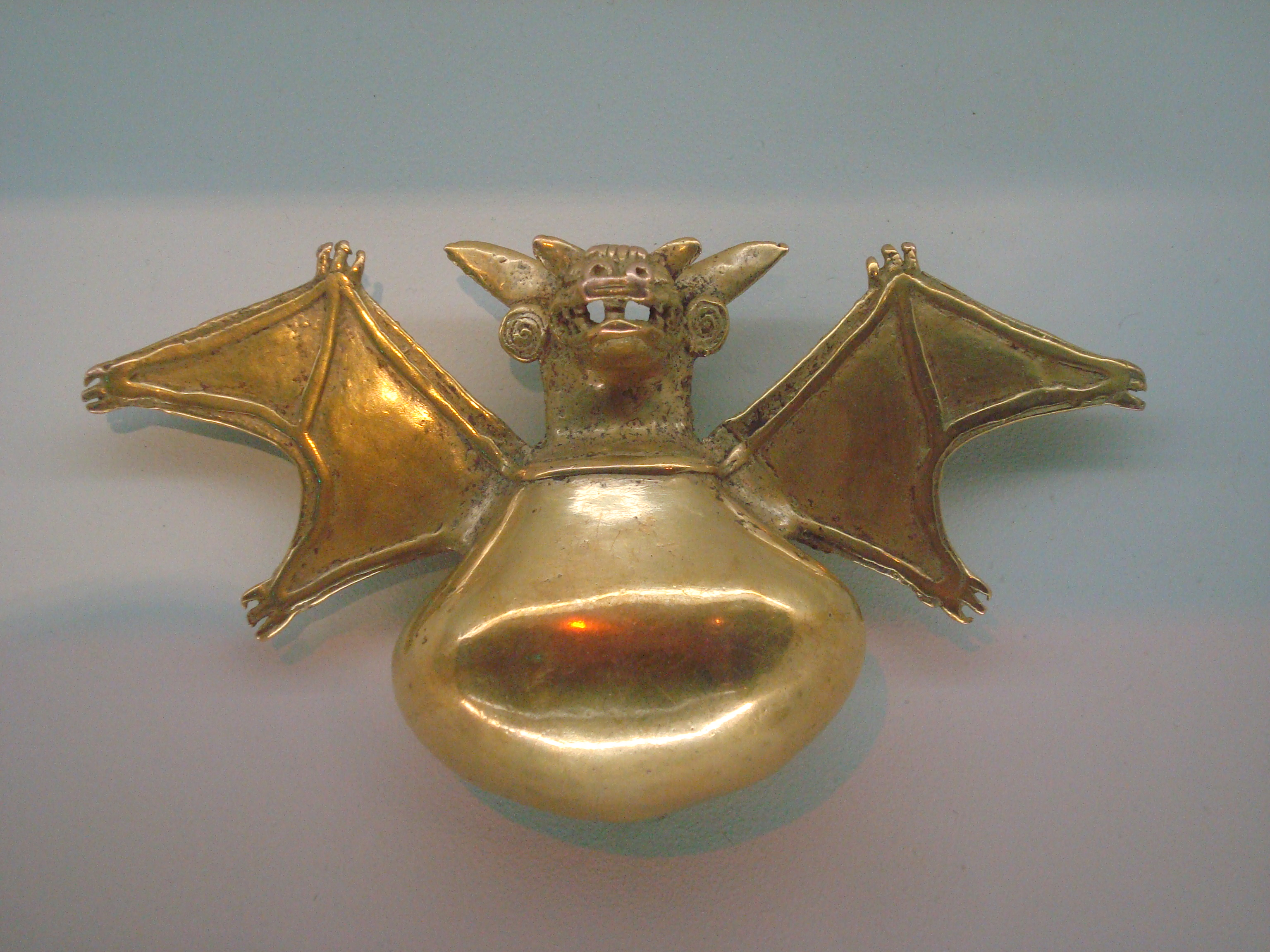
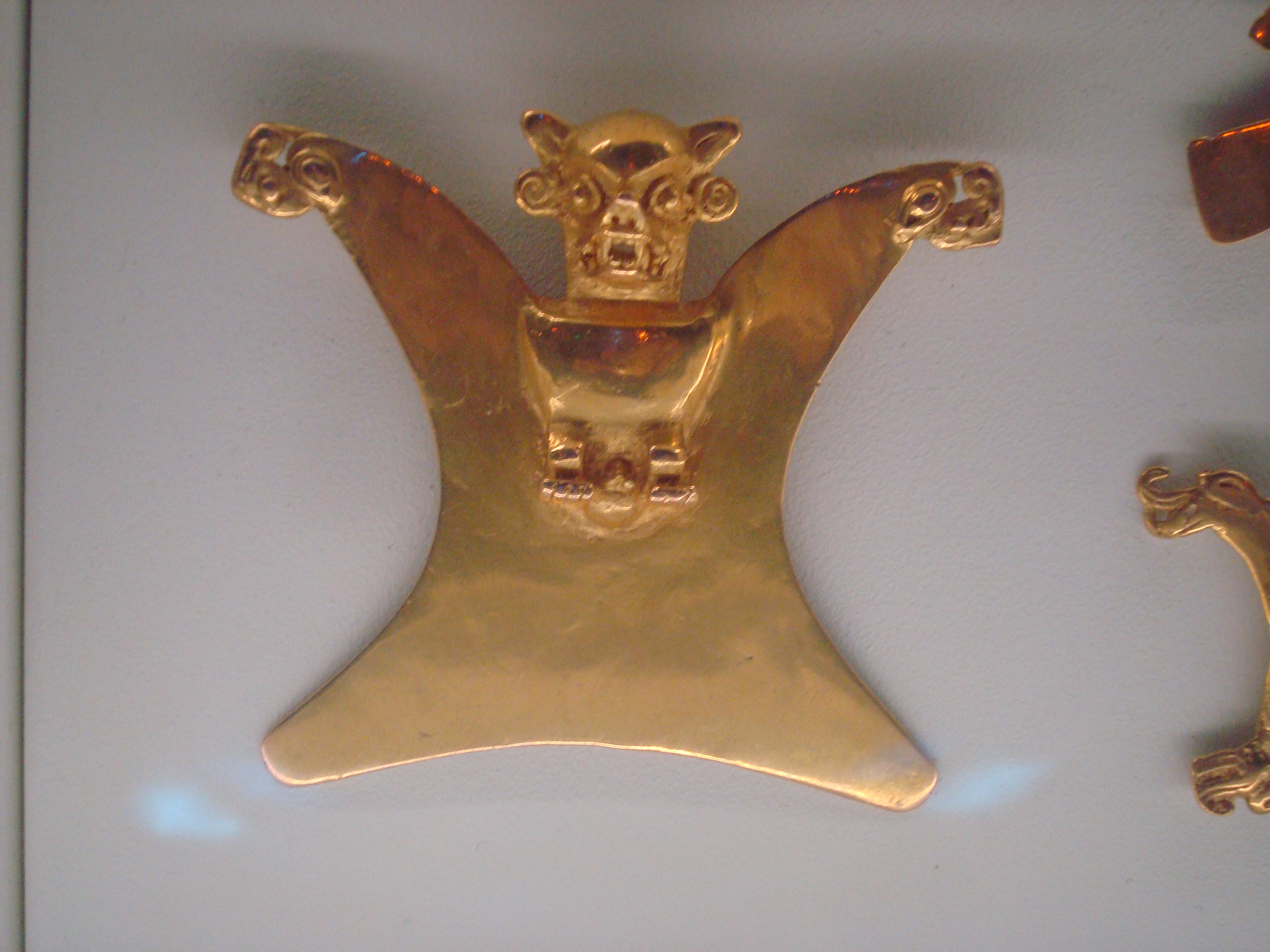

#### Otros mamíferos
En las piezas de oro precolombinas también se han representado otros mamíferos, como el mono, el venado, el pecarí y el armadillo, entre otros. En el caso particular del venado, llama la atención de que a menudo es representado en su forma naturalista con una mazorca de maíz en el hocico. El venado suele habitar en áreas no boscosas. En tiempos precolombinos, es probable que visitara las zonas cultivadas, tales como los maizales, como lo sugieren estos colgantes. Los pecaríes son representados en varias pequeñas figuras similares, y es probable que los pendientes se usaran en grupos, como es característico de esta especie.

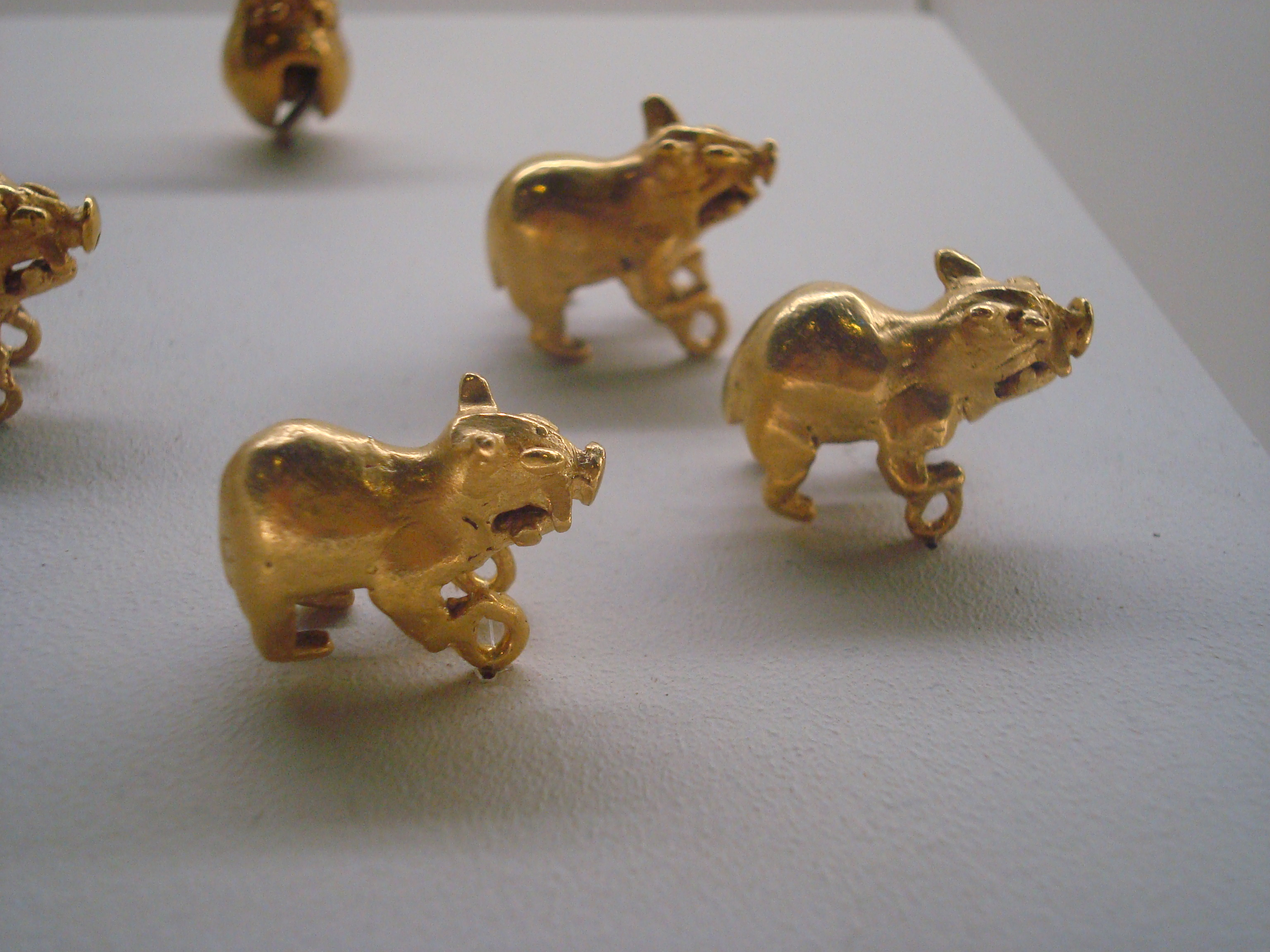
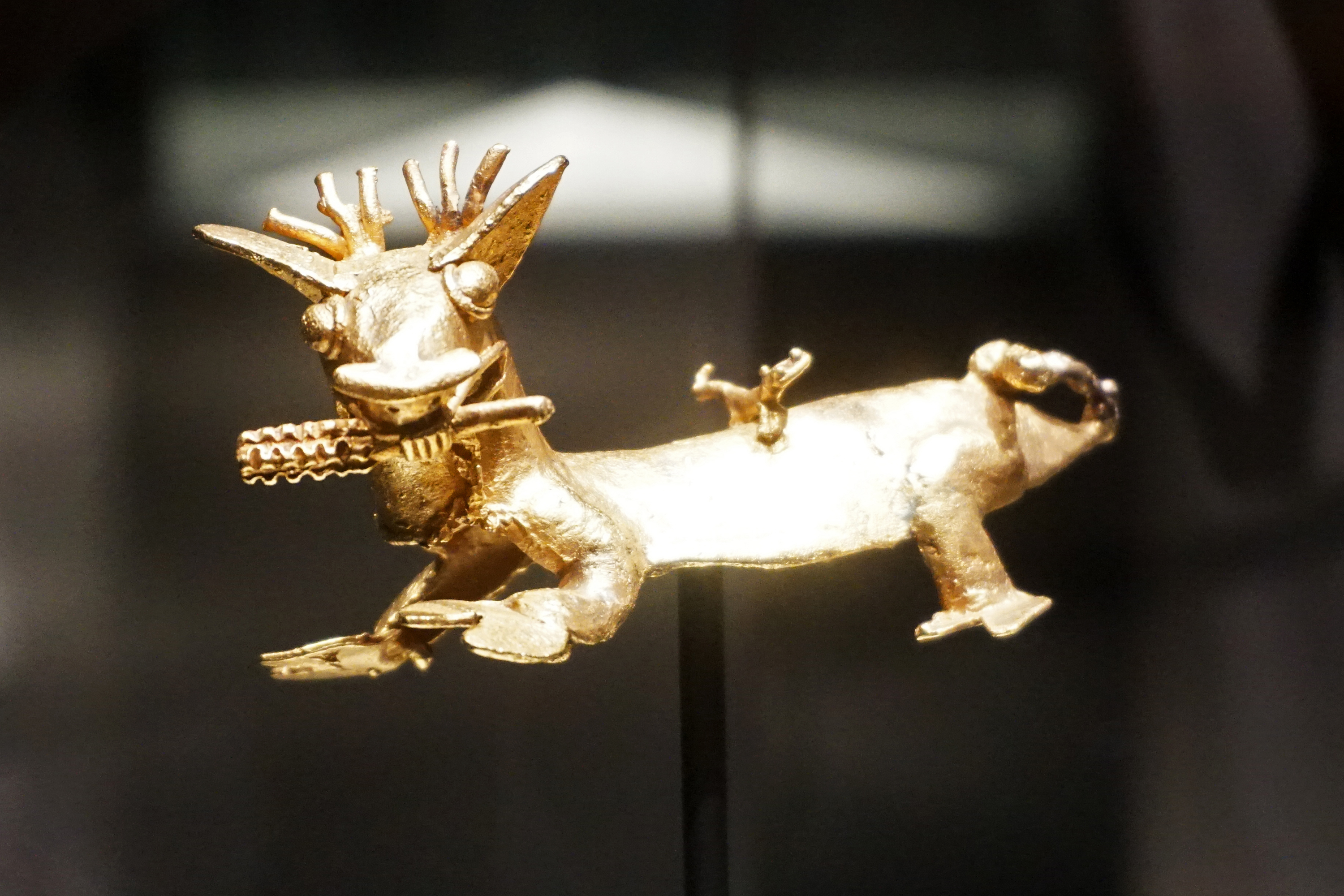
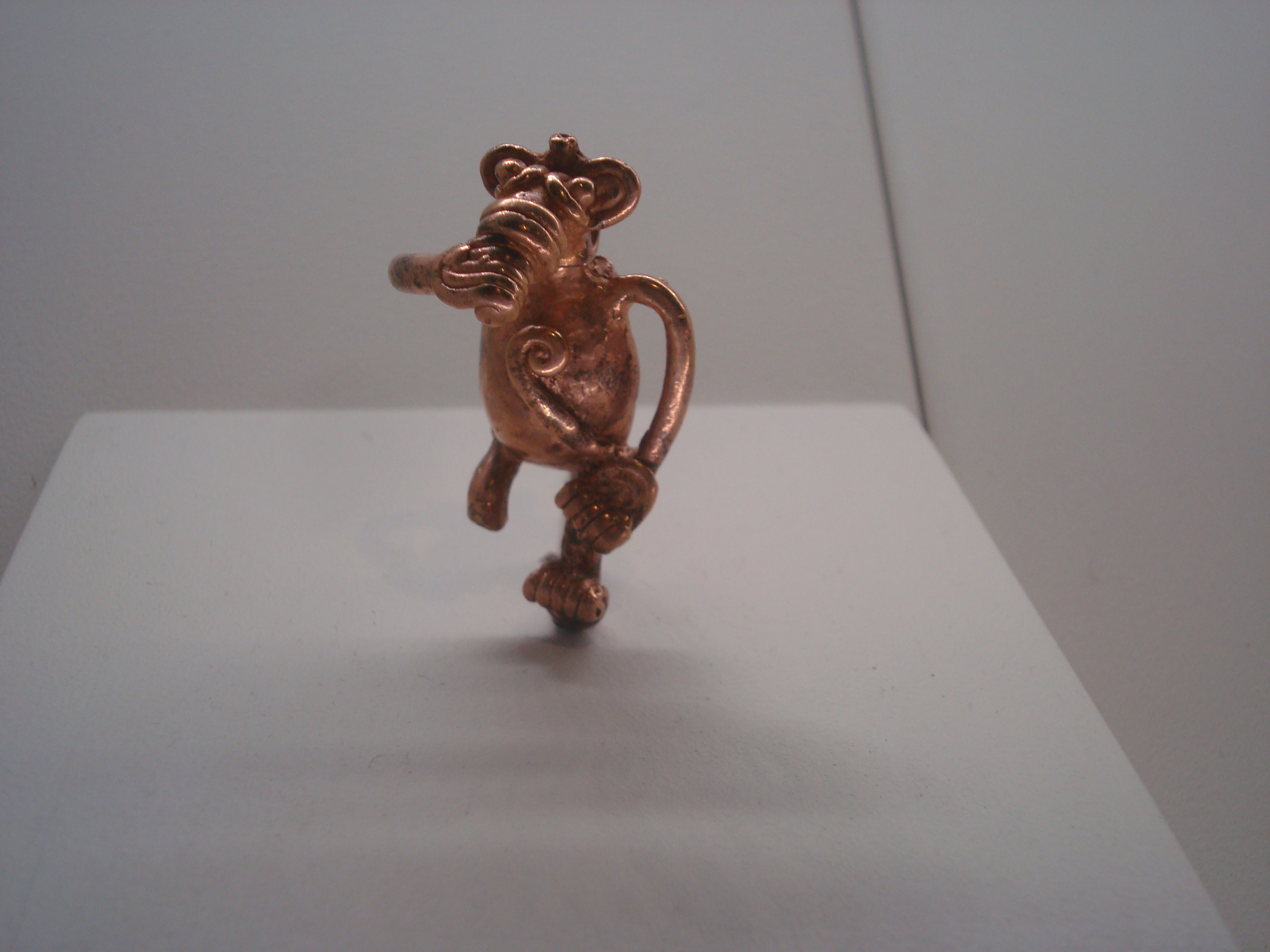
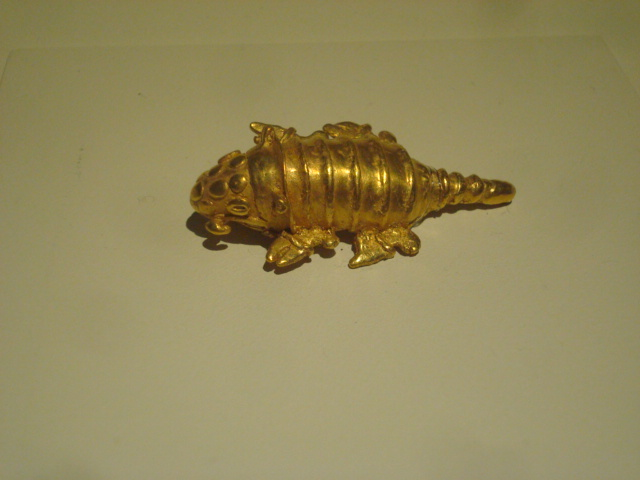

#### La tortuga y otros seres marinos
La tortuga fue un motivo frecuente en la orfebrería del pueblo quepoa, para los cuales la caza de la tortuga, la pesca y la navegación fueron algunas actividades  económicas importantes. La tortuga fue representada en objetos de oro como piezas con forma de tortuga o en pectorales, así como combinada con algunos otros animales como el lagarto y la rana, generalmente colocándoles caparazones de tortuga. También se representan otros seres de la rica fauna marina del país, como cangrejos, langostas y tiburones.

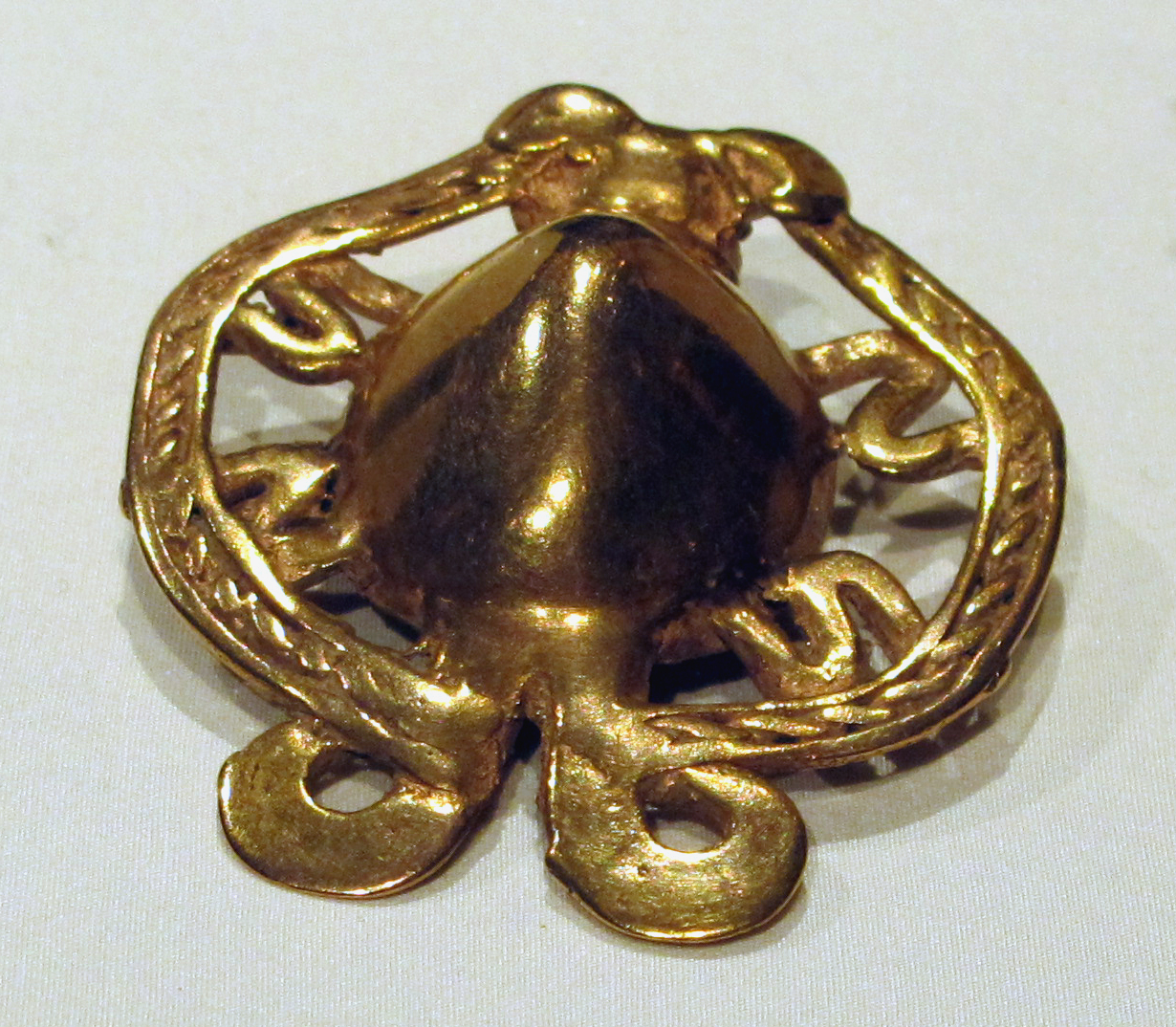
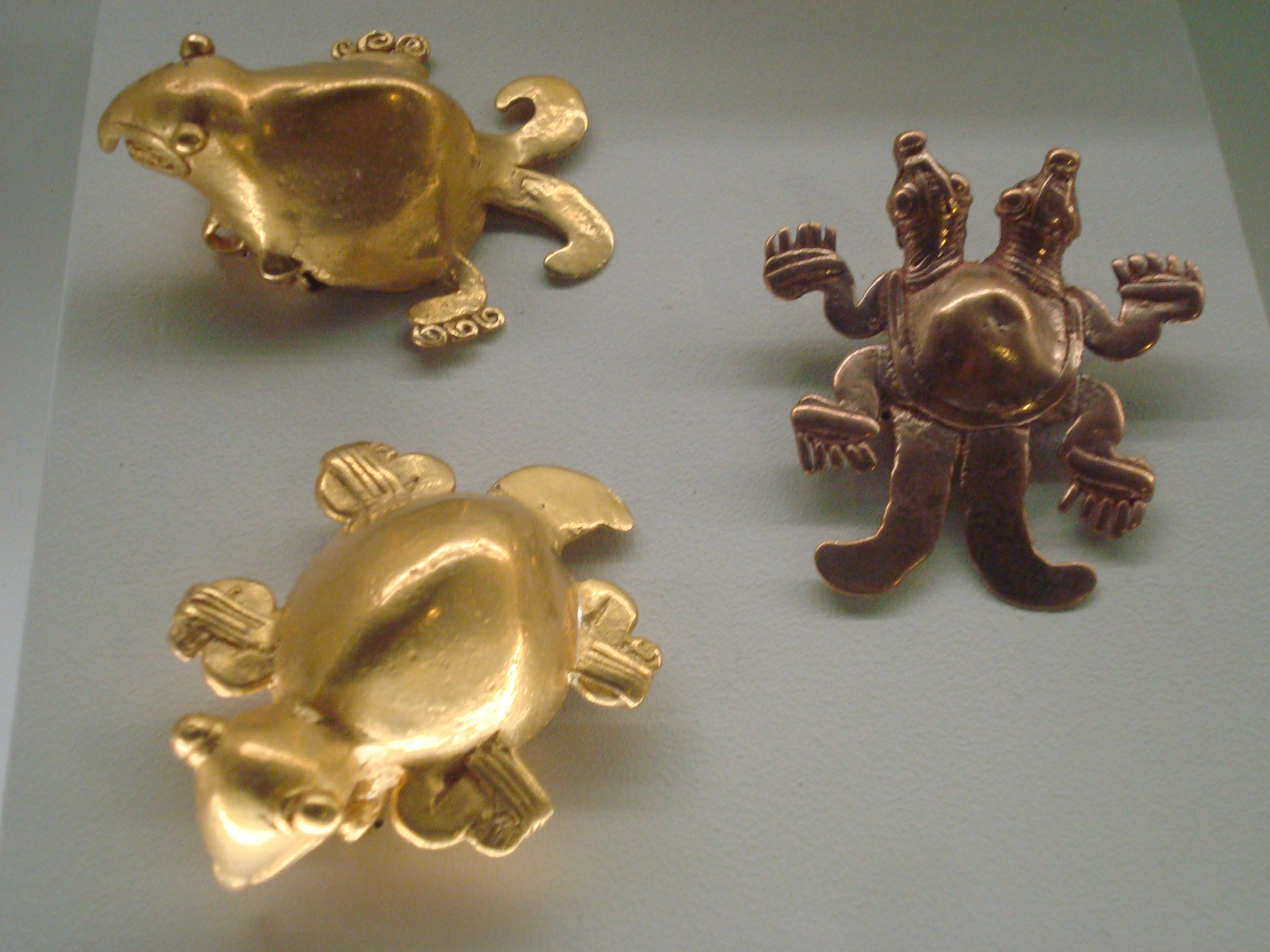
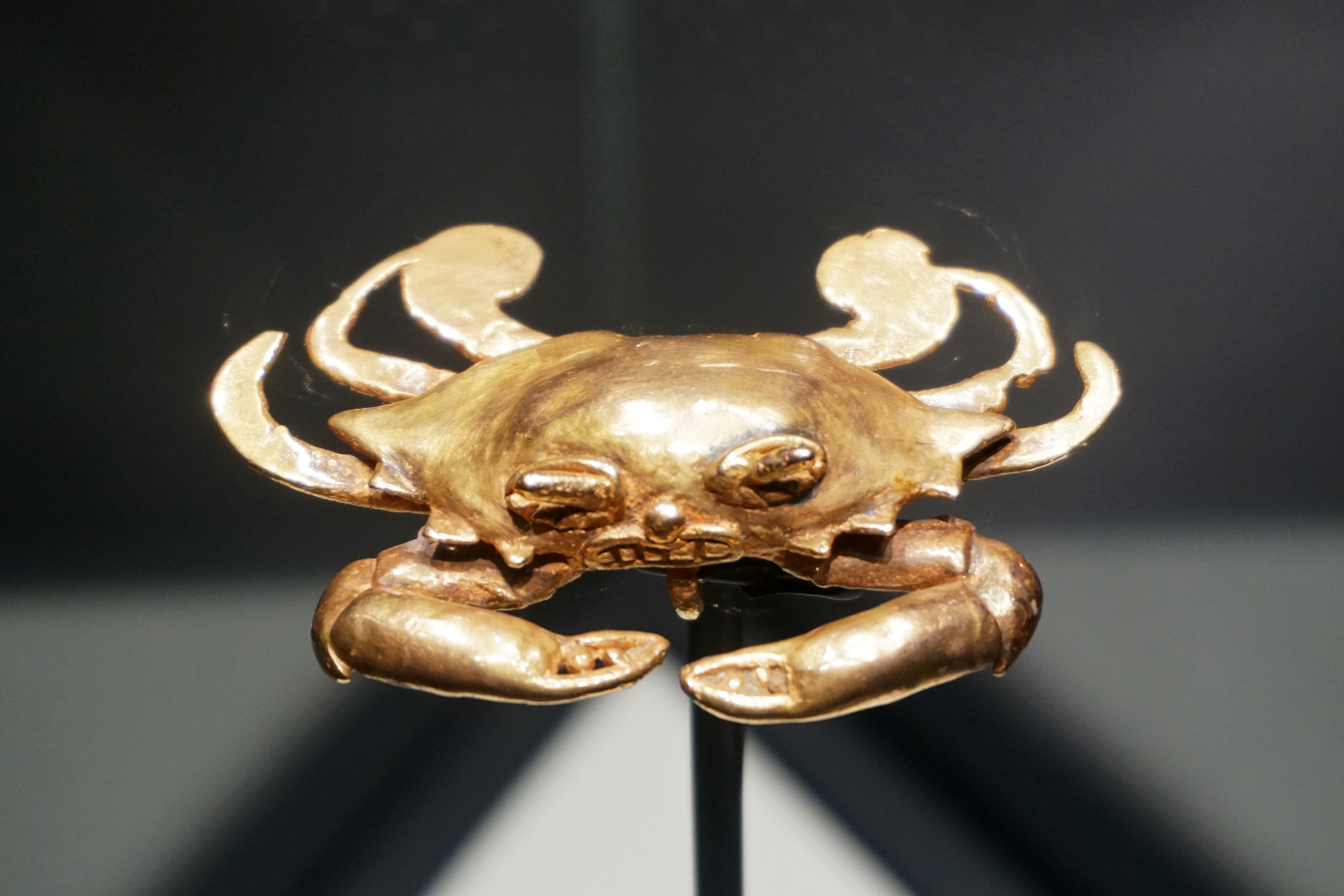
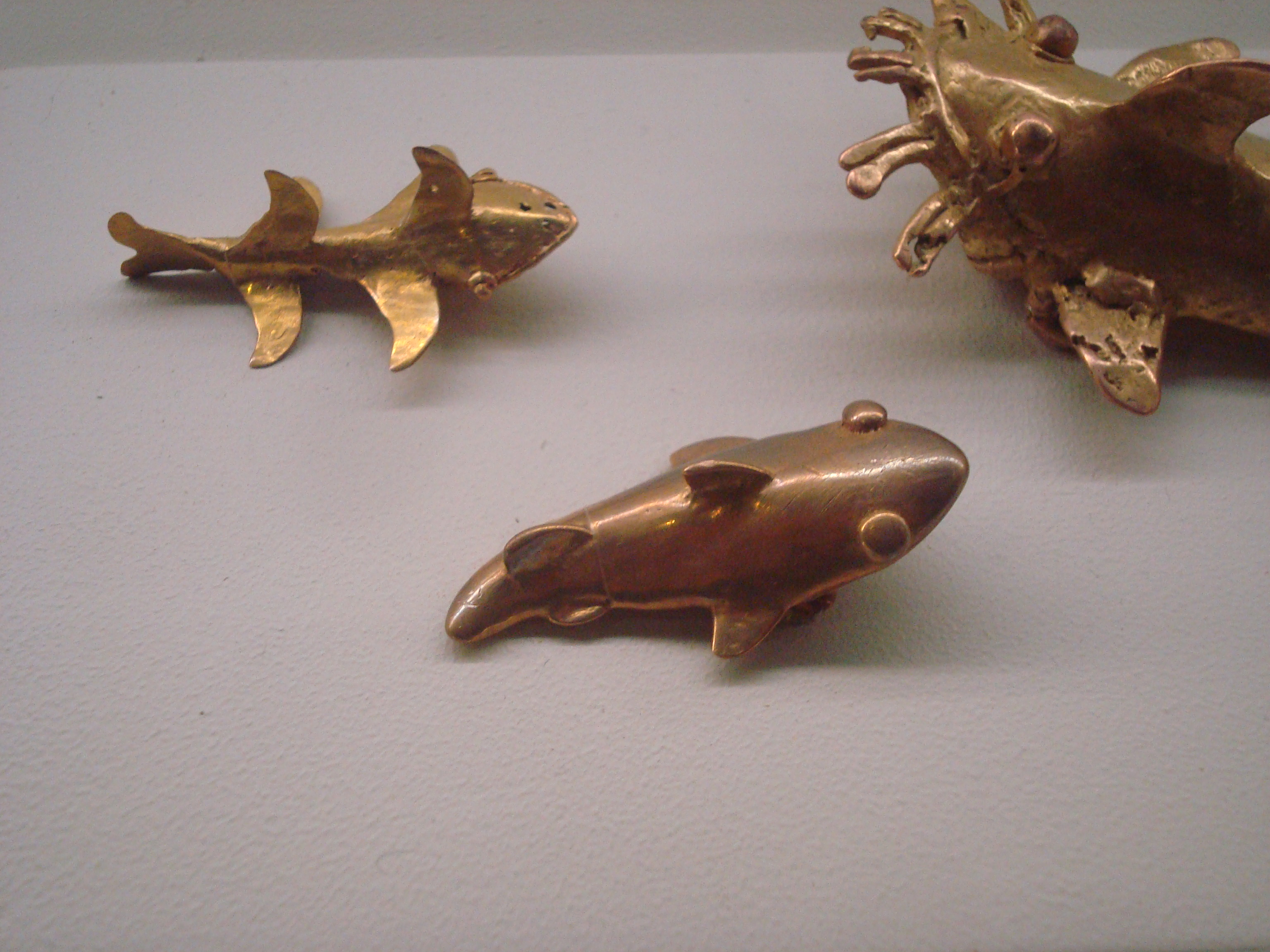
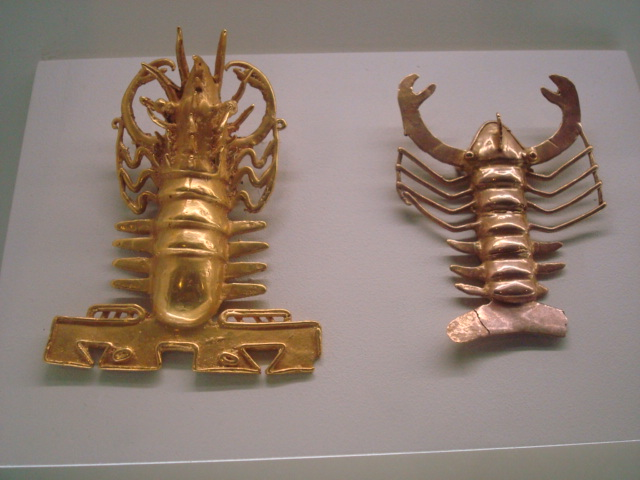

### Dioses y seres mitológicos
En las piezas de oro precolombinas, sobre todo las provenientes del Pacífico Sur, es frecuente observar representaciones de personajes mitológicos. Muchos de ellos muestran figuras humanas con atributos animales (aves, murciélagos, lagartos, felinos), por lo que se les ha asociado con las funciones mágico-religiosas del chamán, que es el intermediario del mundo terrenal con el mundo espiritual. Para las sociedades indígenas, el chamán obtenía sus poderes de los grandes espíritus auxiliares, que tomaban forma de animales. Los personajes aparecen enmascarados, pues la máscara es un atavío de gran importancia en la tradición chamánica, ya que transforma al sacerdote en el ser que la máscara representa. Los chamanes eran hombres sagrados que transformaban la semilla en planta, averiguaban el futuro de la humanidad, curaban a los enfermos, pero sobre todo, eran los guías del alma en las grandes ceremonias funerarias. En algunas figuras, se pueden ver representaciones del chamán haciendo autosacrificios mediante el sangrado de partes blandas del cuerpo, representadas por cordones. También hay figuras que representan humanos con dos cabezas. Las representaciones de humanos y animales bicéfalos son muy frecuentes en la arqueología costarricense, pues esto es símbolo de la armonía y la dualidad de las deidades precolombinas.

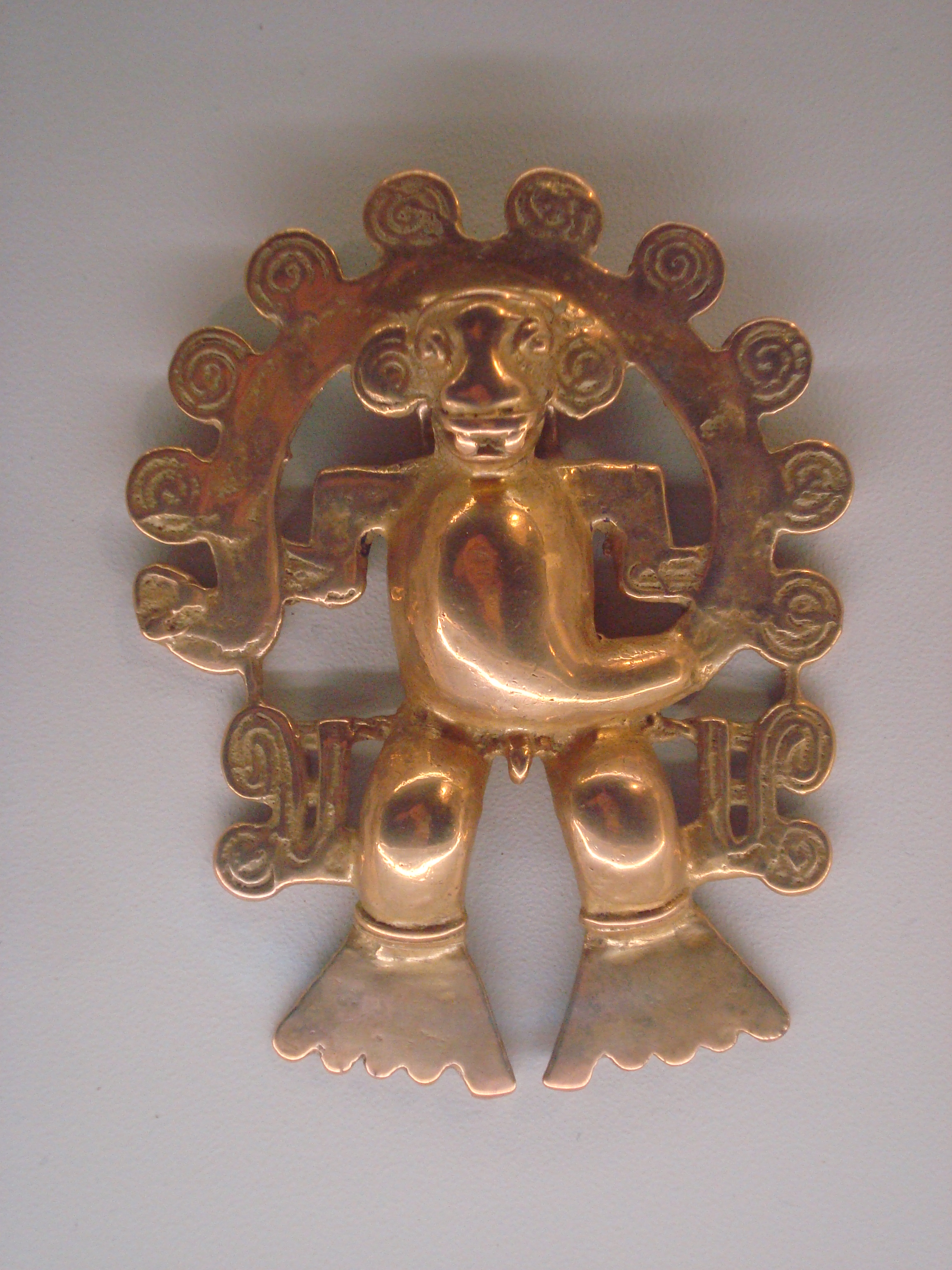
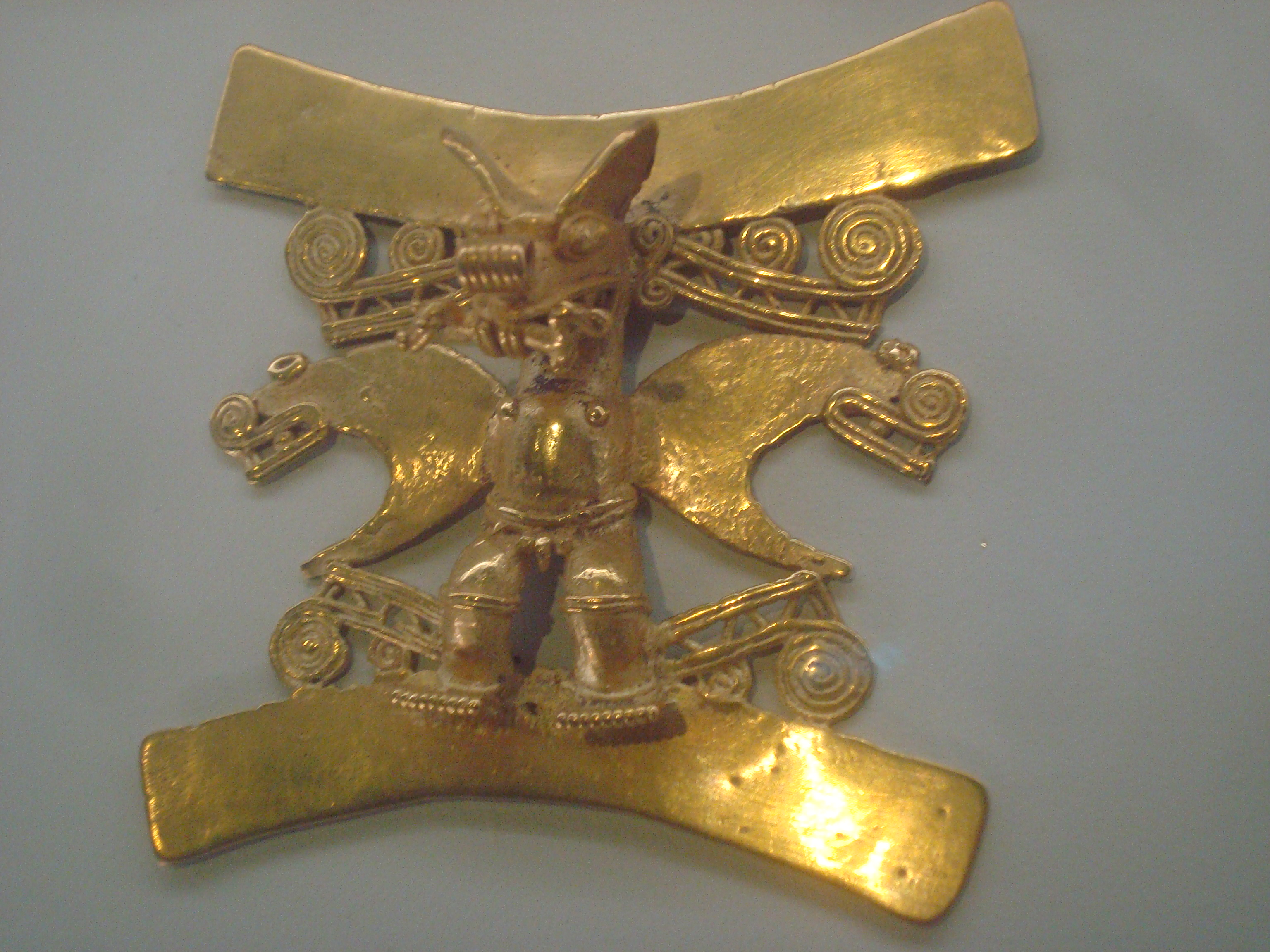
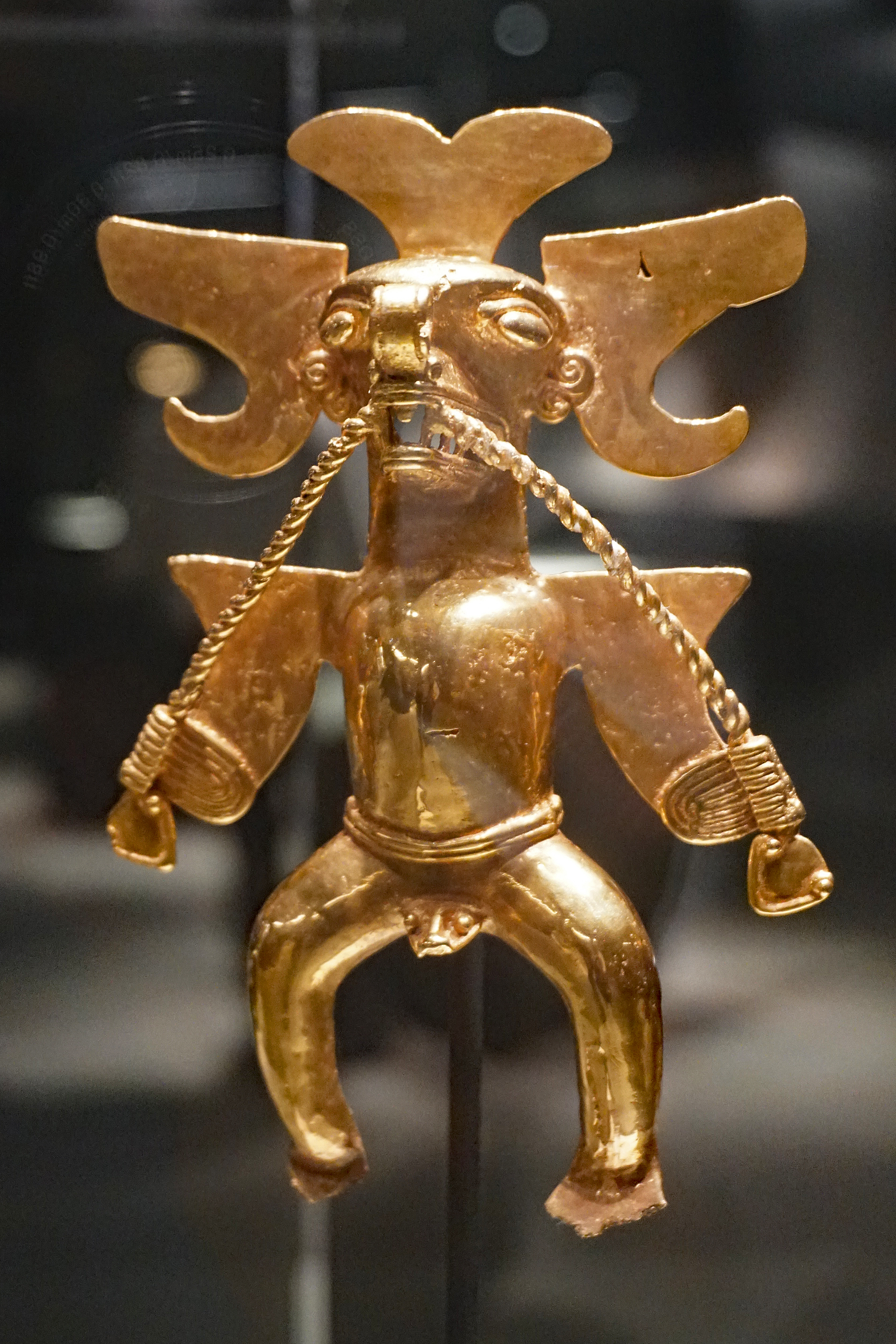
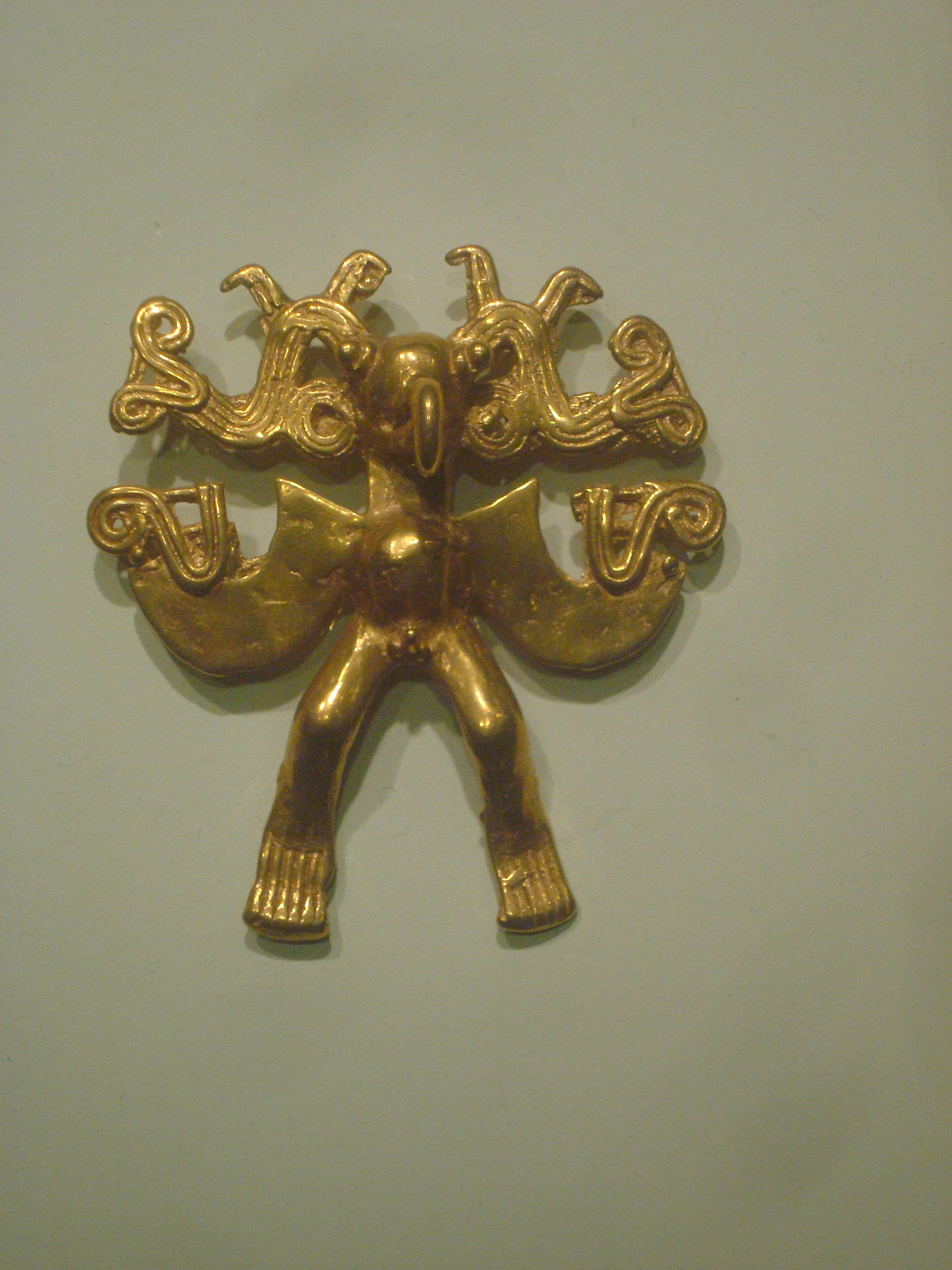
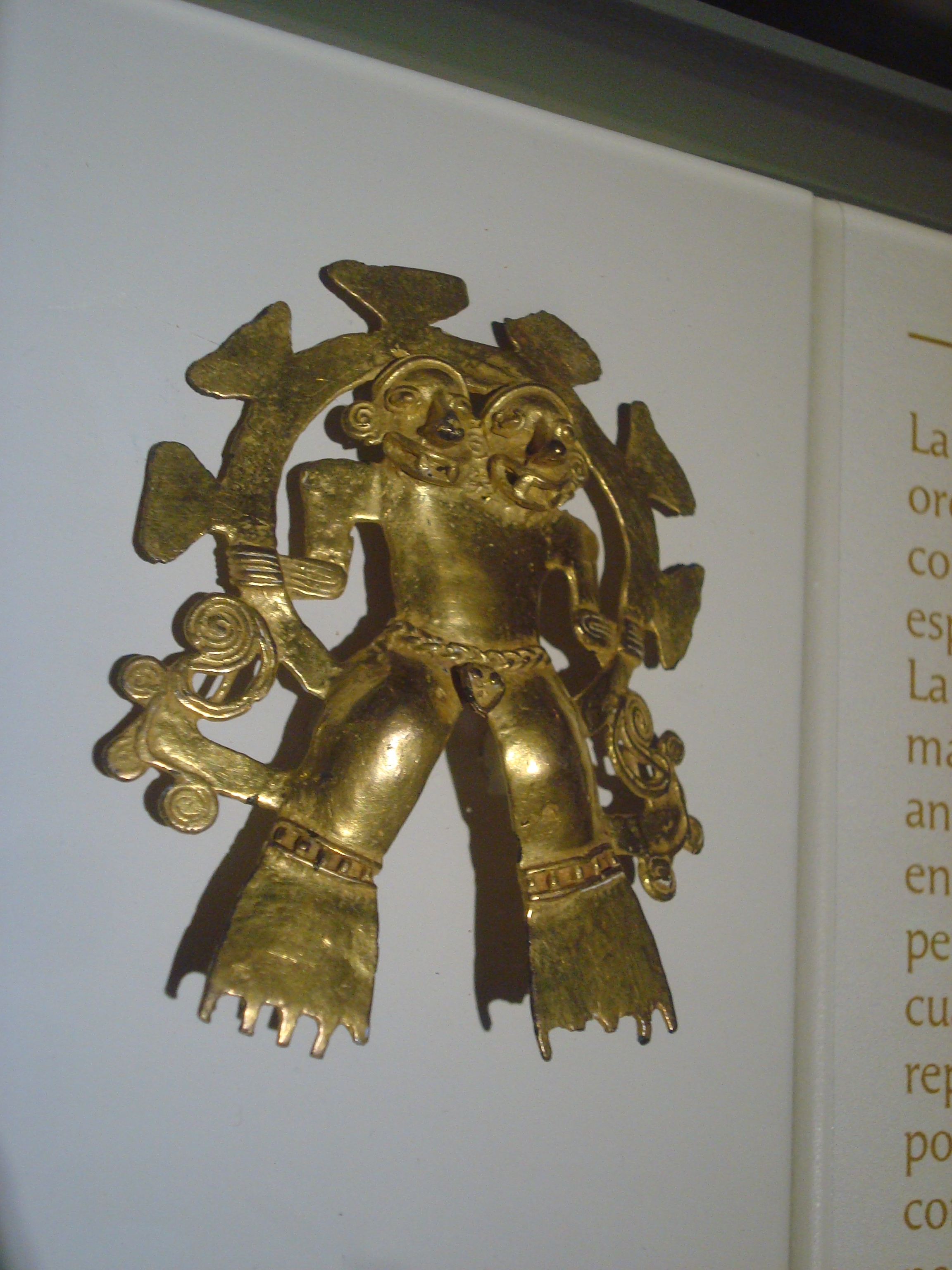

### La figura humana
Además de representaciones de los dioses, los espíritus animales y otros seres mitológicos, también se han hallado figuras de oro que representan a los seres humanos en sus labores cotidianas. Reyes, guerreros, esclavos, músicos y danzantes tienen su lugar en la rica iconografía de los pueblos prehispánicos de Costa Rica.

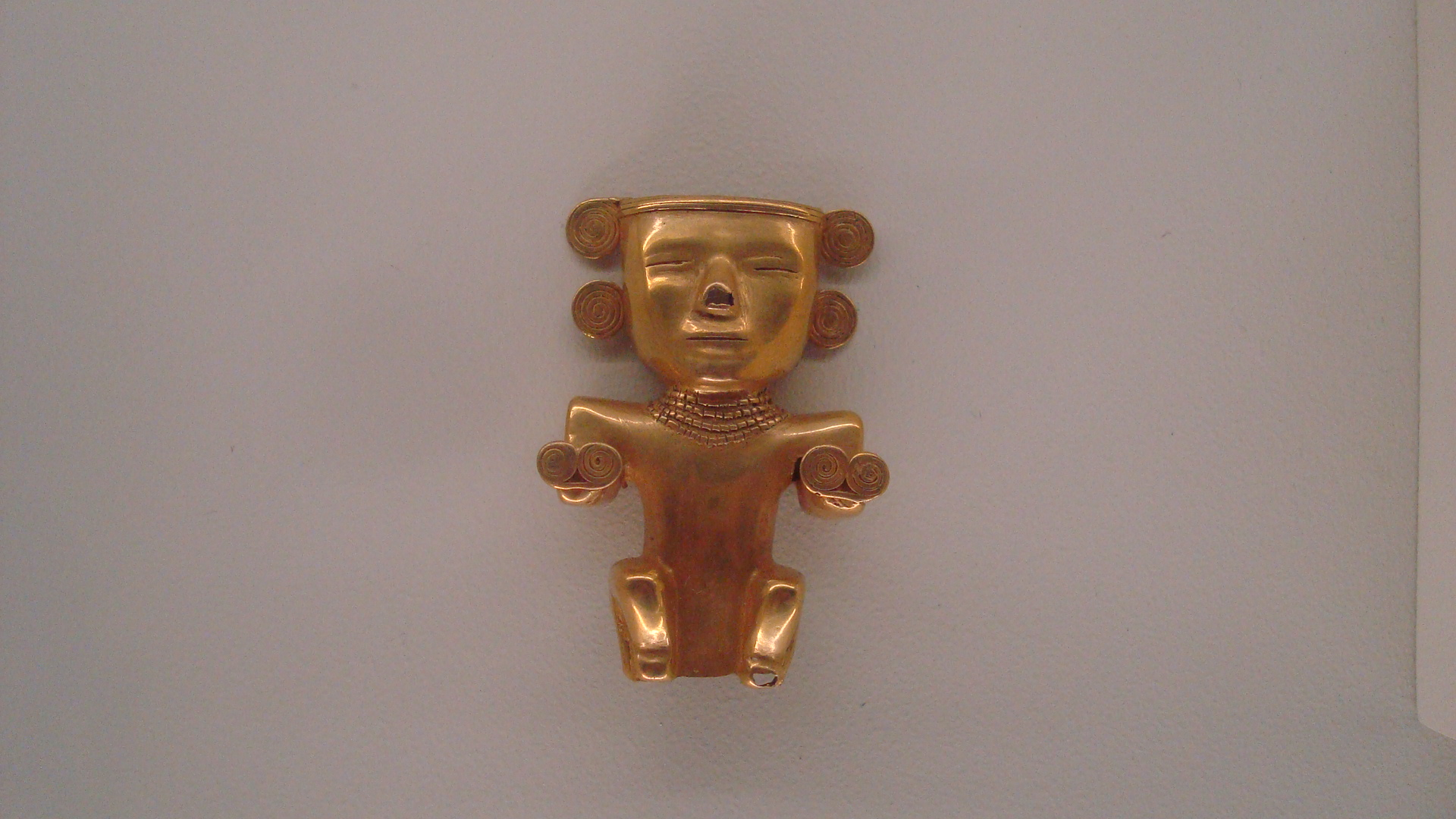
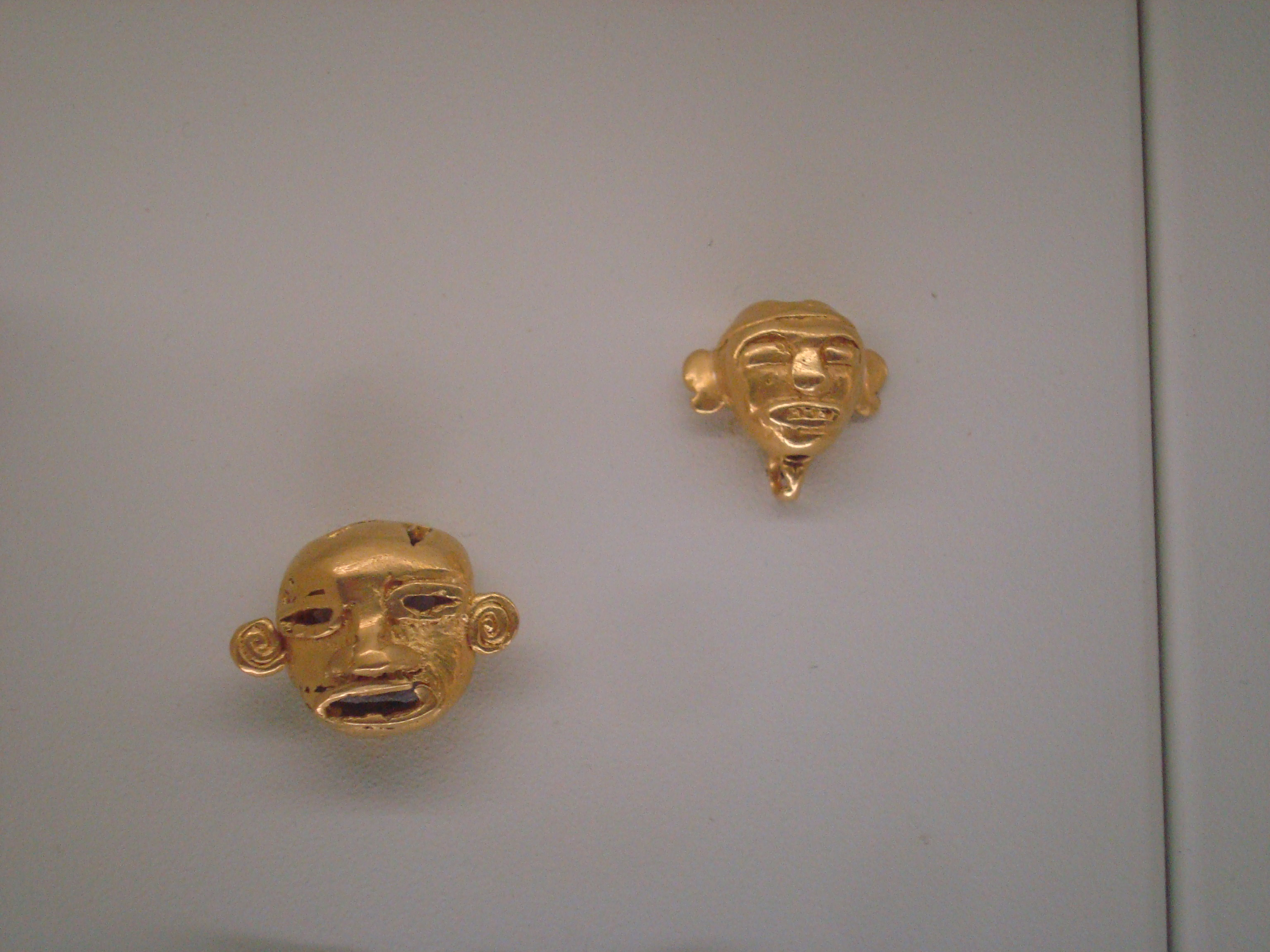
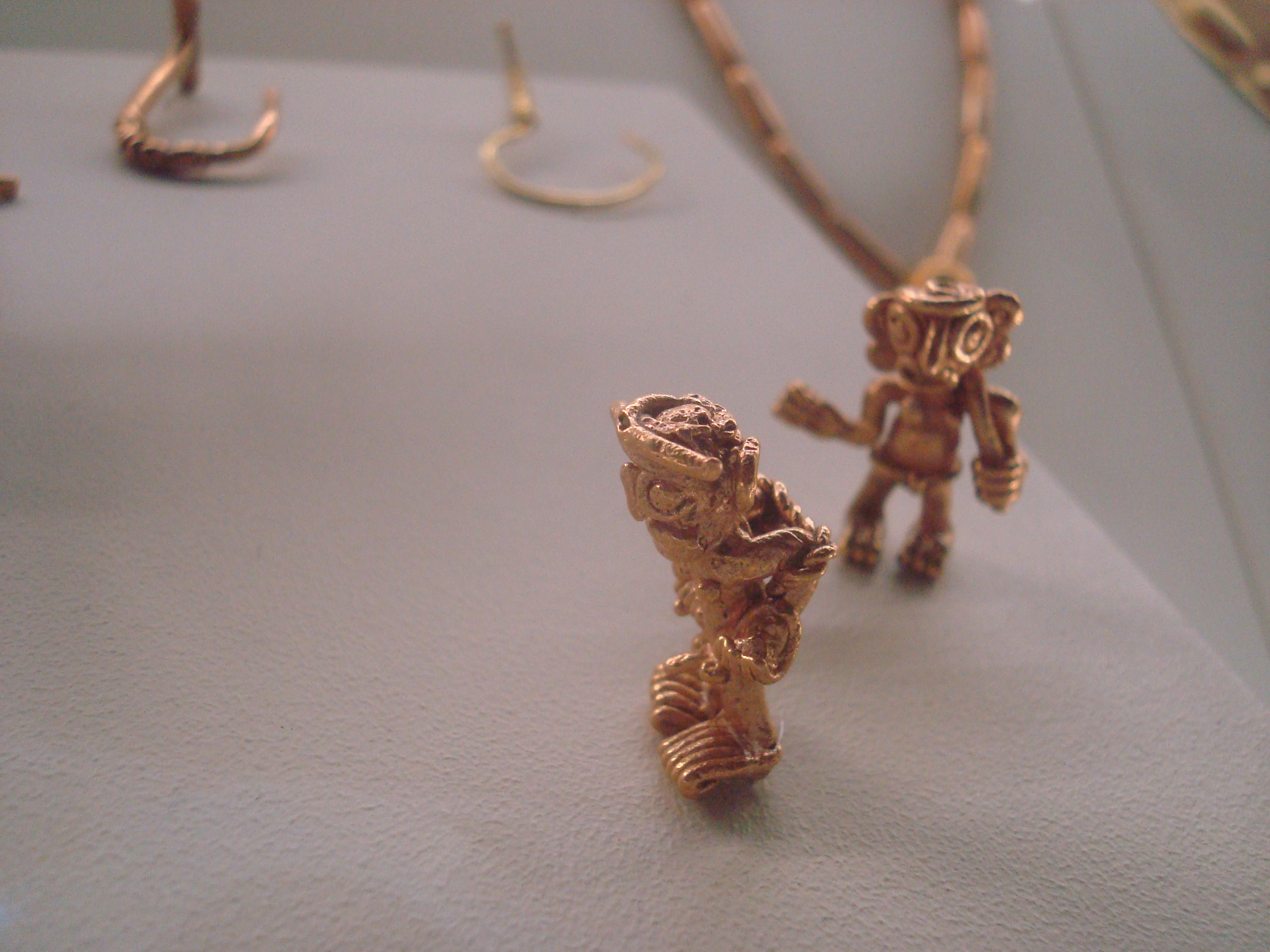
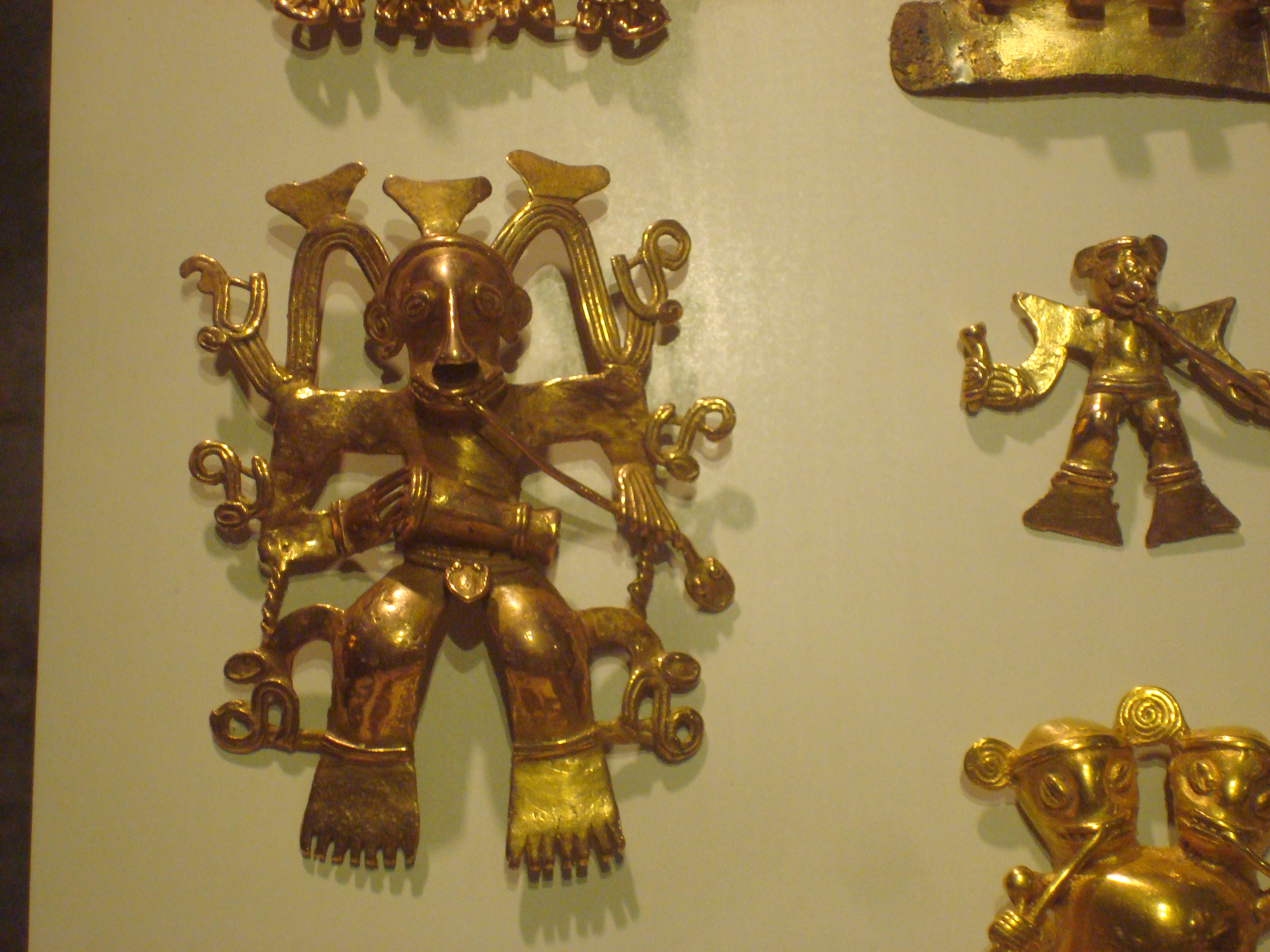
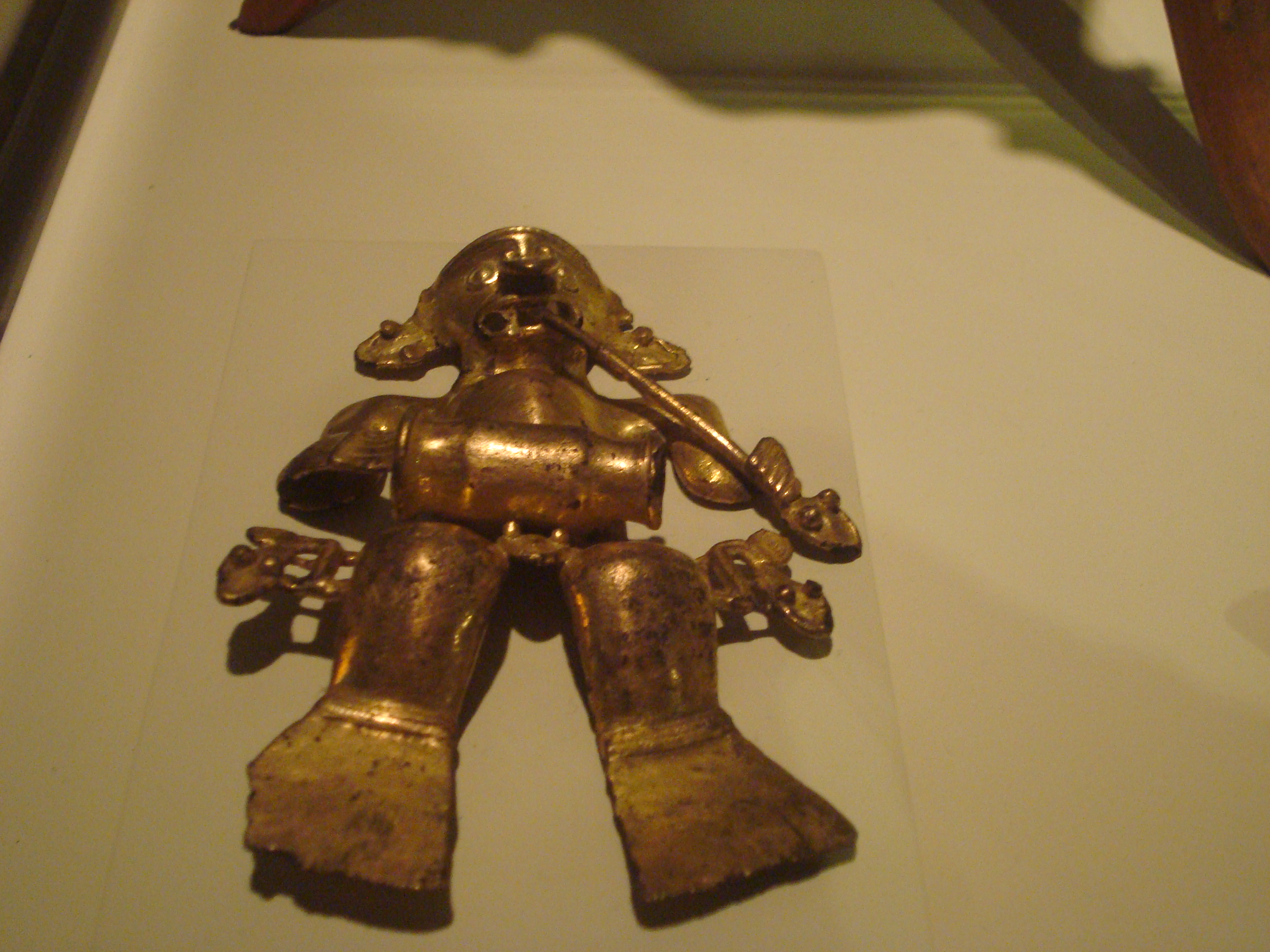

### Discos, pectorales, collares, pendientes y armas
Los chamanes y guerreros de las sociedades precolombinas usaban pectorales en forma de herradura y discos sobre el pecho como parte de su indumentaria. Los pectorales generalmente se decoraban con motivos cónicos y también con repujados en alto relieve en forma de animales como crustáceos, saurios, tortugas y figuras humanas. La diadema, como símbolo de rango, fue utilizada ampliamente dentro de los grupos prehispánicos de Costa Rica, Panamá y Colombia. Todos estos objetos fueron intercambiados por los grupos precolombinos y usados por guerreros, chamanes y curanderos como insignias de sus cargos. Algunas armas como el lanzadardos (foto 4 de la galería inmediata) fueron recubiertos en oro.

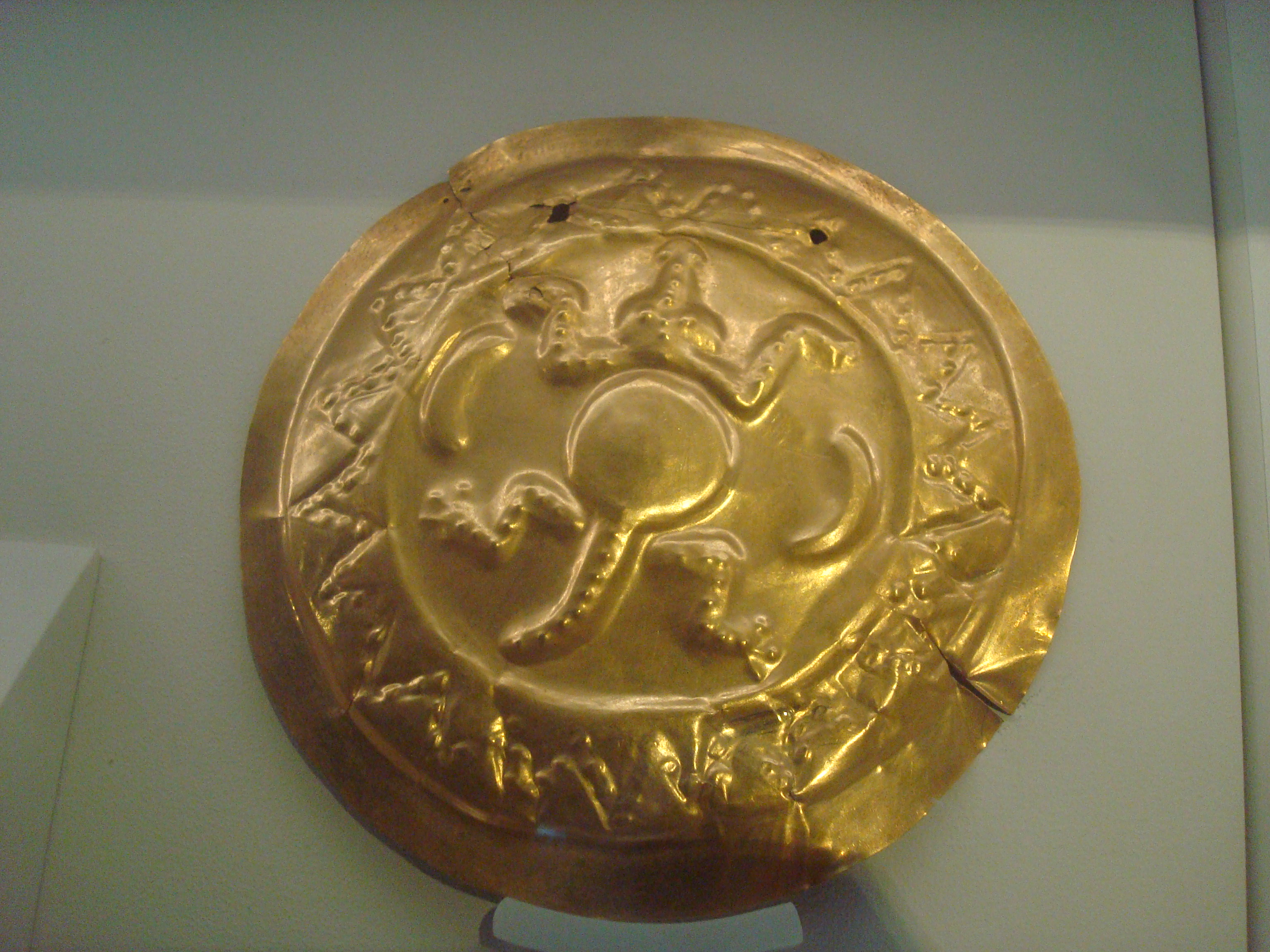
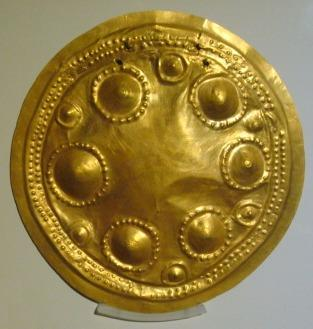
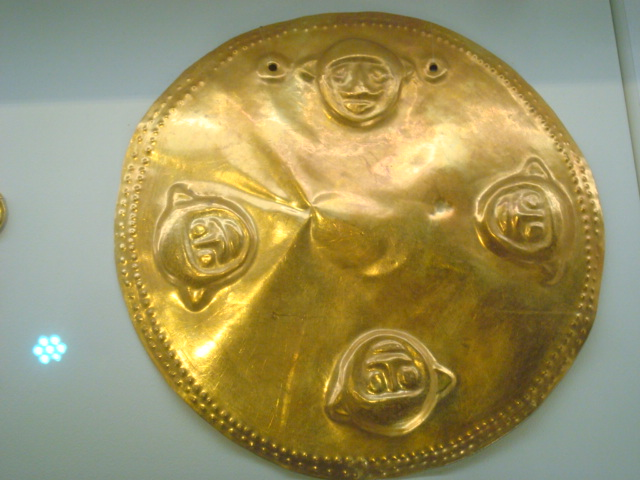
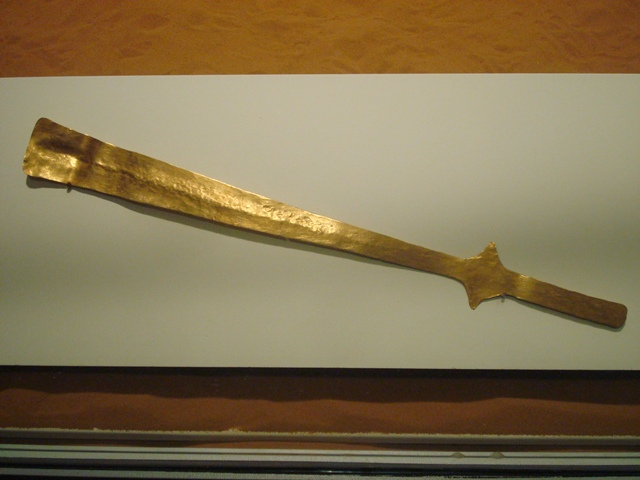
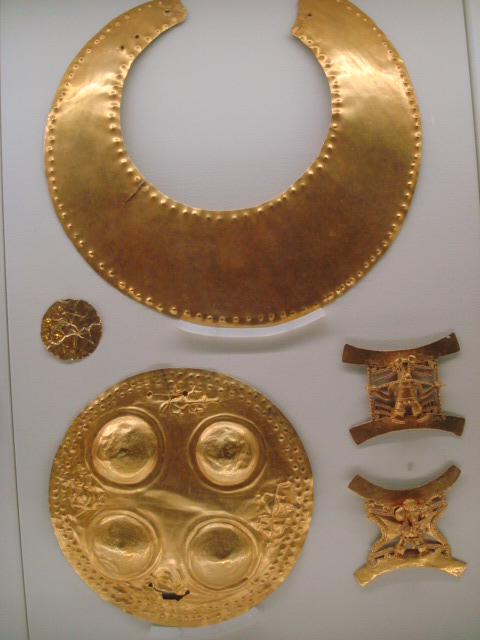